# Limmatlinie
Die Limmatlinie oder Limmatstellung war eine militärische Verteidigungslinie der Schweizer Armee zur Sicherung des Schweizerischen Mittellandes gegen einen gegnerischen Einfall von Norden.
Als vorgeschobene Stellung war die Limmatlinie Teil der gestaffelten Verteidigungsbefestigungen, die aus neutralitätspolitischen Gründen mit den Grenzbefestigungen an der Schweizer Grenze begannen.

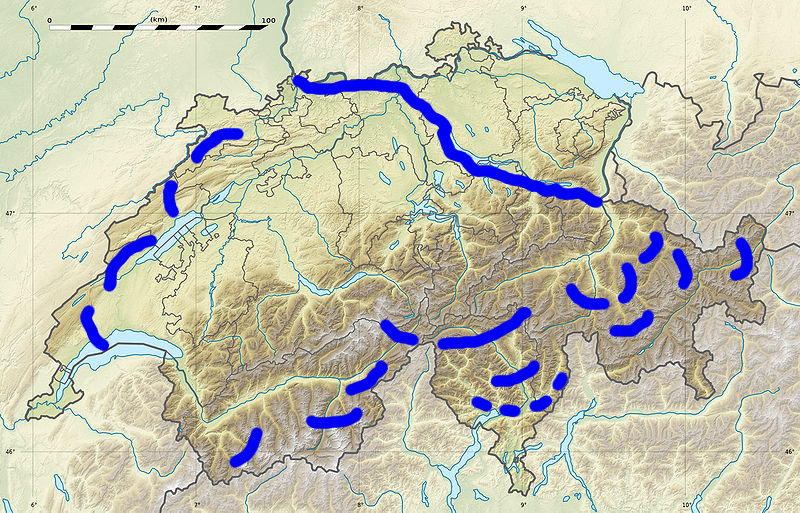
Verteidigungsdispositiv Limmatstellung im Zweiten Weltkrieg

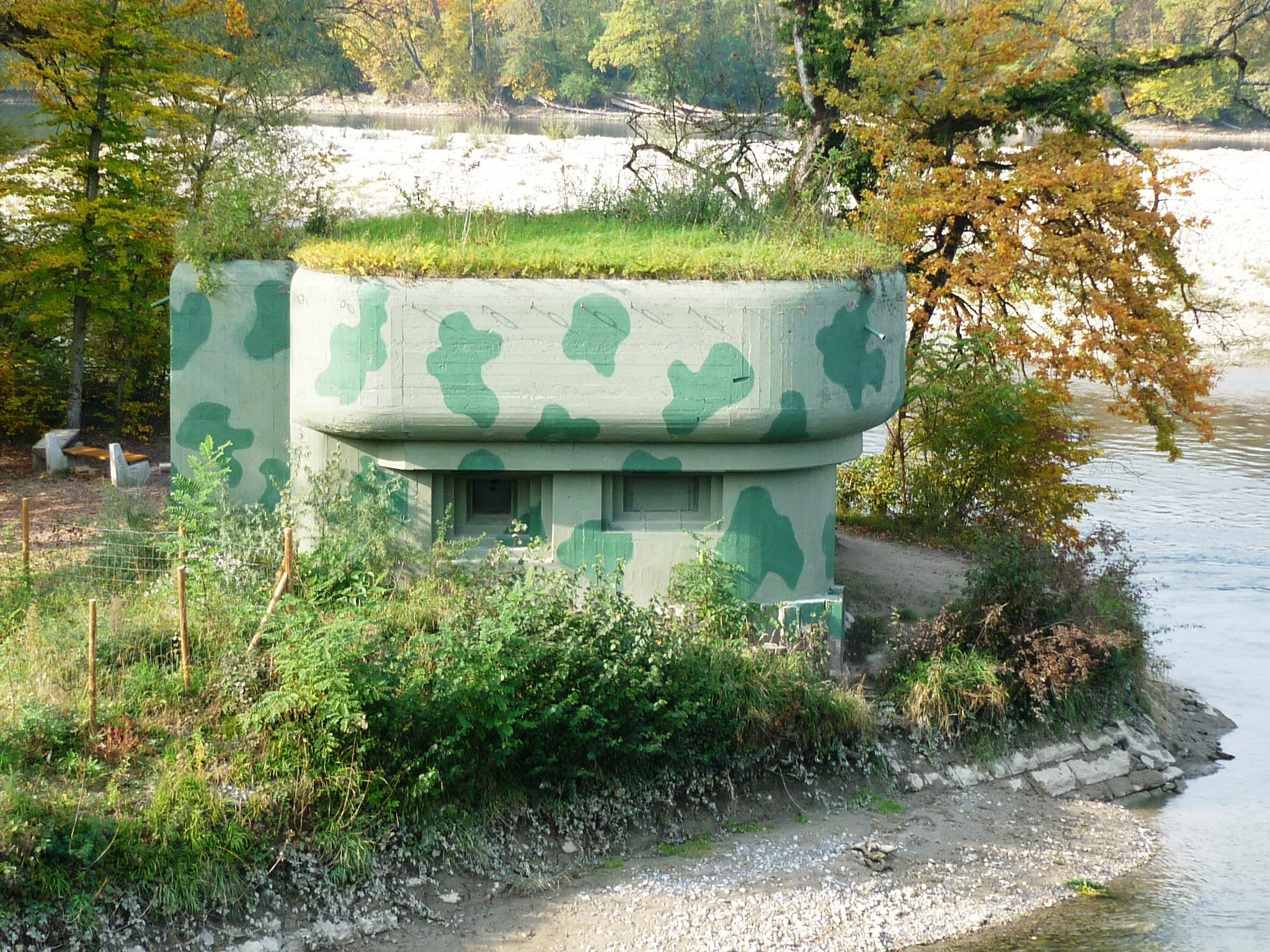
Maschinengewehrbunker beim Wasserschloss AG

## Lage
Die Limmatlinie erstreckte sich vom Becken von Sargans über Walensee – Linth – Zürichsee – Limmat – Bözberg – Hauenstein bis zum Gempenplateau – mit Schwergewicht zwischen Zürichsee und Hauenstein – und war eine Art Fortsetzung der französischen Maginot-Linie. Die Soldaten nannten sie deshalb und weil der Bau der Stellungen unter hohem Zeitdruck erfolgte „Mag-I-No-Ko-Linie“ (schweizerdeutsch, sinngemäss: Schaffe ich es noch?).

## Vorgeschichte
Das Gebiet der Limmat-/Linthlinie hatte schon zur Zeit der Römer strategische Bedeutung, wie Überreste von Wachttürmen auf dem Biberlichopf und in Filzbach am Kerenzerberg zeigen. Der Begriff Limmatlinie ist vermutlich seit der Helvetik für eher rudimentäre militärische Befestigungen im Limmattal – beginnend ab Zürich bis zur Einmündung der Limmat in die Aare bei Brugg – zur Sicherung des schweizerischen Mittellands in nordöstlicher Richtung gebräuchlich.

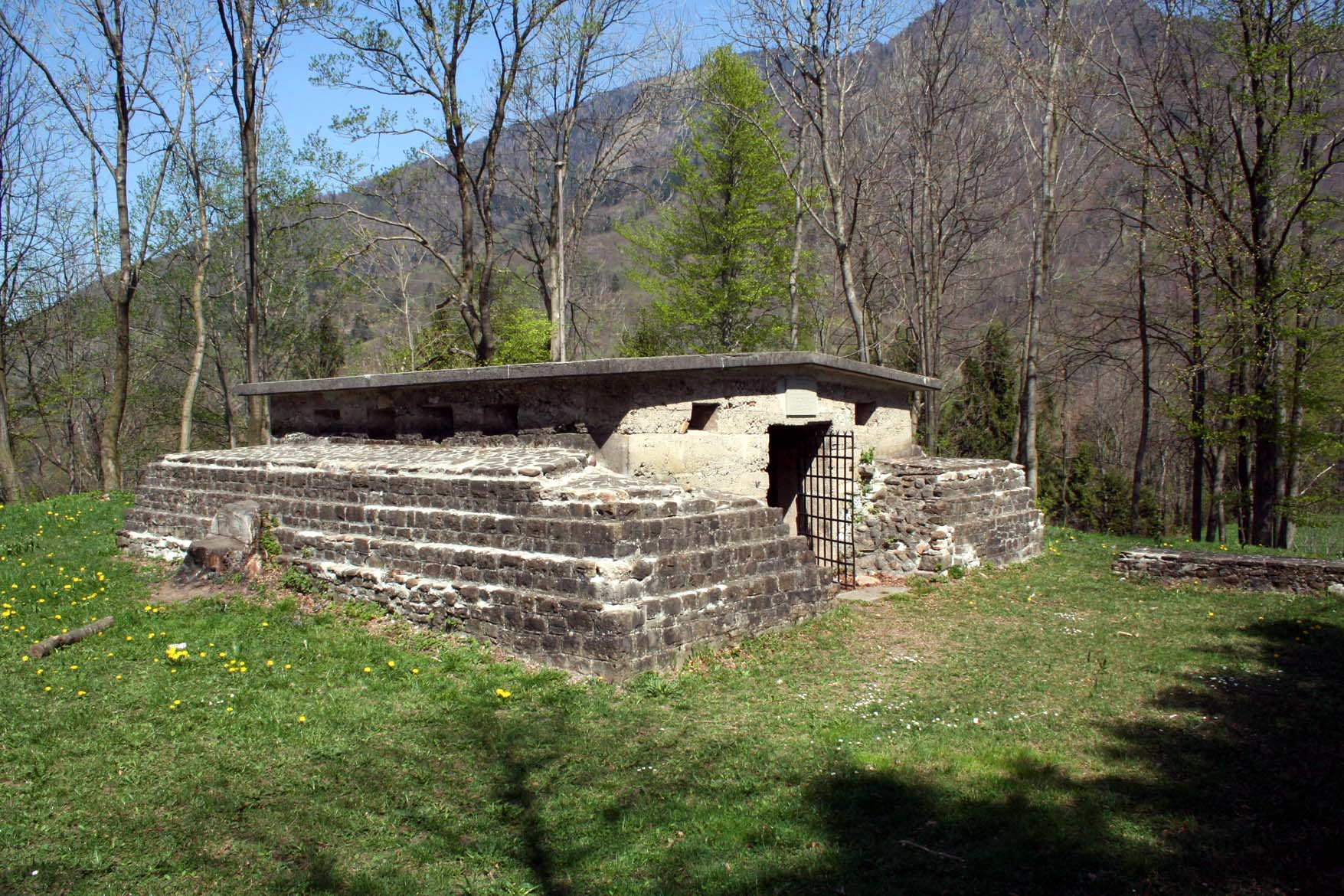
Reste des römischen Wachtturms mit Unterstand aus dem Ersten Weltkrieg auf dem Biberlichopf
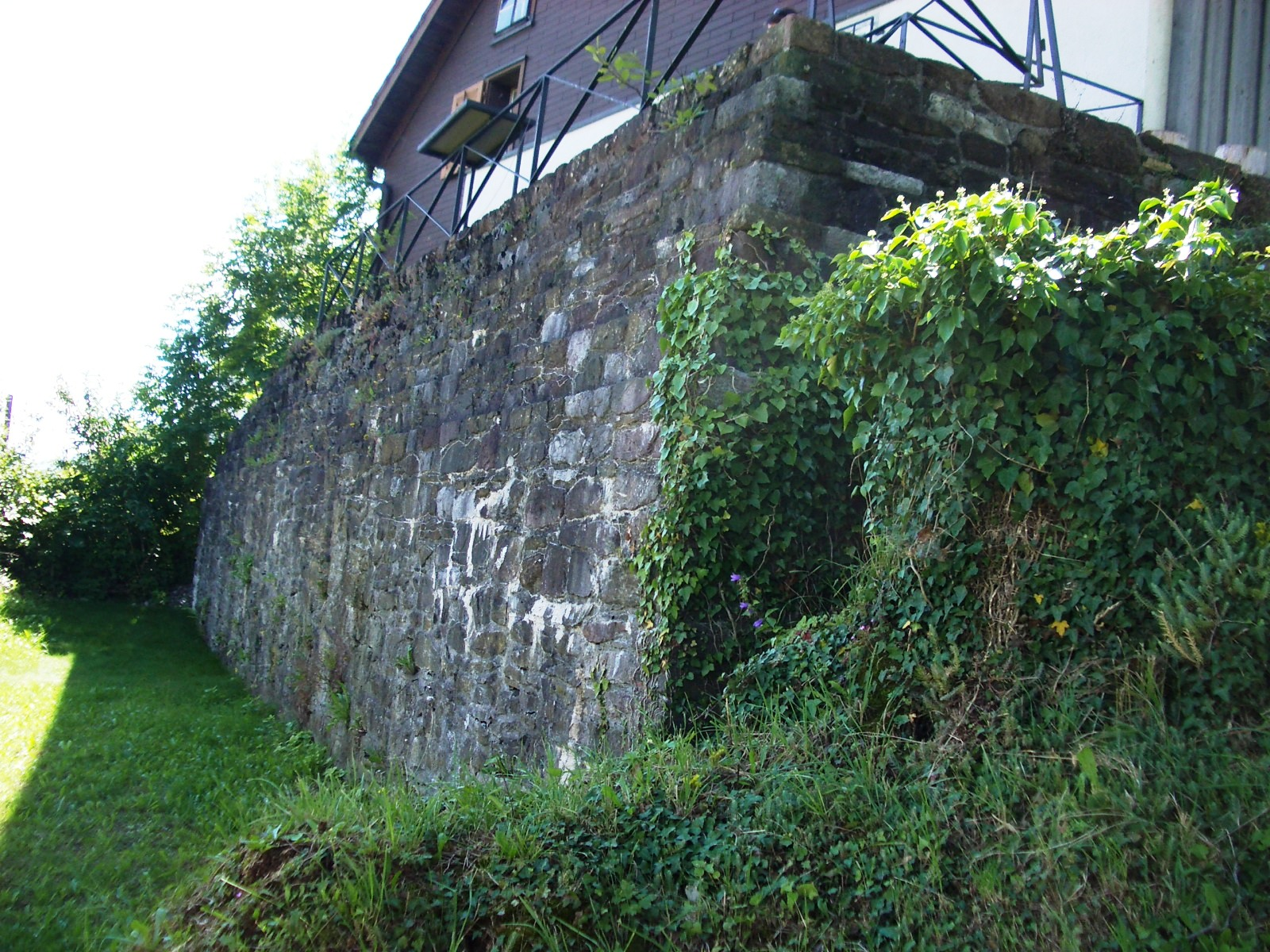
Römerturm Voremwald, Kerenzerberg
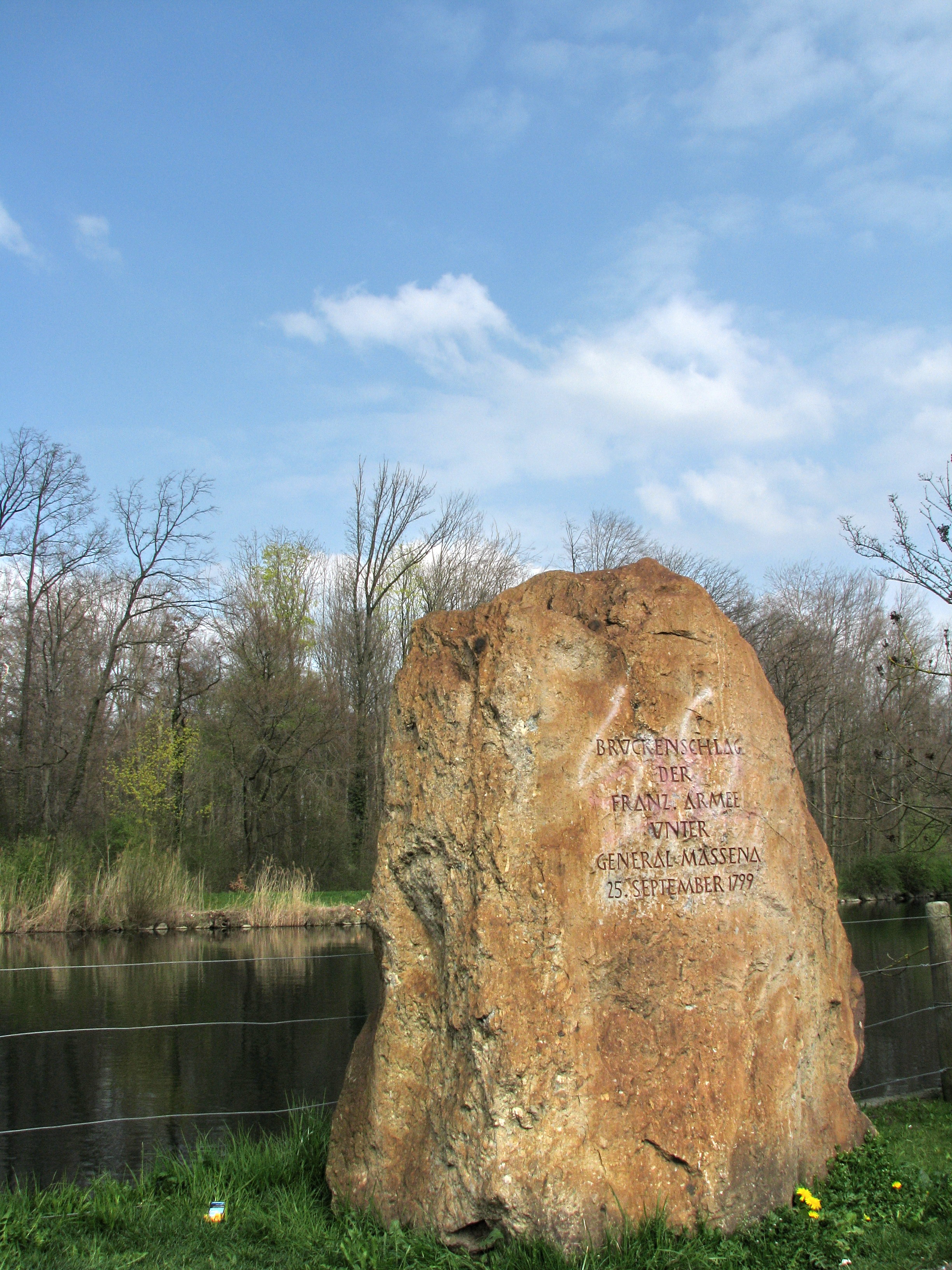
Brückenschlag über die Limmat bei der Zweiten Schlacht um Zürich

## Zweiter Weltkrieg
Die Armee bezog nach der Mobilmachung vom 1./2. September 1939 eine Bereitschaftsaufstellung im Mittelland. In dieser Ausgangsaufstellung waren die Heereseinheiten so gruppiert, dass sie bei einem Überfall sofort nach allen Richtungen hätten Front machen können.

### Limmatstellung als Armeestellung
Aufgrund des Operationsbefehles Nr. 2 vom 4. Oktober 1939 besetzte die Schweizer Armee die Limmatstellung, um einen Angriff aus dem Norden und eine Umgehung der Maginotlinie durch die Schweiz aufhalten zu können. Die Divisionen befestigten und besetzten die Abschnitte der Limmatstellung vom Gempenplateau bis Sargans in folgender Reihenfolge nebeneinander (West-Ost): 2. AK: Div 3, 4, 5; 3. AK: Div 6, 8; 4. AK: Div 7. Die Divisionen 1 und 2 blieben vorerst in der Westschweiz und die 9. Division war im Zentralraum. Für den Ausbau und die Verteidigung der Limmatstellung waren über 360 000 Mann Kampftruppen aufgeboten worden: 1. AK: 69 241 Mann, 2. AK: 77 300, 3. AK: 85 632, 4. AK: 93 500, Division Gempen: 20 100, Division Murten: 15 700.
Da die Schweizer einen Durchbruch der Wehrmacht an der schwach besetzten Schweizer Westgrenze nach Frankreich nicht verhindern hätten können, traf Guisan mit Frankreich ein geheimes Abkommen (Manöver H), das französischen Divisionen erlaubt hätte, in die Schweiz einzumarschieren und die vorbereiteten Artilleriestellungen Gempenplateau zu besetzen. Das Abkommen war insofern neutralitätsrechtlich korrekt, weil es keinen Automatismus gab und die französischen Truppen erst nach einem deutschen Angriff und einem bundesrätlichen Hilfsgesuch in Marsch gesetzt worden wären.
Am 11. Mai 1940 (einen Tag zuvor hatte die Wehrmacht den Westfeldzug begonnen) verfügte der Bundesrat die zweite Kriegsmobilmachung: 450 000 Mann, 10 000 Frauen des freiwilligen FHD, 100'000 Hilfsdienstpflichtige und ebenso viele Angehörige von Ortswehren rückten in den Aktivdienst ein. Die deutschen Erfolge im Westfeldzug und der Zusammenbruch Frankreichs veranlassten General Henri Guisan Anfang Juni 1940, die Limmatstellung von Basel bis Genf zu verlängern, was zu einer dünn besetzten, linearen Rundumstellung der Armee führte.
Am 23. Juni 1940 – einen Tag nach der faktischen Kapitulation Frankreichs – gab Guisan den Befehl zur Einstellung der Befestigungsarbeiten in den bisherigen Stellungen. Nur noch letzte Fertigstellungsarbeiten sollten durchgeführt werden. Bereits Mitte Juni 1940 hatten die Rückmärsche aus der Limmatstellung begonnen.

### Abschnittsgrenzen (von West nach Ost)

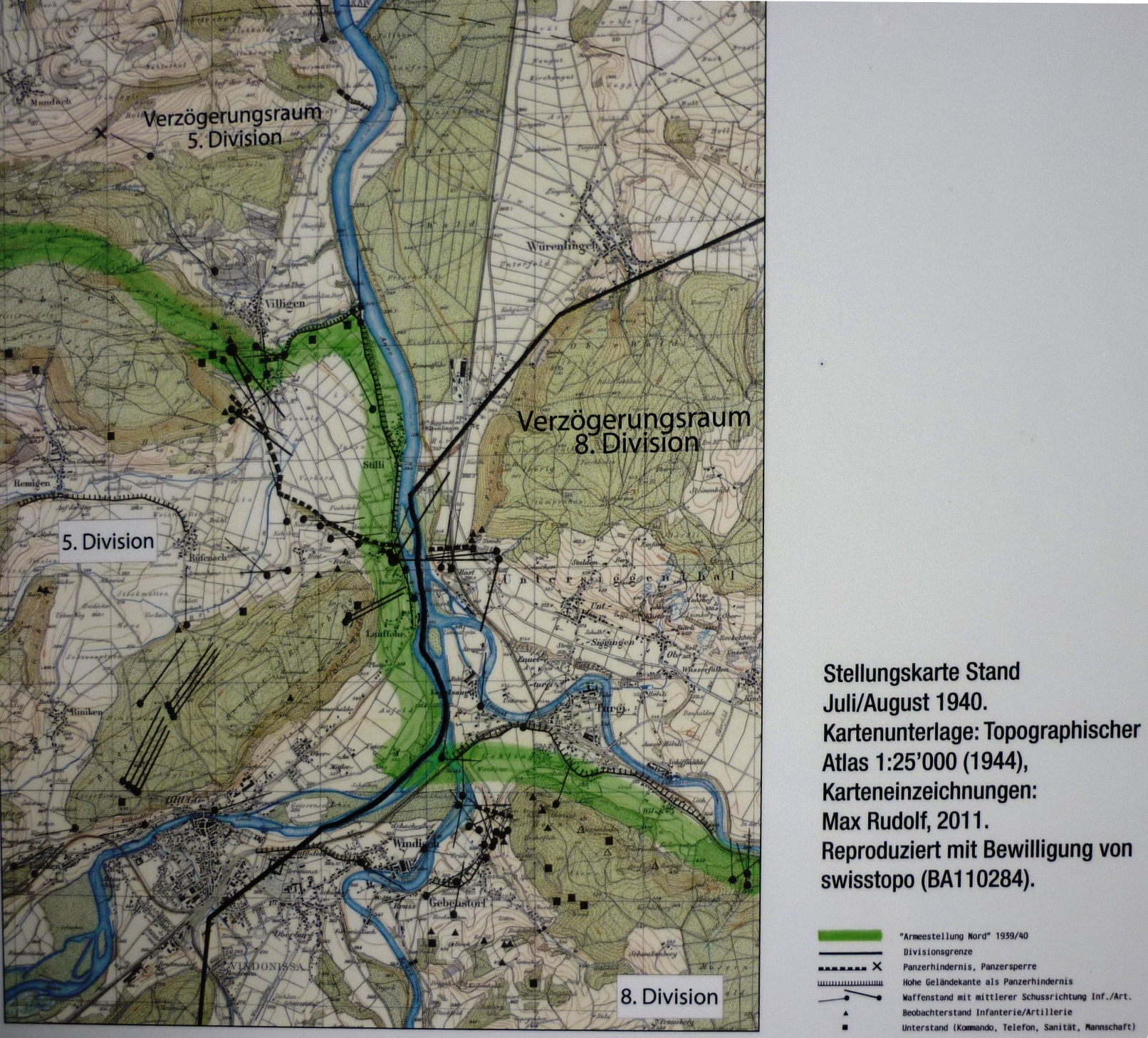
Stellungskarte Raum Limmatmündung/Wasserschloss

- Stadtkommando Basel (Division Gempen, AK2) bis Gempenplateau/Liestal ⊙
- 4. Division  AK2: Gempenplateau/Liestal bis Stein ⊙
- 3. Division AK2: Stein AG bis Laufenburg ⊙
- 5. Division AK2: Laufenburg via Koblenz bis Limmatmündung (Lauffohr/Brugg) ⊙
- 8. Division AK3: Limmatmündung (Stilli) bis Rüsler ⊙
- 1. Division AK3: Rüsler bis Urdorfer Senke ⊙
- 6. Division AK3: Urdorfer Senke bis Stadt Zürich ⊙
- Stadtkommando Zürich AK3: Stadt Zürich bis Bendlikon/Kilchberg ⊙
- 7. Division AK4: Bendlikon/Kilchberg bis Sargans ⊙

### Reduit
Ab dem 25. Juni 1940 war die Schweiz auf allen Seiten von den Achsenmächten eingeschlossen. Weil die im Vorsommer 1940 behelfsmässig bezogene verlängerte Limmatstellung auf die Dauer nicht gehalten werden konnte, entschloss sich General Guisan am 10. Juli 1940 das Gros der Armee ins Reduit national zurückzuziehen und die Schweiz in der Tiefe gestaffelt zu verteidigen:
Am 12. Juli 1940 schrieb er an Bundesrat Minger, Chef des Militärdepartementes:

„Ich habe folgenden Entschluss gefasst: Die Verteidigung des Landes wird nach einem neuen Grundsatz organisiert werden, demjenigen der Staffelung in die Tiefe. Zu diesem Zweck habe ich drei hauptsächlichste Widerstandzonen gebildet, die durch ein System von Stützpunkten in den Zwischenräumen ergänzt werden.
Die drei Widerstandsstaffeln werden sein:
- die Grenztruppen, die ihr gegenwärtiges Dispositiv beibehalten;
- eine vorgeschobene oder Sicherungsstellung, welche die jetzige Armeestellung zwischen dem Zürichsee und dem Plateau von Gempen ausnützt und nach Westen durch eine Front auf der allgemeinen Linie Berner- und Neuenburgerjura–Murten–Saane bis zur Senke von Bulle verlängert wird;
- eine Alpen- oder Zentralraum-Stellung (réduit national), die im Osten, Westen und Süden durch die einbezogenen Befestigungen von Sargans, St-Maurice und des Gotthards flankiert wird.

Die diesen drei Widerstandsstaffeln zugewiesenen Aufträge sind die folgenden:
- derjenige der Grenztruppen bleibt aufrecht;
- die vorgeschobene oder Sicherungsstellung sperrt die Einfallsachsen in das Innere des Landes;
- die Truppen der Alpen- oder Zentralraumstellung halten, mit grösstmöglichen Vorräten versehen, ohne jeden Gedanken an Rückzug (…)“

Am Rütlirapport vom 25. Juli 1940 gab er den Plan bekannt, im Falle eines Angriffs der Achsenmächte die Verteidigung der Schweiz auf das Gebiet der Hochalpen mit den wichtigen Passübergängen, vor allem dem Gotthardmassiv, zu konzentrieren und alle Zufahrten zu den Bergen notfalls zu zerstören. Bis Juli/August 1940 waren sechs Divisionen (Div 1, 3, 6, 7, 8, 9) und drei Gebirgsbrigaden im Reduit, ab Mai 1941 kamen die restlichen drei Divisionen (Div 2, 4, 5) dazu. Das entsprach bei einer Generalmobilmachung rund 260'000 Mann Kampftruppen.

### Limmatstellung als vorgeschobene Stellung
Die neun Grenzbrigaden (90'000 Mann) verblieben in ihren Grenzräumen. Die drei leichten Brigaden (30'000 Mann), die Territorialtruppen der 13 Territorialkreise (90'000 Mann Infanterie), die Ortswehren (127'000 Mann) blieben im Mittelland, wo sie neben dem Verzögerungskampf, mit der Sprengung und Zerstörung der Kommunikationswege, Brücken, Tunnels, Lager- und Produktionsstätten beauftragt waren sowie mit der Bekämpfung von Luftlandetruppen.
Im Frühjahr 1944 wurde die Limmatstellung wieder aktuell, weil der General in Betracht zog, dass die Armee aus politischen und militärischen Gründen gezwungen sein könnte, den Zentralraum des Reduit zu verlassen, um einem Gegner den Stoss durch das Mittelland zu verwehren.

## Kalter Krieg
Auch während des Kalten Krieges war die Limmatstellung von militärischer Bedeutung. Das Armeereglement „Führung der Armee und der Grossen Verbände (FAG 83)“ wies im Kapitel Kampfraum darauf hin, dass einerseits der Ausbau der Strassennetze und Autobahnen weiträumige und rasch ablaufende Bewegungen mechanisierter Verbände zunehmend begünstige, dass andrerseits die darauf ausgerichteten Kampfgrundsätze moderner Armeen im hindernisreichen schweizerischen Gelände nur mit Einschränkungen angewendet werden könnten. Die Umsetzung dieser Erkenntnis ergab sich auf die Limmat bezogen aus dem Operationsbefehl und dem Grunddispositiv „Zeus“ vom 28. April 1989. Das Limmattal war eine derartige Herausforderung, dass dieser Raum als einziger auf einer Detailkarte mit dem Titel „Ausschnitt Abschnittsgrenze FAK2/FAK4 im Raum Wettingen–Zürich“ wiedergegeben wurde. Die Stadt Zürich war dem Feldarmeekorps 4 zugeteilt, während die Limmat unterhalb Altstetten auf beiden Ufern dem Feldarmeekorps 2 gehörte. Gemäss dem Operationsbefehl des Generalstabschefs Eugen Lüthy (1986–1989) hatte ersteres einen gegnerischen Stoss an die Linie Linth–Zürichsee–Limmat zu verhindern, während letzteres die Räume Limmat–Brugg–Lenzburg–Albis–Westufer des Zürichsees sowie Napf–Hauenstein zu behaupten hatte. Aufgrund der grossen Rüstungsanstrengungen der damaligen Machtblöcke schätzte die Armeeführung die Bedrohungslage als relativ real ein.

## Truppen
Die Truppen bestanden – wie in der Schweizer Armee üblich – ausschliesslich aus Milizsoldaten, deren zivile Kompetenzen – zum Beispiel beim Festungsbau – entsprechend eingesetzt wurden. Da es anfänglich noch keinen Lohnausgleich gab, wurden von der Truppe für notleidende Wehrmänner Fürsorgekassen gegründet, die hauptsächlich mit dem Verkauf von truppeneigenen Soldatenmarken finanziert wurden.
Mit dem Operationsbefehl Nr. 2 vom 4. Oktober 1939 (Aufmarsch Nord) befahl der General die Hauptkräfte der Armee in die Limmatstellung von Sargans bis zum Gempenplateau südlich von Basel. Das 3. Armeekorps unter Oberstkorpskommandant Rudolf Miescher besetzte den mittleren Abschnitt der Limmatstellung vom Zürichsee ab Bendlikon/Kilchberg bis zur Limmatmündung. Das Gebiet der Stadt Zürich am linken Limmatufer wurde grösstenteils dem Stadtkommando Zürich zugewiesen, anschliessend kamen die zürcherische 6. Division bis zur Senke von Urdorf, die welsche 1. Division bis zum Rüsler und die Innerschweizer 8. Division bis zur Limmatmündung.
Die Grenze am Rhein vom Untersee bis nach Kaiserstuhl war seit dem 29. August 1939 von der Grenzbrigade 6 und der Abschnitt von Kaiserstuhl bis Rekingen von der Grenzbrigade 5 besetzt. Sie mussten ihre Stellungen ohne Rückzugsmöglichkeit bis zur letzten Patrone halten.
Im Verzögerungsraum zwischen den Grenzbrigaden und der Armeestellung an der Limmatlinie hatten bewegliche Verbände mit Kavallerie, Motorradfahrern, Radfahrern und motorisierten Verbänden (die Leichte Brigade 2 hinter der Thur und Töss, das Infanterieregiment 26 der 6. Division hinter der Glatt) den hinhaltenden Kampf, die Sprengung aller Minenobjekte sicherzustellen und sich schrittweise hinter die Limmat zurückzuziehen.
Da der Armeeaufmarsch Front Nord eindeutig gegen das Deutsche Reich gerichtet war, liess der General aus neutralitätspolitischen Gründen die Westgrenze gegen Frankreich mit der 1. Division im Gros de Vaud und an der Mentue und mit der 2. Division im Neuenburger Jura besetzen. Bei Auslösung des Falles Nord wären die beiden welschen Divisionen jedoch wieder in ihre Kampfräume in der Limmatstellung verschoben worden. Die von der Limmatstellung abgezogene 1. Division wurde durch den Ad-hoc-Verband der Gruppe Dietikon ersetzt. Dieser bestand anfänglich aus fünf bis sechs Territorialbataillonen, die Anfang Dezember 1939 durch die Auszugsjahrgänge der Gebirgsinfanterieregimenter 12 und 29 der 9. Division abgelöst wurden.

## Befehlsgebung
Die Befehlskette führte vom General bis auf die unterste Stufe, den von einem Leutnant befehligten Zug mit rund 50 Mann, eingeteilt in etwa 6–8 Trupps. Die Verteidigungsabschnitte wurden hierarchisch vom Armeekorps bis zum einzelnen Trupp aufgeteilt und zugewiesen. Jeder Trupp erhielt ein Ansichtskroki seines Abschnittes mit eingezeichnetem Feuerraum. Der Trupp konnte das Feuer in eigener Kompetenz eröffnen, sobald der Feind in den zugewiesenen Räumen auftauchte. Alle Trupps hatten die ihnen anvertraute Stellung bis zum Eintreffen eines Rückzugsbefehls zu halten.

## Befestigungsbau an der Limmatlinie
Aufgrund des Operationsbefehls Nr. 2 beabsichtigte der General, eine Bunkerlinie – wie am Rhein bereits weitgehend vorhanden – direkt an der Limmat zu bauen. Die Planer des 3. Armeekorps konnten den General jedoch davon überzeugen, die Abwehrfront in einer ersten Phase auf die bewaldeten Höhen südlich der Limmat zu verlegen, weil eine Abwehrstellung am Fluss von den nördlichen Höhen dominiert würde. Feindliche Übersetzaktionen sollten primär mit Artilleriefeuer von den Höhen zerschlagen werden. Gelang der gegnerische Übergang trotzdem, so sollte der nächste nachhaltige Widerstand auf der Linie der vorgeschobenen Stützpunkte Altstetten, Schlieren, Dietikon, Spreitenbach und Killwangen erfolgen.
Da die Zeit knapp war und die Truppe selber baute und bis Mitte 1940 keine einheitlichen Richtlinien vorhanden waren, wurde vielfach nach eigenen Plänen konstruiert. Die Befestigungen der drei Divisionen unterschieden sich stark. Die 6. Division baute viele Wechselstellungen für den beweglichen Kampf und Betonunterkünfte für die Mannschaft, aber nur wenige betonierte Waffenstände. Die 1. Division erstellte die Festung Dietikon und eine am Vorderhang des Heitersbergs linear verlaufende Front aus Schützengräben und Stacheldrahtverhau. Das Dispositiv der 8. Division war sehr statisch und hatte am meisten betonierte Anlagen.
Bis zur Kapitulation Frankreichs am 21. Juni 1940 hatte sich der Befestigungsbau noch auf die Grenzzonen, Sargans, Linthebene, Limmatstellung, nördlicher Jura mit Hauenstein sowie St-Maurice konzentriert. Die Bauarbeiten umfassten neben eigentlichen Festungen auch Infanteriestände, Geschützstellungen, Panzerhindernisse, Kommandoposten, Militärstrassen, Unterkünfte usw. Zwei Tage nach der Kapitulation Frankreichs erliess Guisan den Befehl zur Einstellung der Befestigungsarbeiten bis auf letzte Fertigstellungsarbeiten in den bisherigen Stellungen.
Für die Fertigstellung begonnener militärischer Strassenstücke, den sogenannten Polenwegen, wurden in der ganzen Schweiz Teile der rund 13'000 polnischen Internierten herangezogen, die zu der im Juni 1940 nach Kämpfen gegen die Wehrmacht in Frankreich in die Schweiz abgedrängten 2. Polnischen Schützendivision gehörten.
Durch veränderte Verteidigungspläne wurde die Limmatstellung im Frühjahr 1944 wieder aktuell. Die Mutschellenachse, die Achsen Baden–Dättwil und Gebenstorf–Birmenstorf sowie die bestehenden Minenobjekte an der Limmat wurden baulich verstärkt.

### Stadtkommando Basel

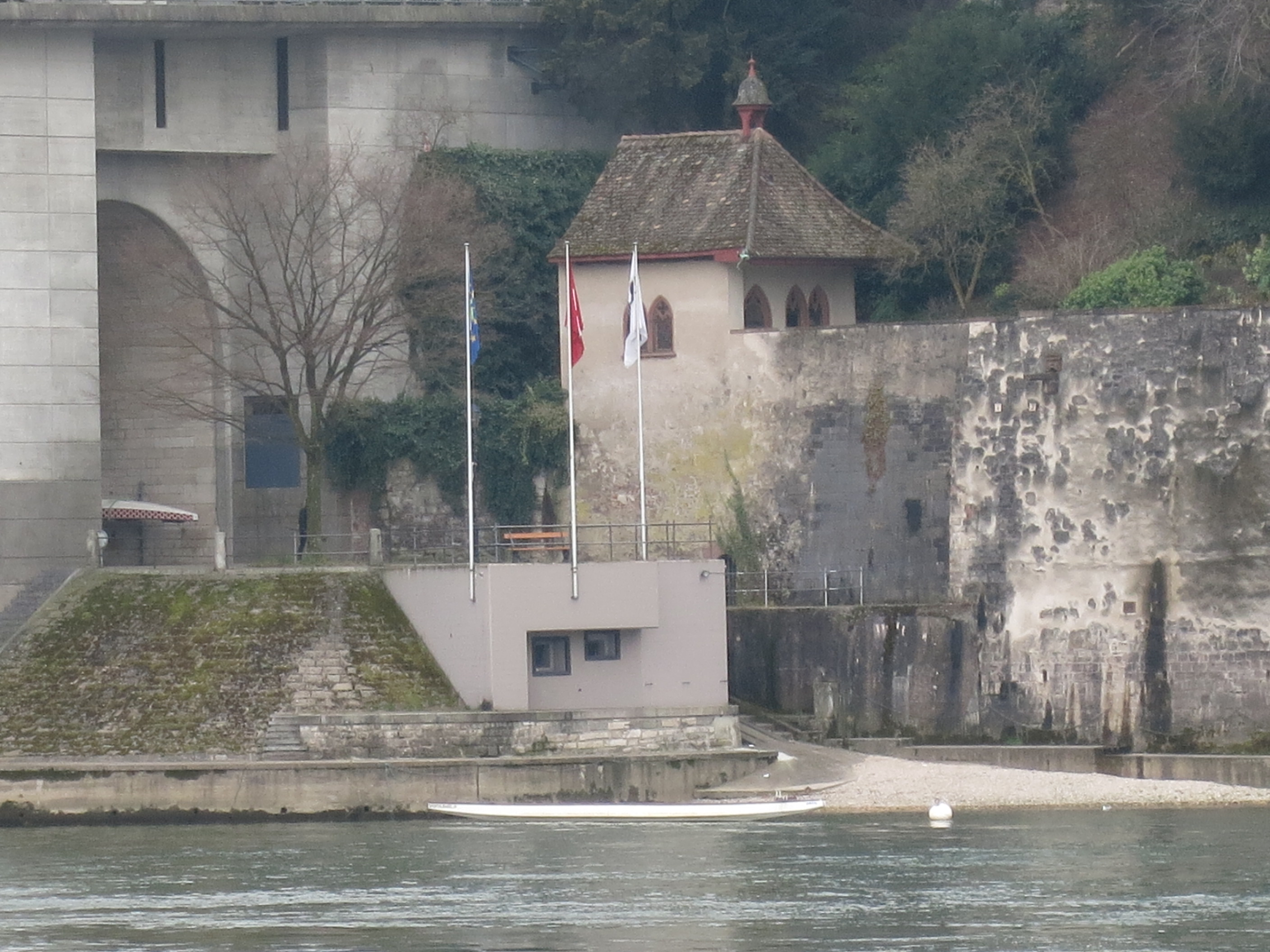
Bunker A 2872 am südwestlichen Brückenkopf der Wettsteinbrücke

Basel sollte als vorgeschobener befestigter Stützpunkt dienen. Im Stadtgebiet wurden 526 Sperren und Stellungen errichtet. Bei einem Angriff hätten Haus um Haus und Strasse um Strasse verteidigt werden müssen. Die Brücken über den Rhein und die untere Birs und weitere Objekte wurden zur Zerstörung vorbereitet. Die Brückenköpfe wurden beidseitig stark ausgebaut und mit Infanteriebunkern befestigt. Das Armeekommando verfügte am 20. April 1940 eine verstärkte Besatzung, um den Abschnitt Basel gegen Überfall und Handstreich sicherzustellen und Basel auf der Widerstandslinie halten zu können. Im Mai 1940 erfolgte eine Unterstellung des Stadtkommandos unter die ad hoc gebildete Division Gempen. Nach dem Rückzug der Armee ins Reduit wurde Basel zur offenen Stadt erklärt.

### Sperrstelle Frick
Für die Sperrstelle Frick wurden zwischen dem Gempenplateau und der Limmatmündung bei Lauffohr 69 Anlagen gebaut. Sie bildete den Abschnitt des 2. Armeekorps innerhalb der Limmatstellung. Nördlich von Frick wurden ab 1939 mit einem Geländepanzerhindernis und Infanteriebunkern die Achsen Rheinfelden-Frick und Laufenburg-Frick gesperrt. 1984 wurde die bisherige Abwehrstellung zwischen Frickberg und Kornberg im Zusammenhang mit der neuen Autobahn mit zwei Centurion-Bunkern und Geländepanzerhindernissen ersetzt.
- Centi-Bunker A 4580 Hornussen Nord ⊙
- Centi-Bunker A 4585 Hornussen Süd ⊙

1939/40 wurden im Fricktal die Höhen des Tafeljuras mit einer Kette von Beobachtungs- und Waffenständen und einfachen vergrabenen Truppenwerken versehen. Auf dem Altenberg bei Wölflinswil erstellte die 3. Division im Frühling 1940 die Artilleriestellung Bächlimatte. Die drei Batterien mit 7,5-cm-Feldkanonen 03/22 gehörten zur Feldartillerieabteilung 8, ihre Feldbatterie 22 hatte verbunkerte Stellungen.
- Infanteriebunker A 4517 Frick
- Artilleriebeobachter A 4518 Bächlimatte ⊙
- Artilleriestellung Bächlimatte  A 4519, Geschütz 1, F Bttr 22 ⊙
- Artilleriestellung Bächlimatte  A 4519, Geschütz 4 ⊙[6]

### Sperren Rein und Roost
Die Sperrstelle Rein-Roost bei Rein und Roost/Siggenthal bildete die wichtigste und längste Talsperre – die fünfte im unteren Aaretal – der Limmatstellung. Zwischen Geissberg und Iberig bauten die 5. und 8. Division 1939/40 ein durchgehendes Geländepanzerhindernis vom Villiger-Buck (Geissberg) durch das Villigerfeld über die Aare bis zum Fuss der Iflue (Iberig). Die Aare zwischen Brugg und Stilli bildete die Abschnittgrenze der beiden Divisionen. Die insgesamt 42 Objekte bestanden aus Infanterieflankierwerken, Geschützständen, Artilleriestellungen, den Artilleriewerken Besserstein und Rein sowie dem Artilleriebunker Villiger-Buck. Als die 5. Division im Mai 1941 ins Reduit zog, übernahm die Grenzbrigade 5 ihre Stellungen. Nach dem Zweiten Weltkrieg wurde die Sperre verstärkt. 1951 wurden vier ehemalige Vickers-Flabkanonen zur Panzerabwehr in Bunker montiert.

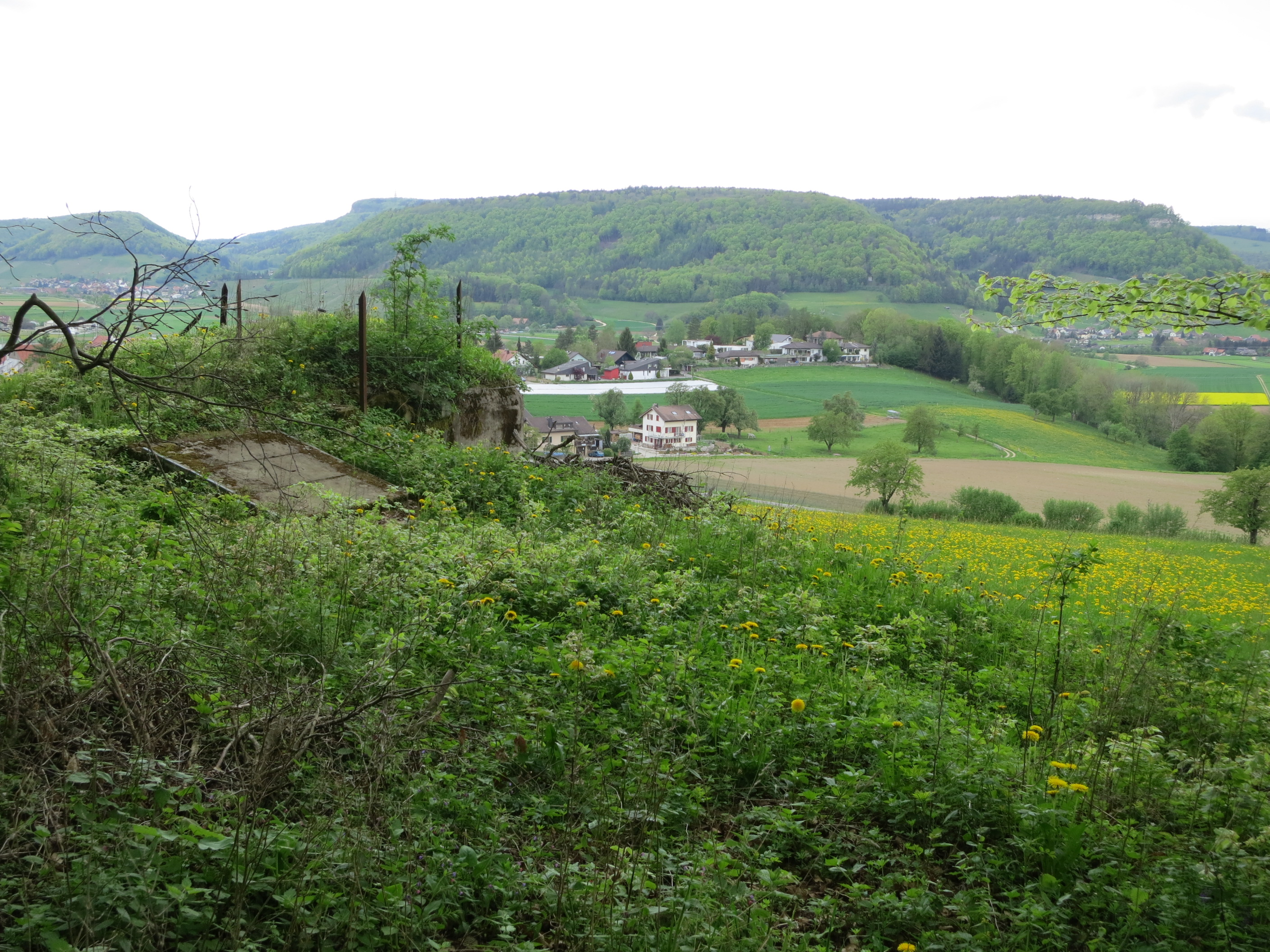
Sperre Rein: Villigerfeld – Geissberg
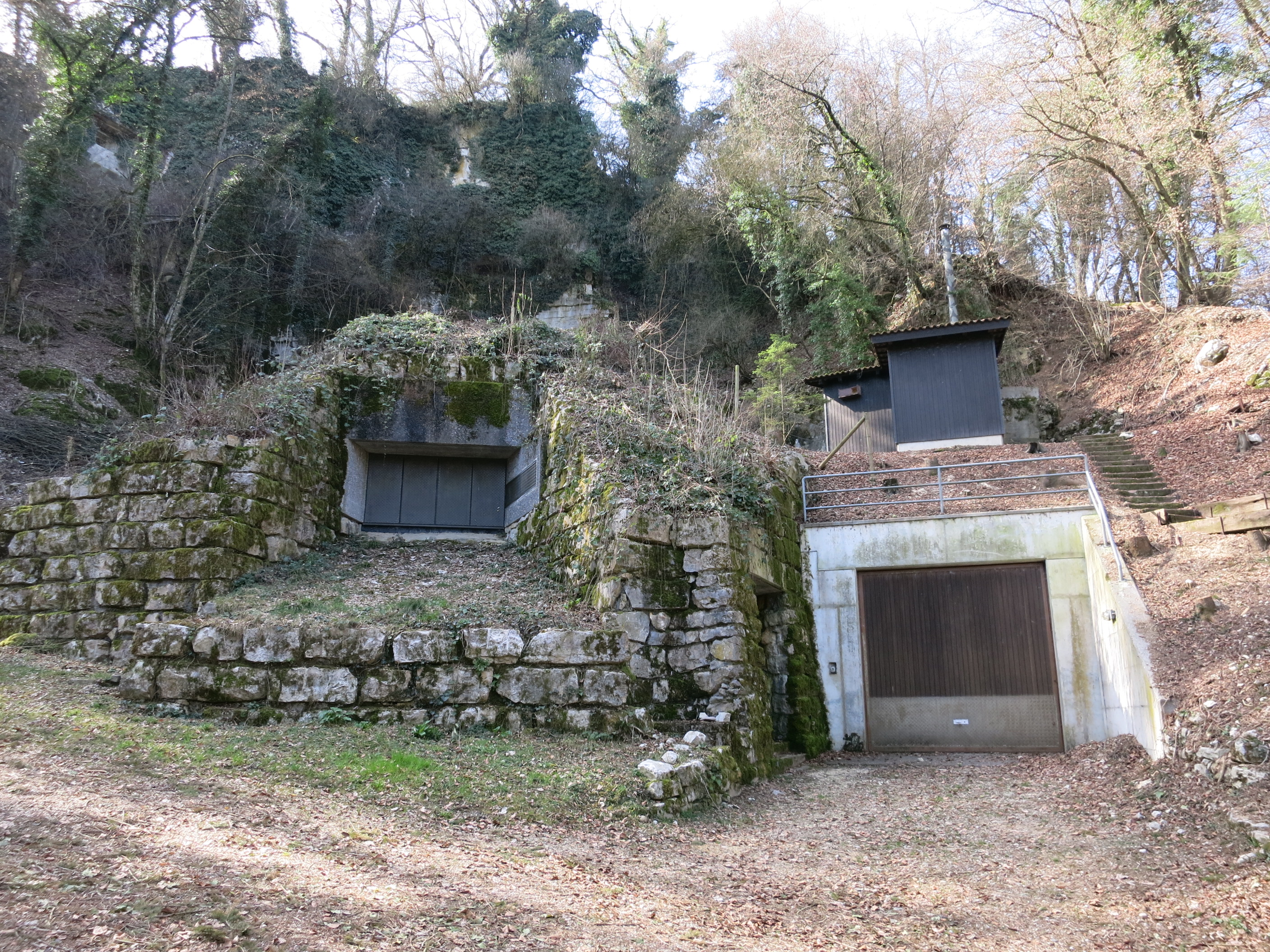
Panzerabwehrbunker A 3829 Rein
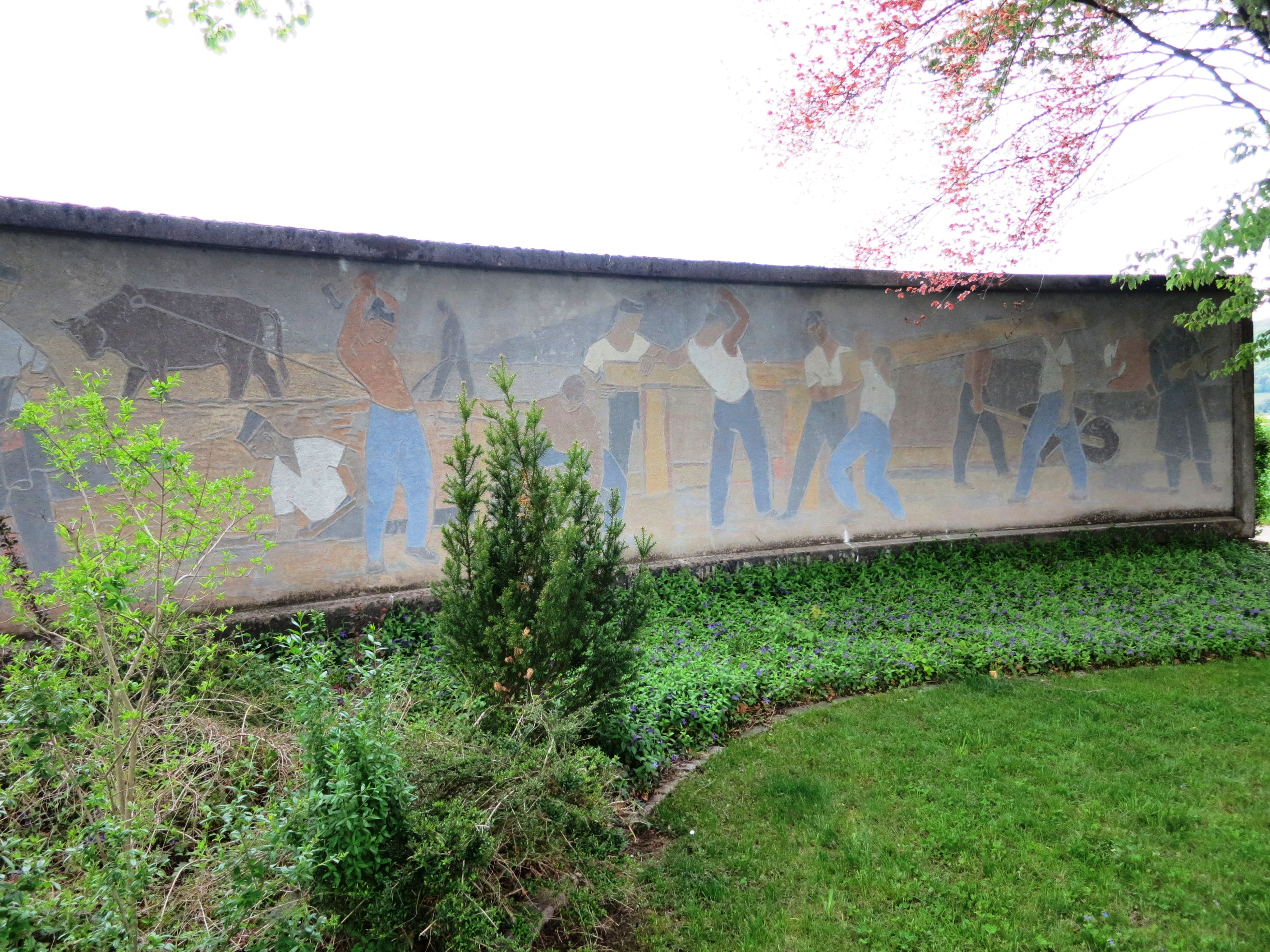
Soldatendenkmal der Division 5 im Villigerfeld von 1940
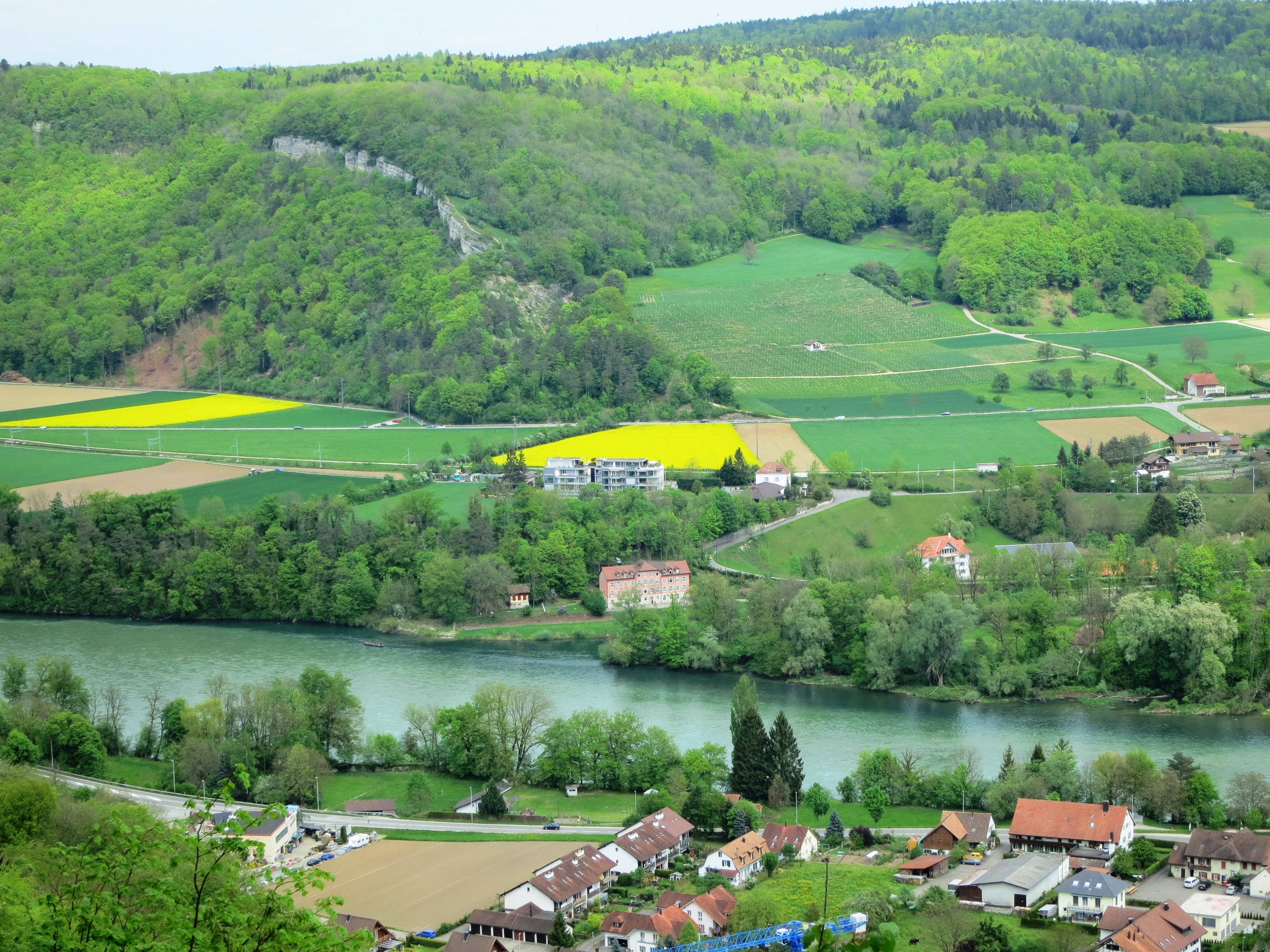
Sperre Roost: Die mit Buschwerk überwachsene Höckerlinie verläuft von der Aare durch das Tal bis an den Fuss der Iflue/Iberig
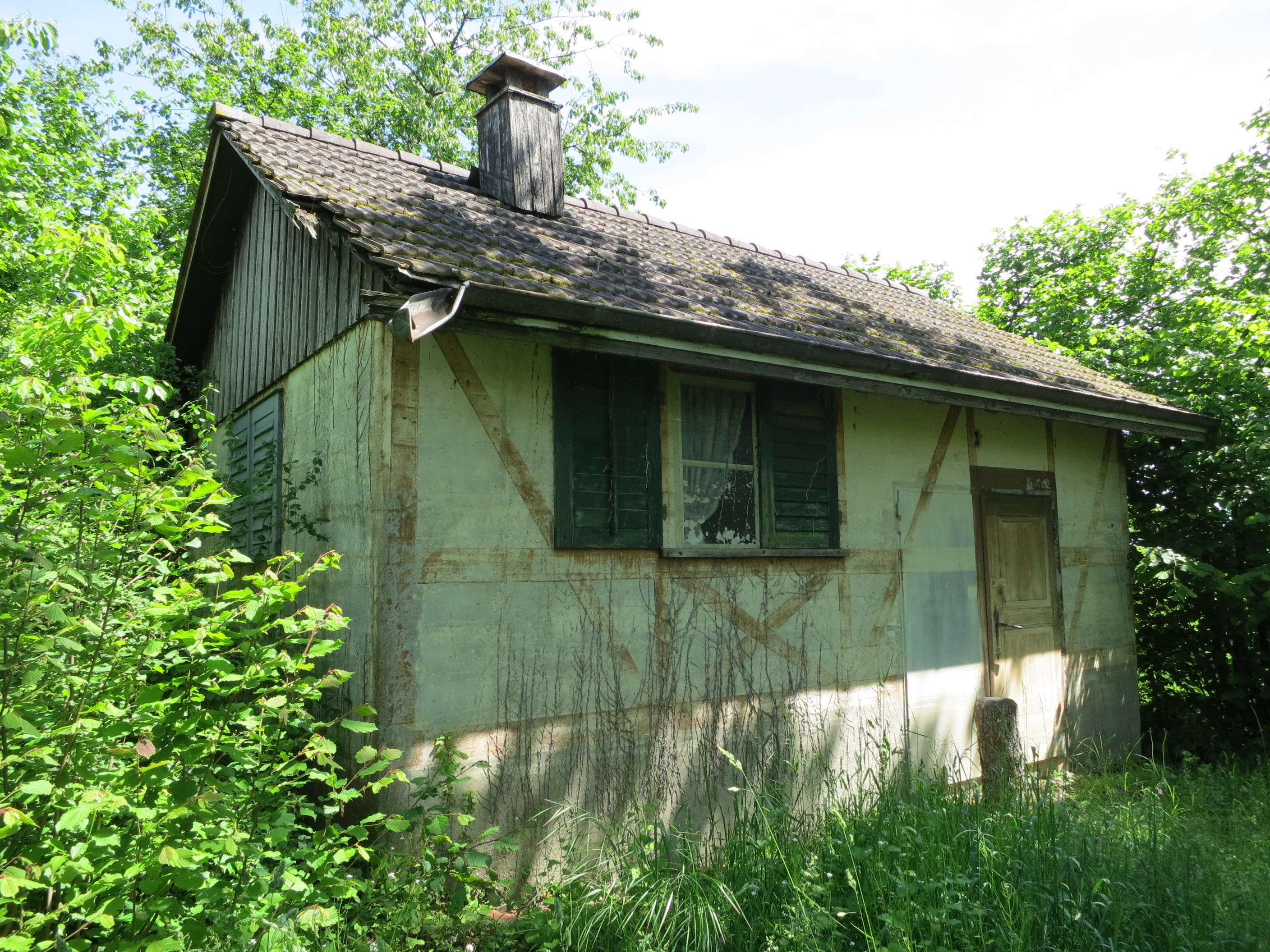
Vickers-Flab/Pak Bunker Roost

### Gebenstorf – Gebenstorfer Horn
Im linken Abschnitt der 8. Division wurde am Fuss des Gebenstorfer Horns eine 350 m lange Tanksperre erstellt, die das Engnis von Gebenstorf sperren sollte. Die Sperrstelle Gebenstorf konnte von 14 Bunkern im Dorf Gebenstorf und auf einer Reussinsel verteilten Bunkern unter Feuer genommen werden. Die Kuppe des Gebenstorfer Horns diente der Artilleriebeobachtung ins Engnis der Aare beim Wasserschloss der Schweiz, auf deren Einbruchsachse 84 Artilleriegeschütze konzentriert waren.

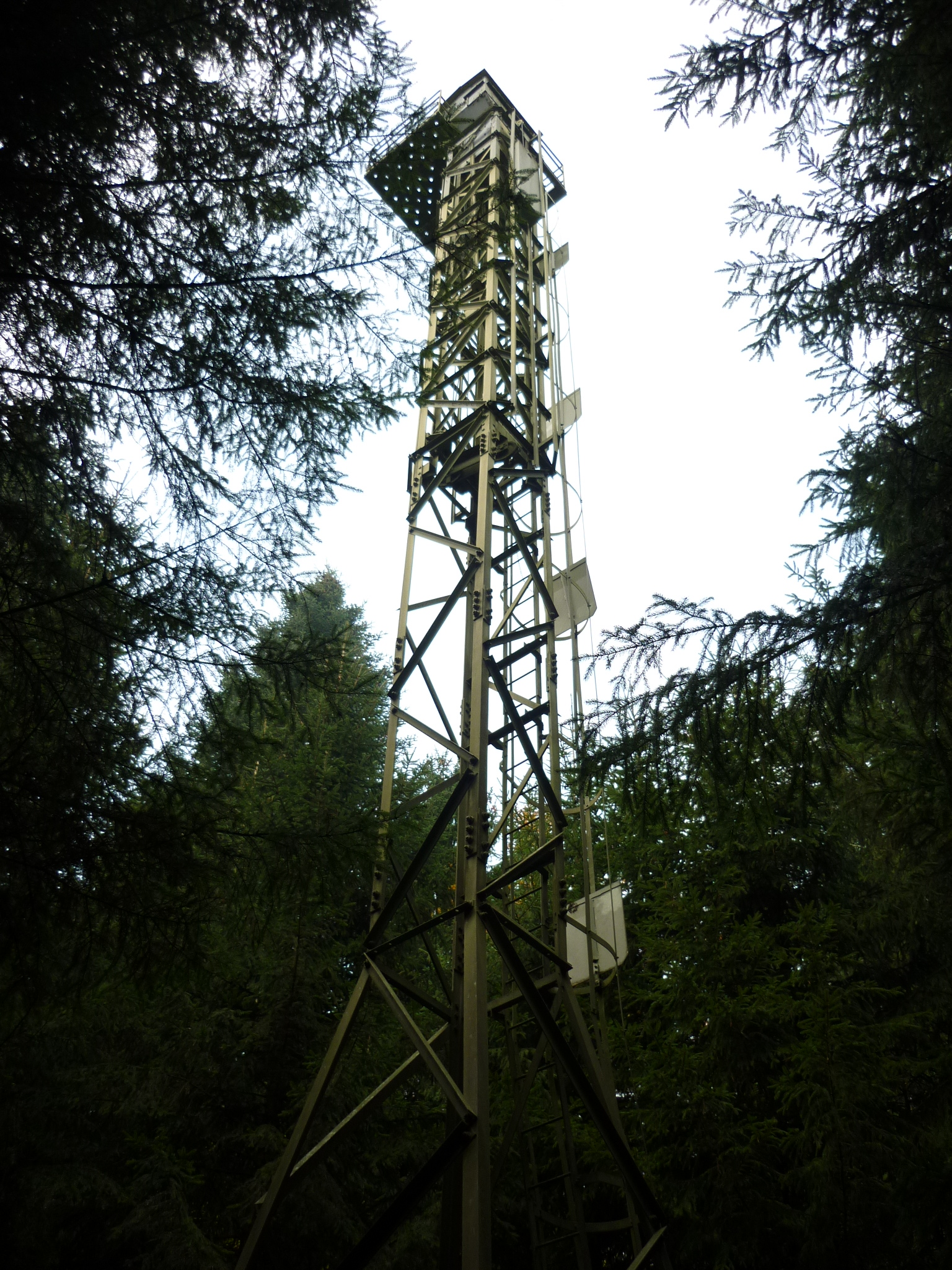
Gitterturm für Artilleriebeobachter, Gebenstorfer Horn
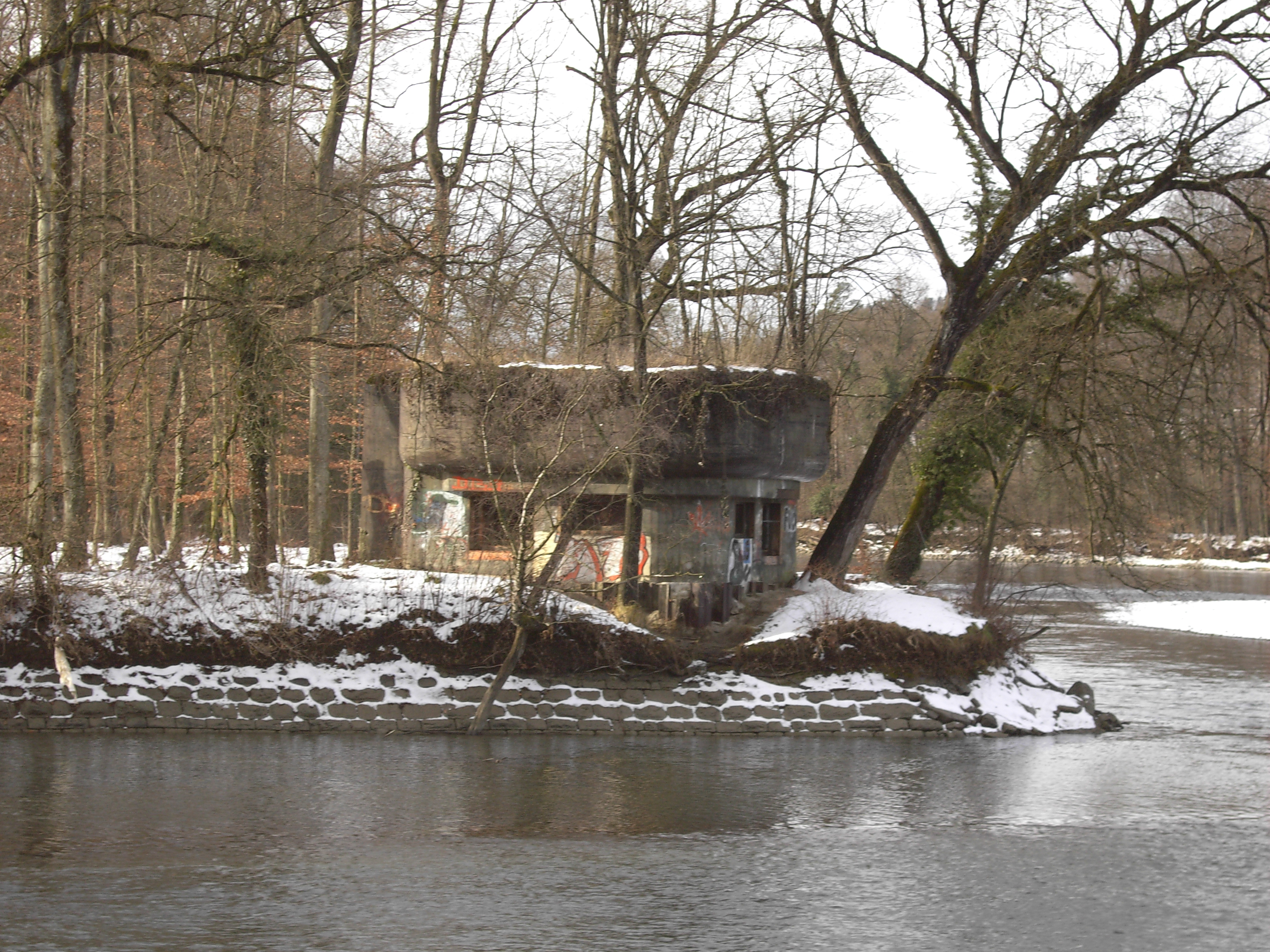
Bunker im Wasserschloss der Schweiz
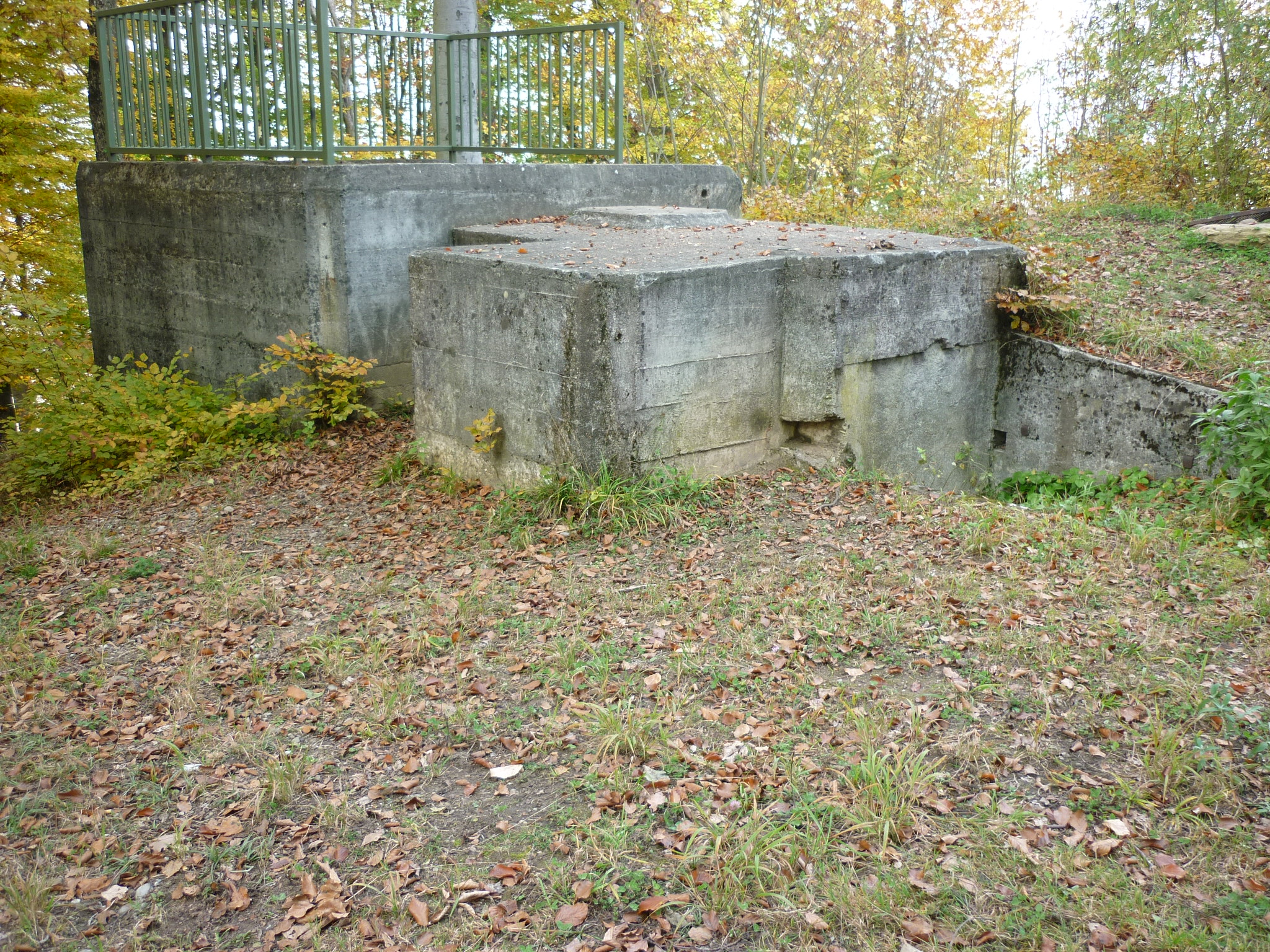
Bunker Bobbi: Eckpunkt des Laufgräbensystems am Horn, mit Sicht bis Waldshut

### Baden – Dättwil
Im mittleren Abschnitt der 8. Division musste mit der Sperrstelle Baden die Achse Baden–Dättwil gesperrt und ein Vorstoss über das Plateau des Gebenstorfer Horns verhindert werden. In den Badener Stadtquartieren Meierhof und Allmend entstanden Tanksperren und oberhalb des Kapperlerhofs das Kampfwerk Flueholz für Infanterie, Artilleriebeobachtung und Bataillonsgefechtsstand. In Dättwil wurde durch das Bataillon 44 ein Stützpunkt errichtet.

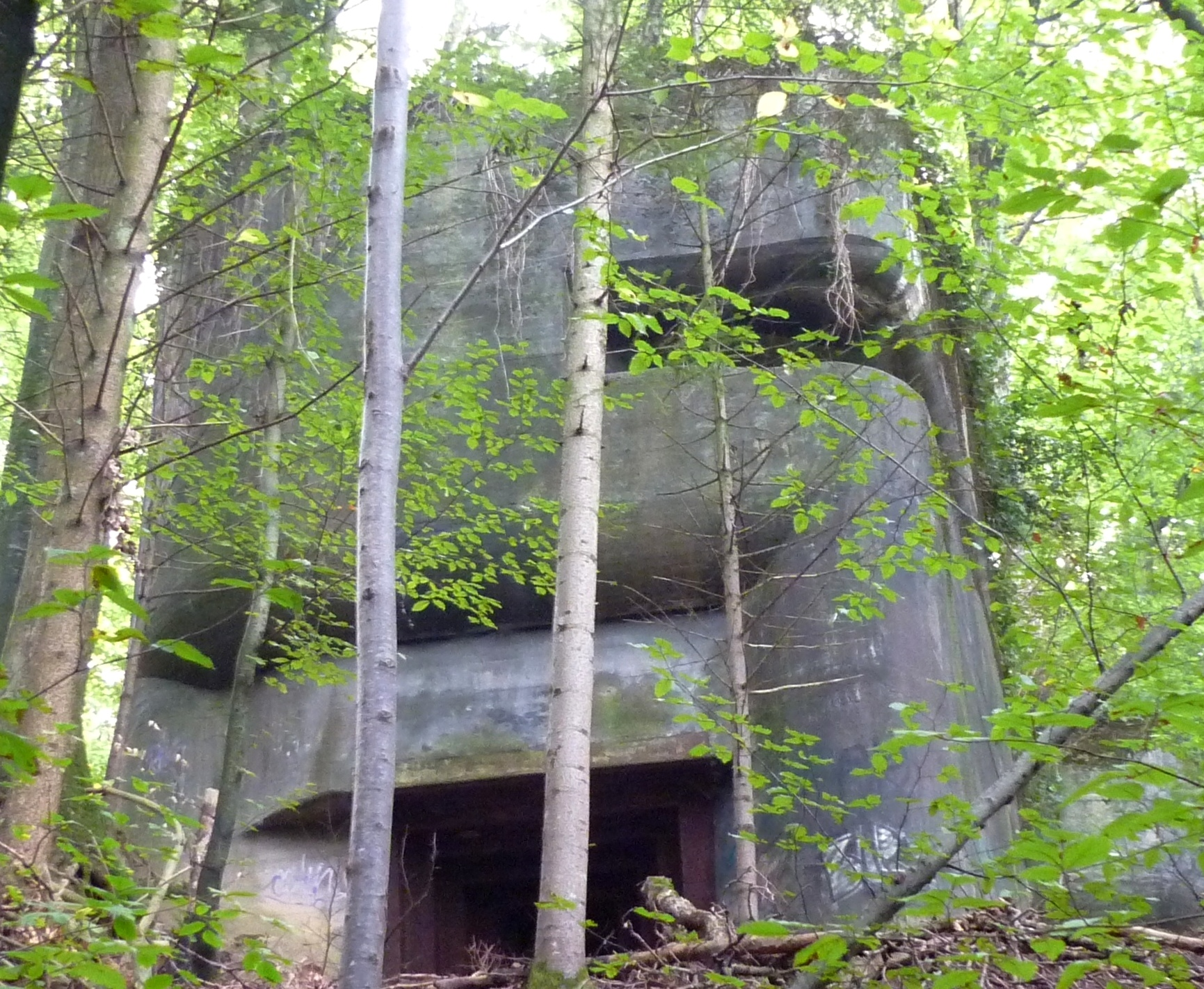
Mehrzweckwerk Flueholz, Kappelerhof Baden
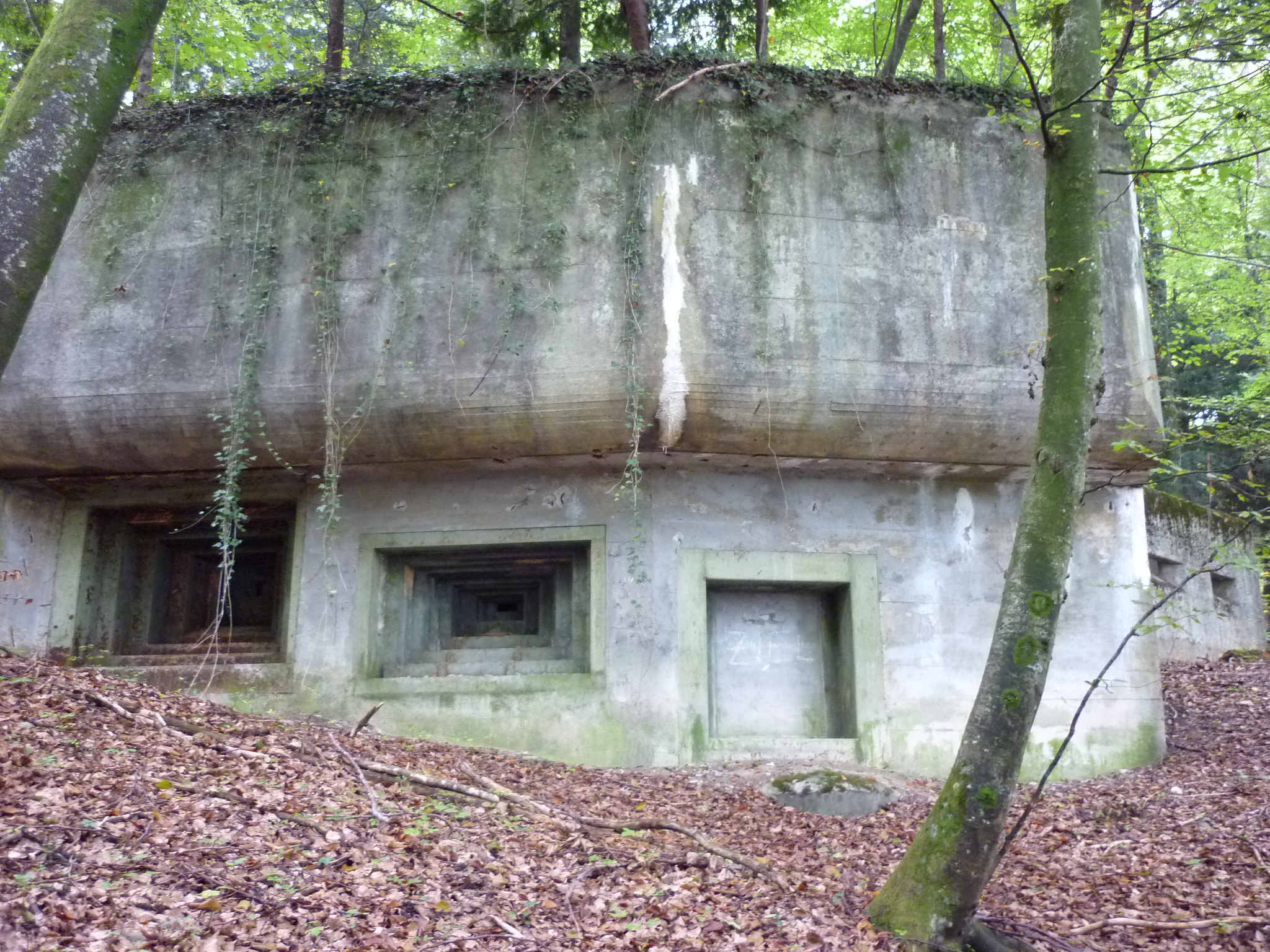
Bunker für Infanteriekanone, Maschinengewehr und Beobachter, Eichtal Baden
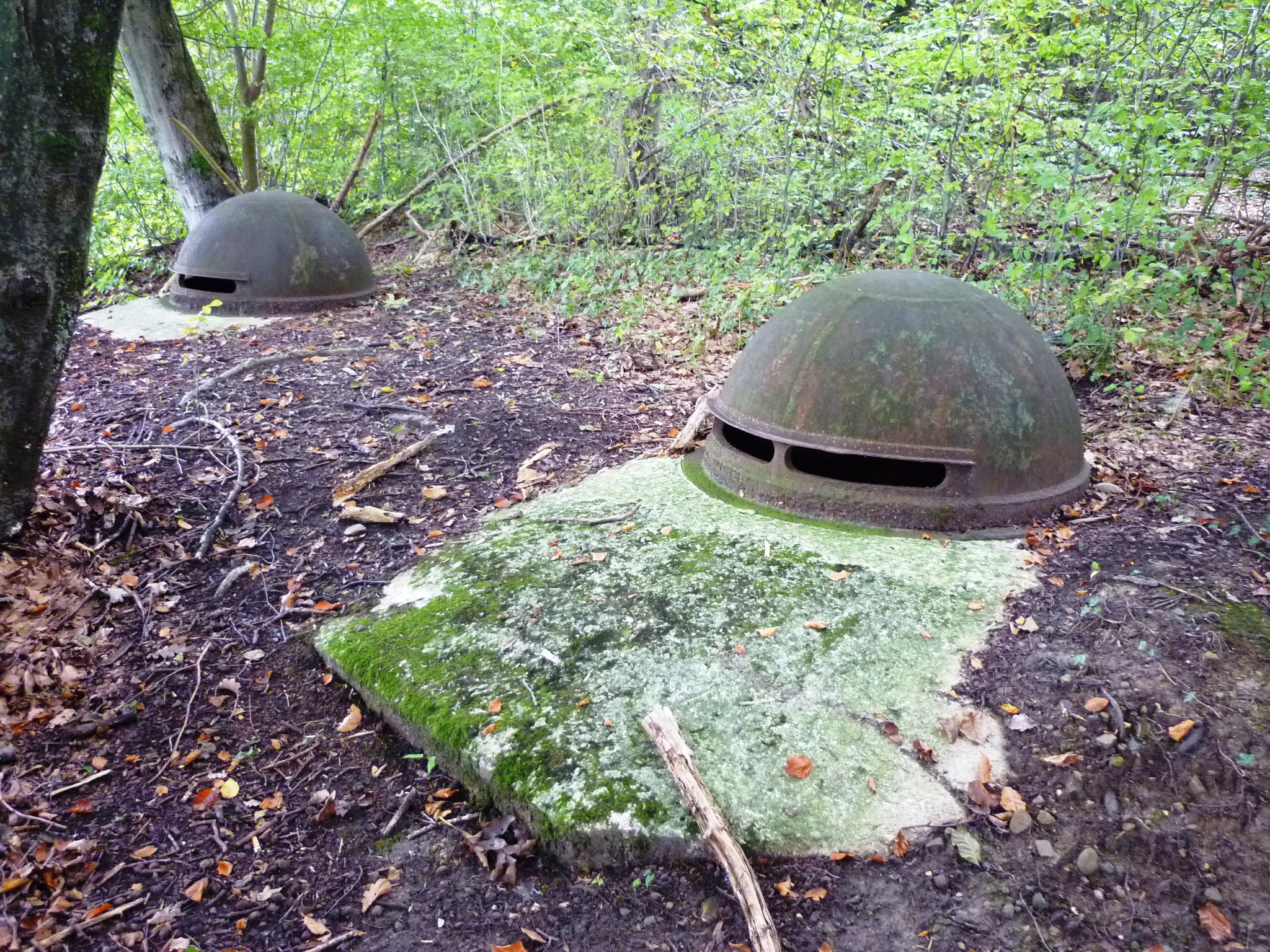
Bunker für zwei Artilleriebeobachter mit Unterstand, Achse Baden–Dättwil
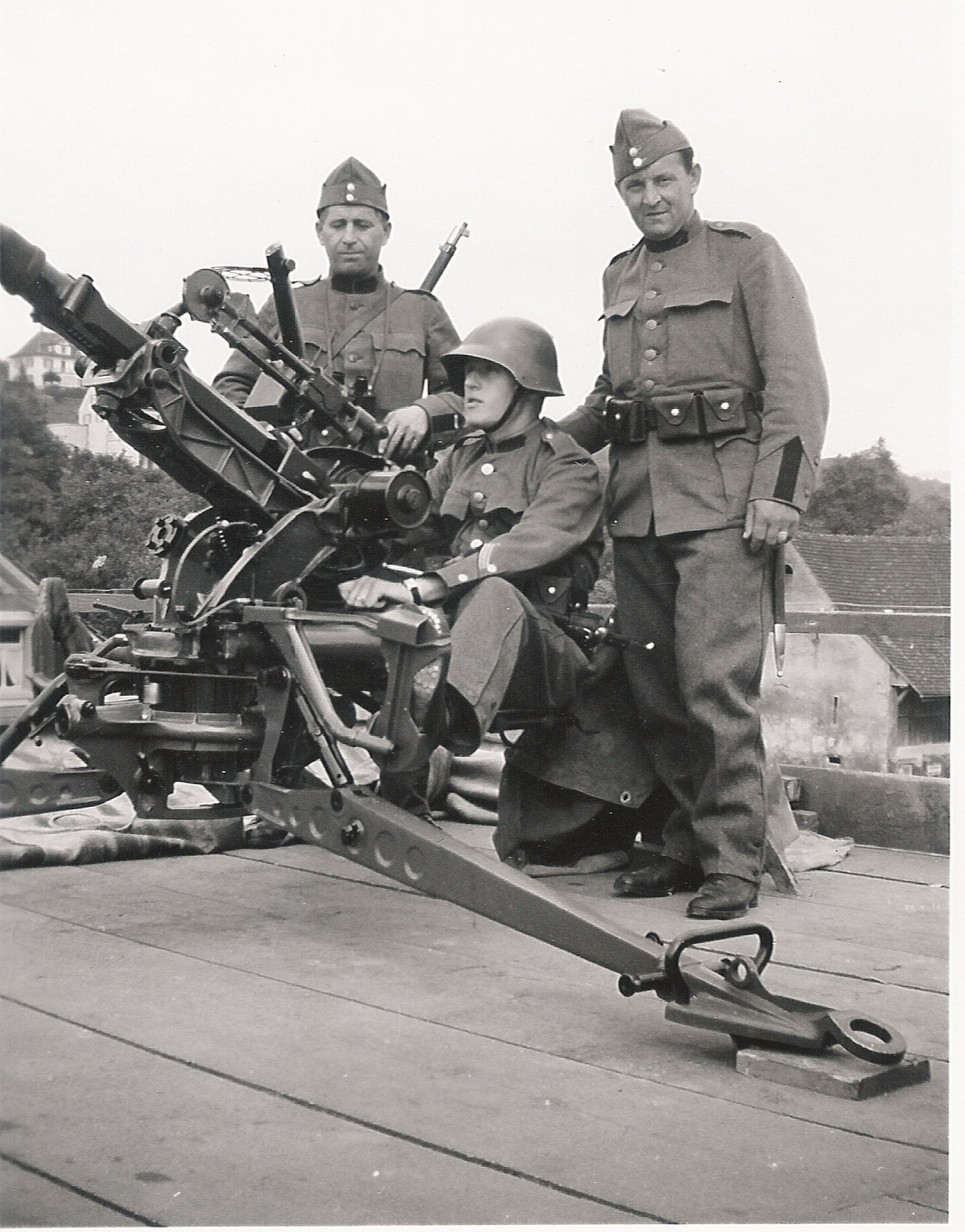
20 mm Flab Kanone zum Schutz der Reussbrücke Mellingen AG

### Dättwil – Neuenhof
Im rechten Abschnitt der 8. Division musste das Zürcher Gebirgsinfanterieregiment 37 die Übergänge vom Limmattal ins Reusstal zwischen Baden und Oberrohrdorf sperren (Sperrstelle Dättwil-Neuenhof). Am südlich der Limmat liegenden Vorderhang wurden verbunkerte Waffenstände für Maschinengewehre und Infanteriekanonen sowie ein durchgehendes Drahthindernis erstellt. Die befahrbaren Waldwege an den Übergängen Neuenhof–Rüsler und Chlosterrüti–Dättwil wurden mit Tankhindernissen versehen.

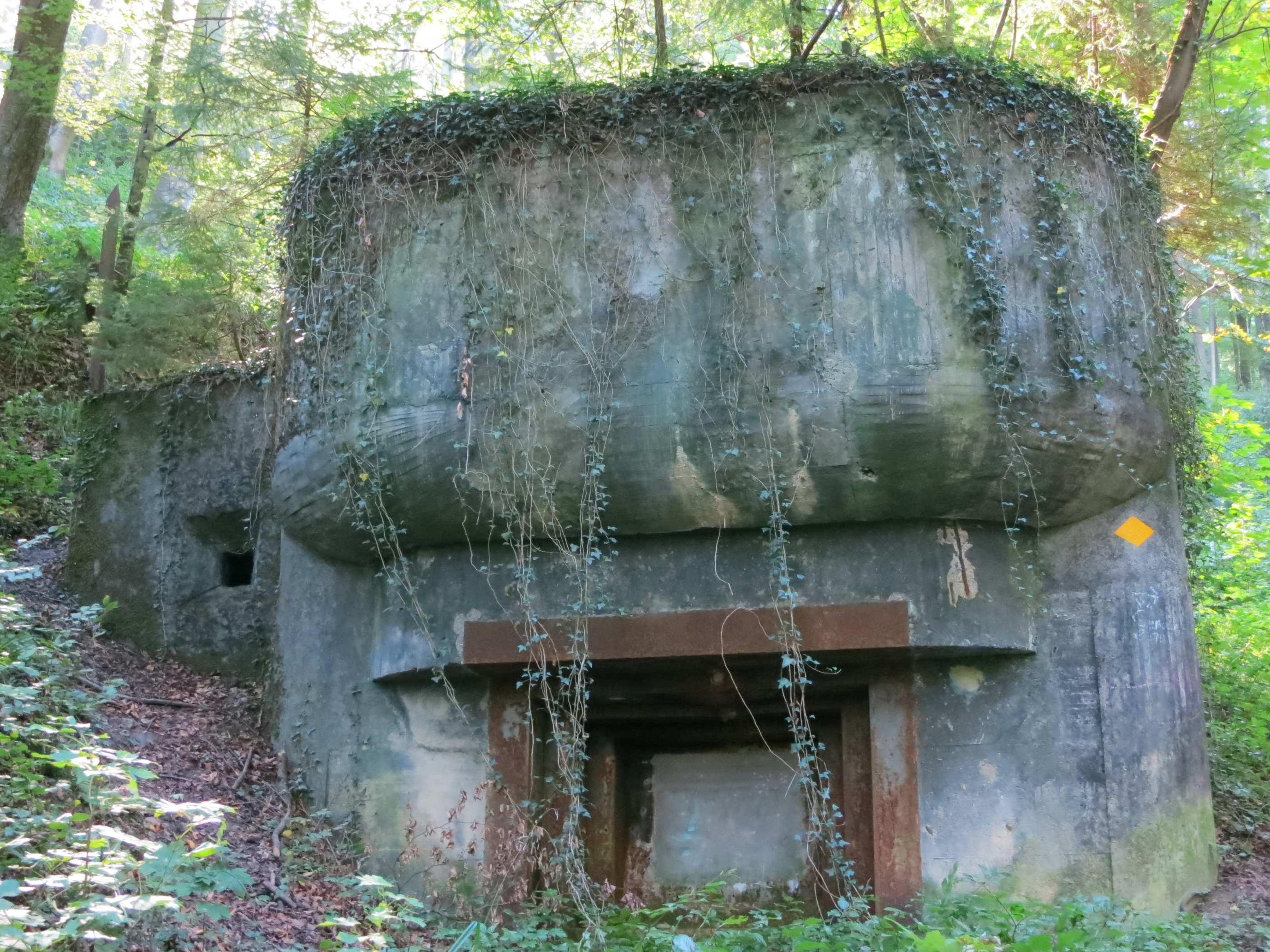
Maschinengewehrbunker Stockrain, Neuenhof AG
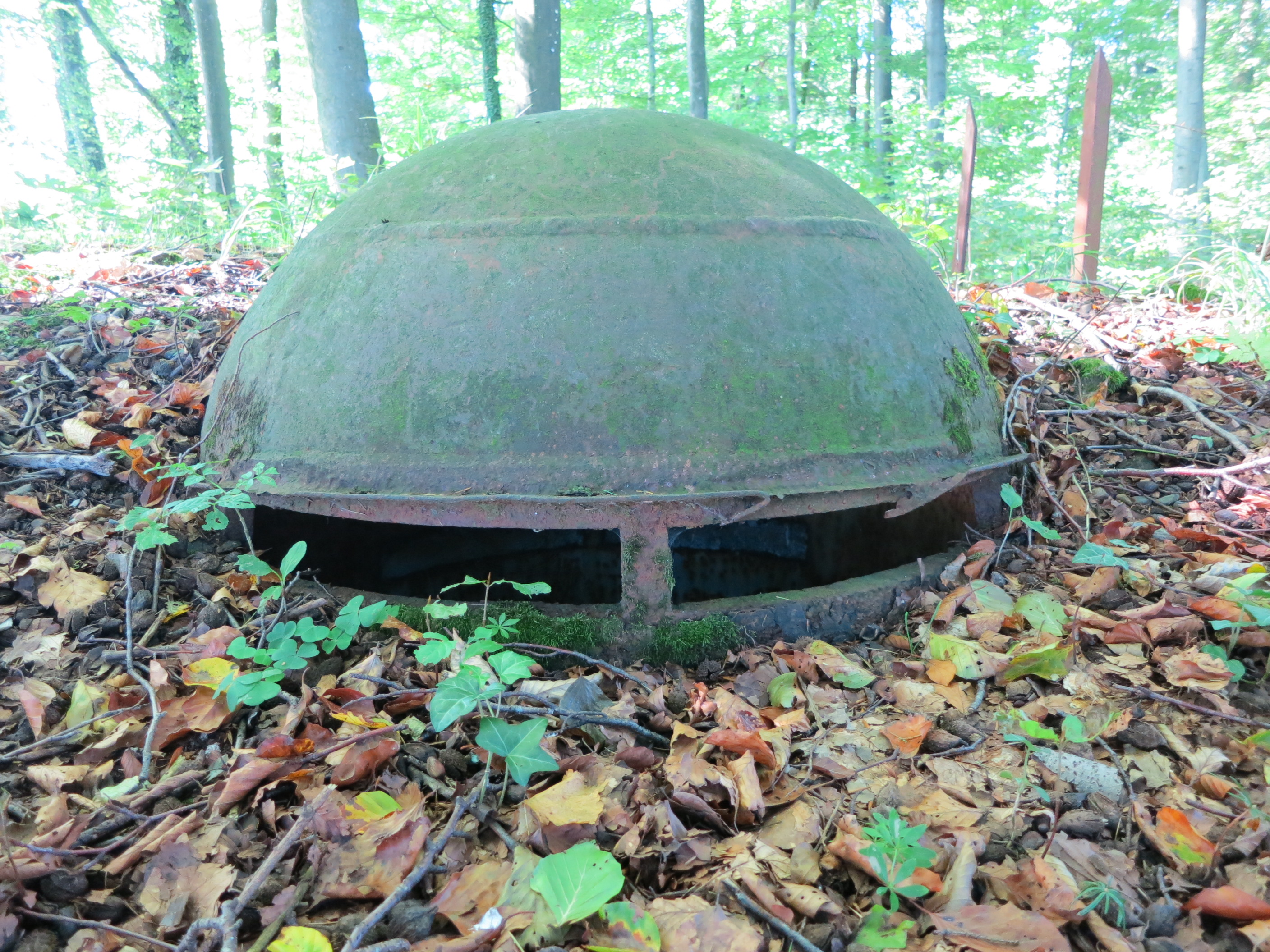
Stahlkuppel des Artilleriebeobachterpostens Rüsler, Neuenhof AG
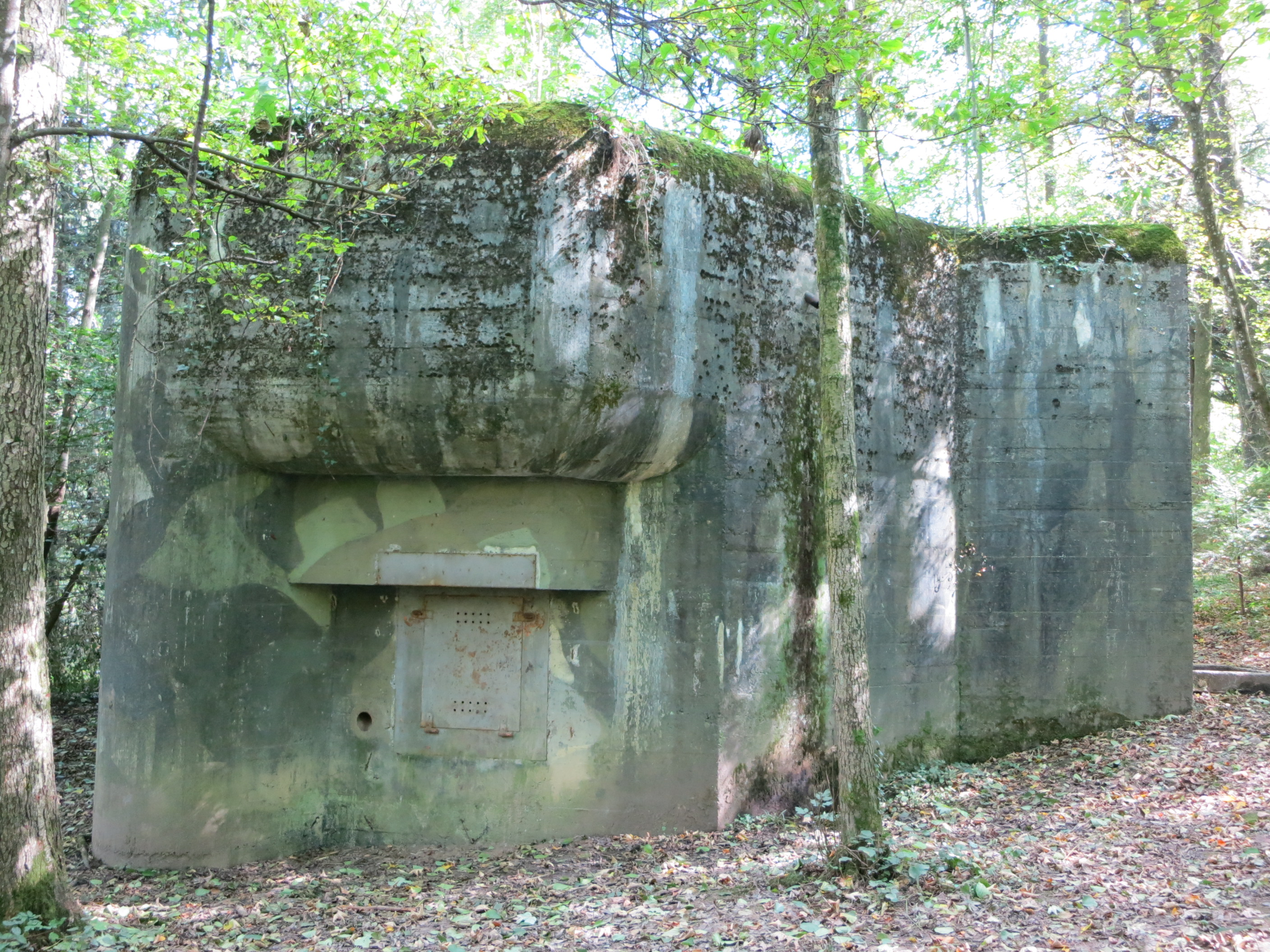
Bunker Spittelau für zwei Maschinengewehre und 12 Mann Besatzung, Dättwil AG
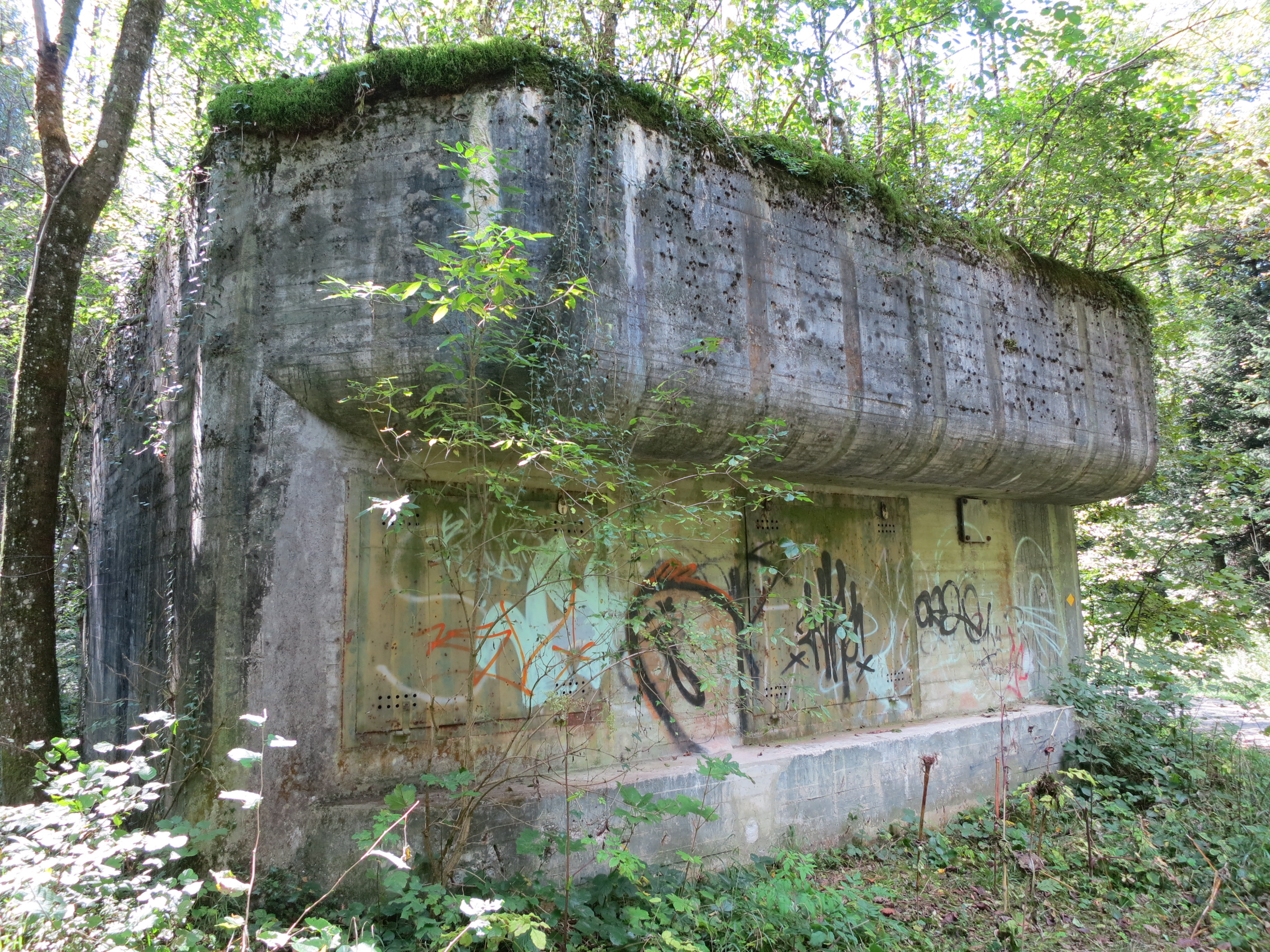
Bunker Spittelau für Infanteriekanone, Maschinengewehr, Beobachter und 18 Mann Besatzung
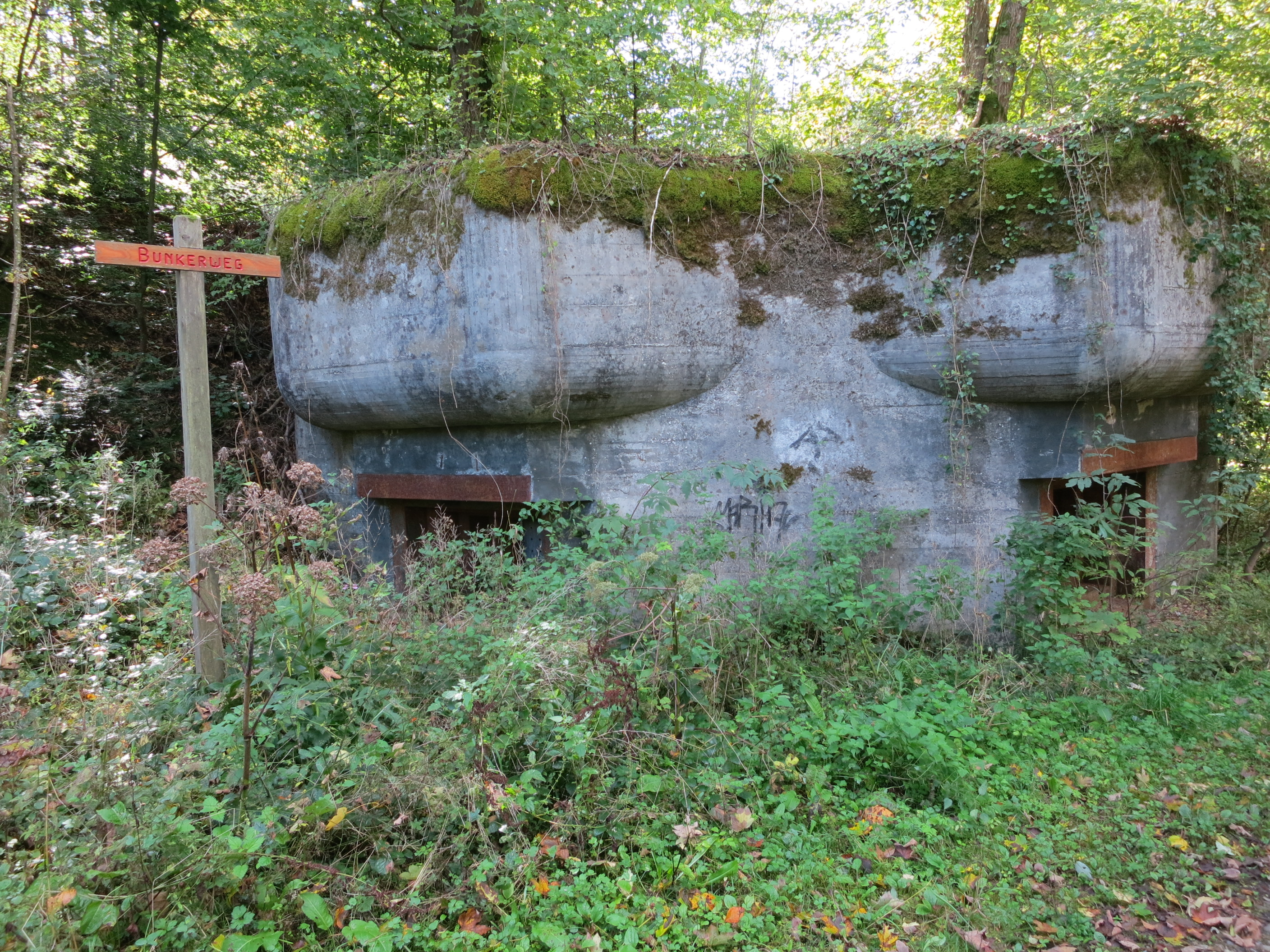
Bunker Spittelau für zwei Maschinengewehre
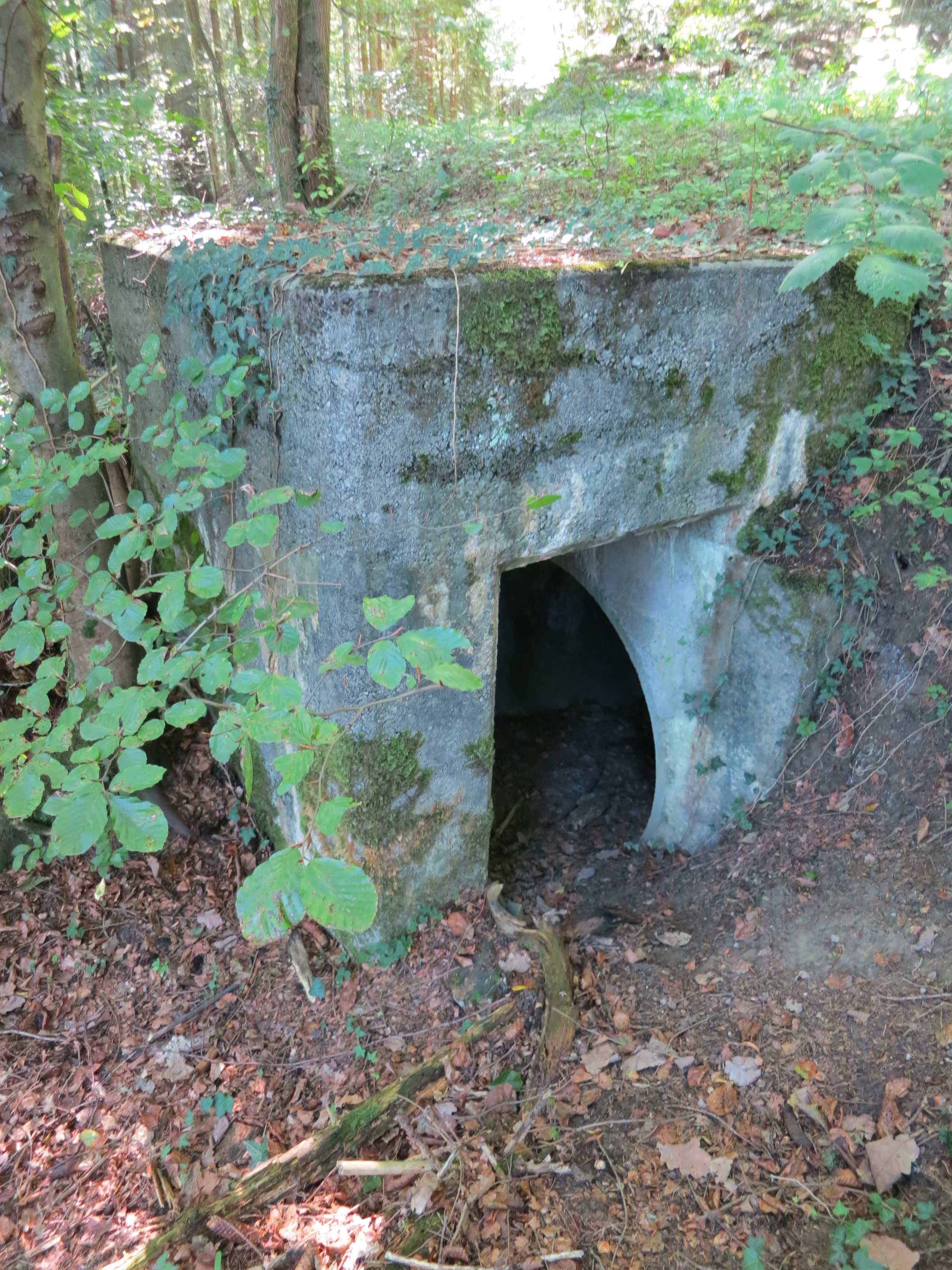
Eingang Betonunterstand Spittelau

### Dietikon – Birmensdorf
Im Abschnitt der 1. Division, die aus neutralitätspolitischen Gründen an der Westgrenze blieb, wurde 1939 das Zentrum von Dietikon mit Bunkern und einer Betonringmauer von 300 × 150 m von der Ad-hoc-Formation Gruppe Dietikon zu einer wichtigen Festung der nördlichen Verteidigungslinie ausgebaut. Als äussere Sperrstellungen dienten Tanksperren, auf welche die Waffen von rund 24 Bunkern gerichtet waren. 1940 wurde es mehrmals von General Guisan inspiziert.  Das Zentralschulhaus diente als Mobilisationsplatz. Es war umgeben von Verteidigungsmauern und Bunkern. Soldaten wurden einquartiert, auf dem Pausenplatz fanden Wachtablösungen und Hauptverlesen statt. Teile der Dietiker Befestigungsanlagen sind bis heute erhalten geblieben – darunter auch ein beträchtliches Stück der ehemaligen Festungsmauer mitten in der Stadt.

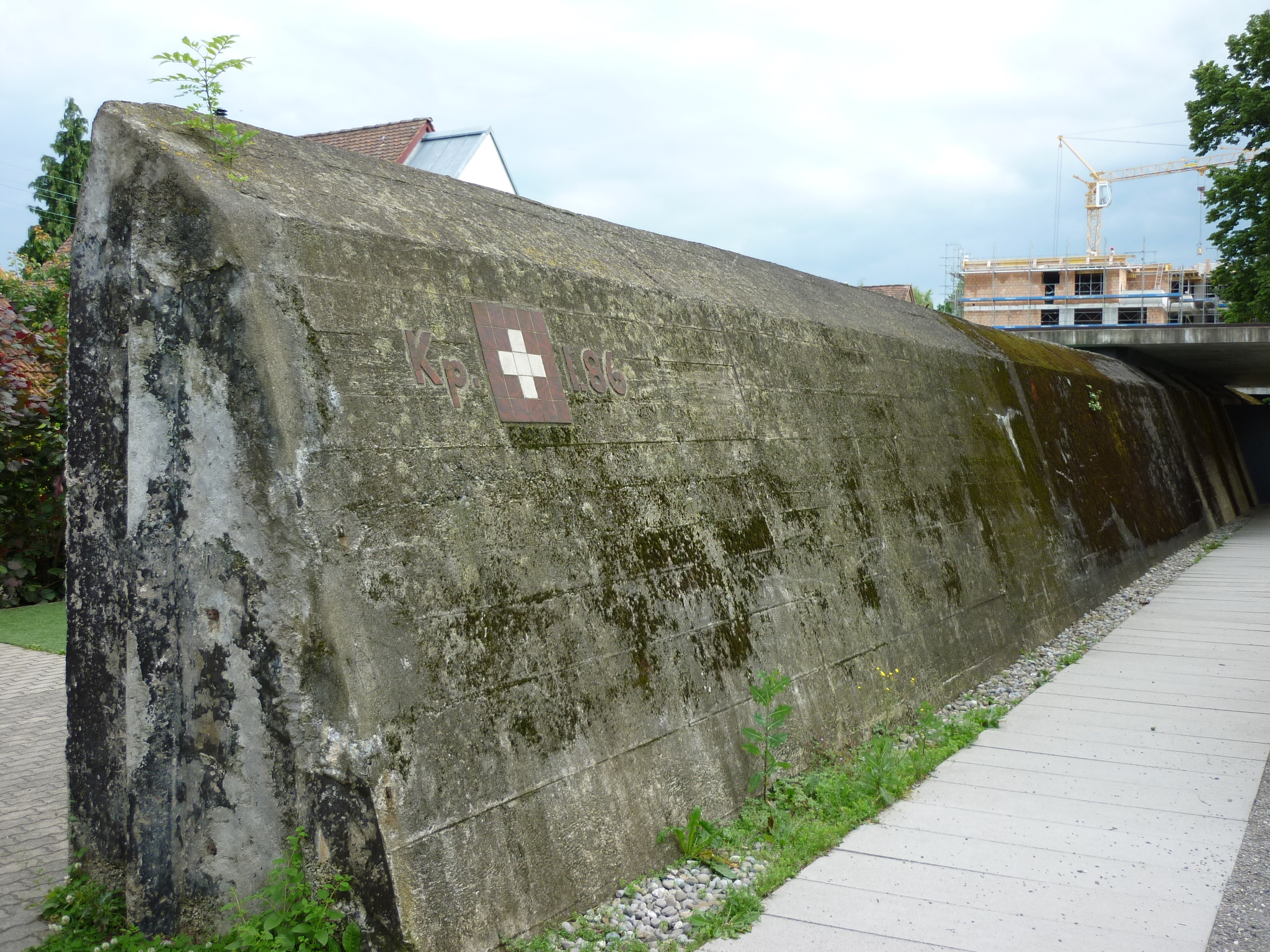
Festung Dietikon 1939/40
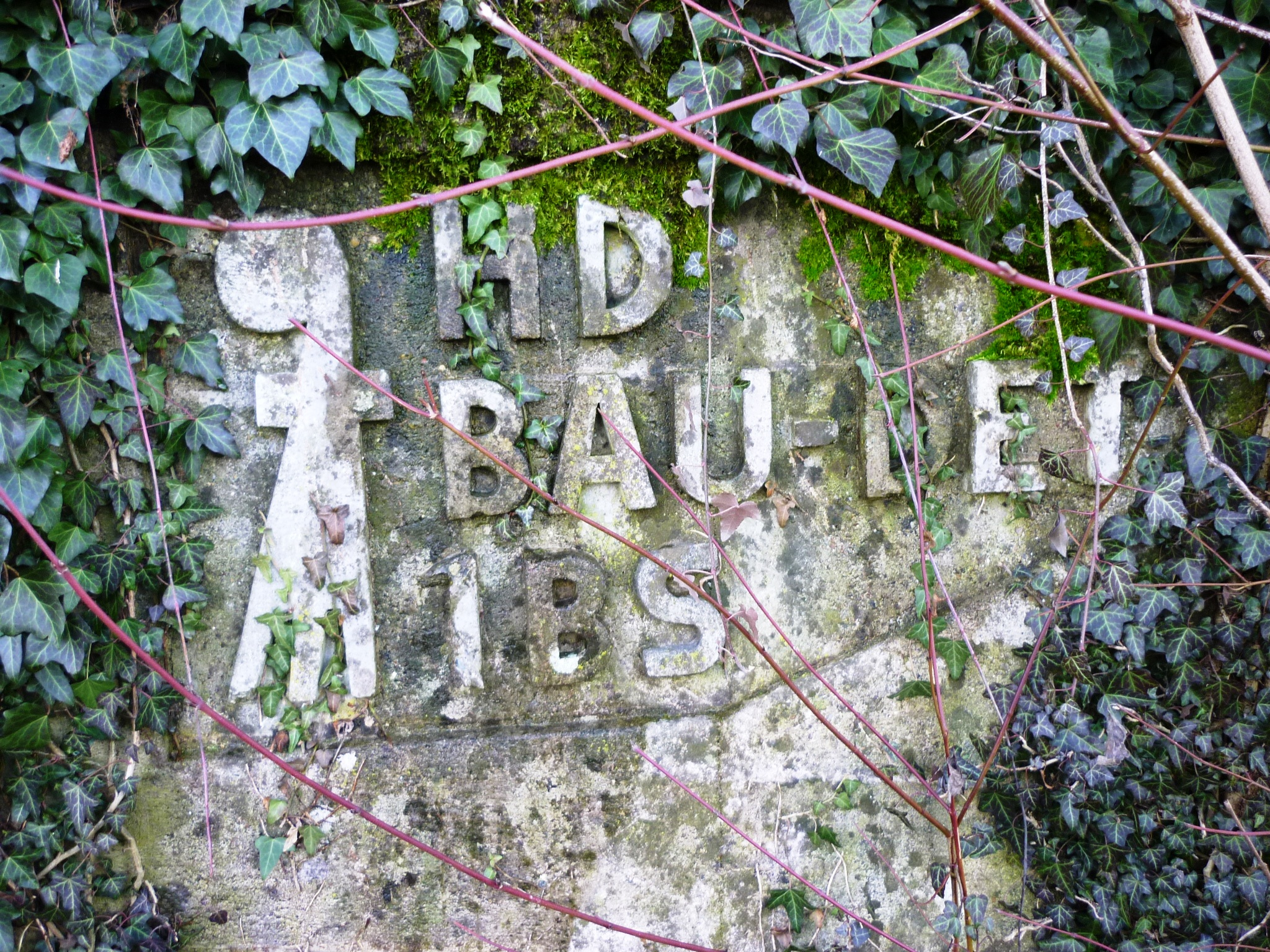
Tanksperre Lindenbühl, Dietikon Ost
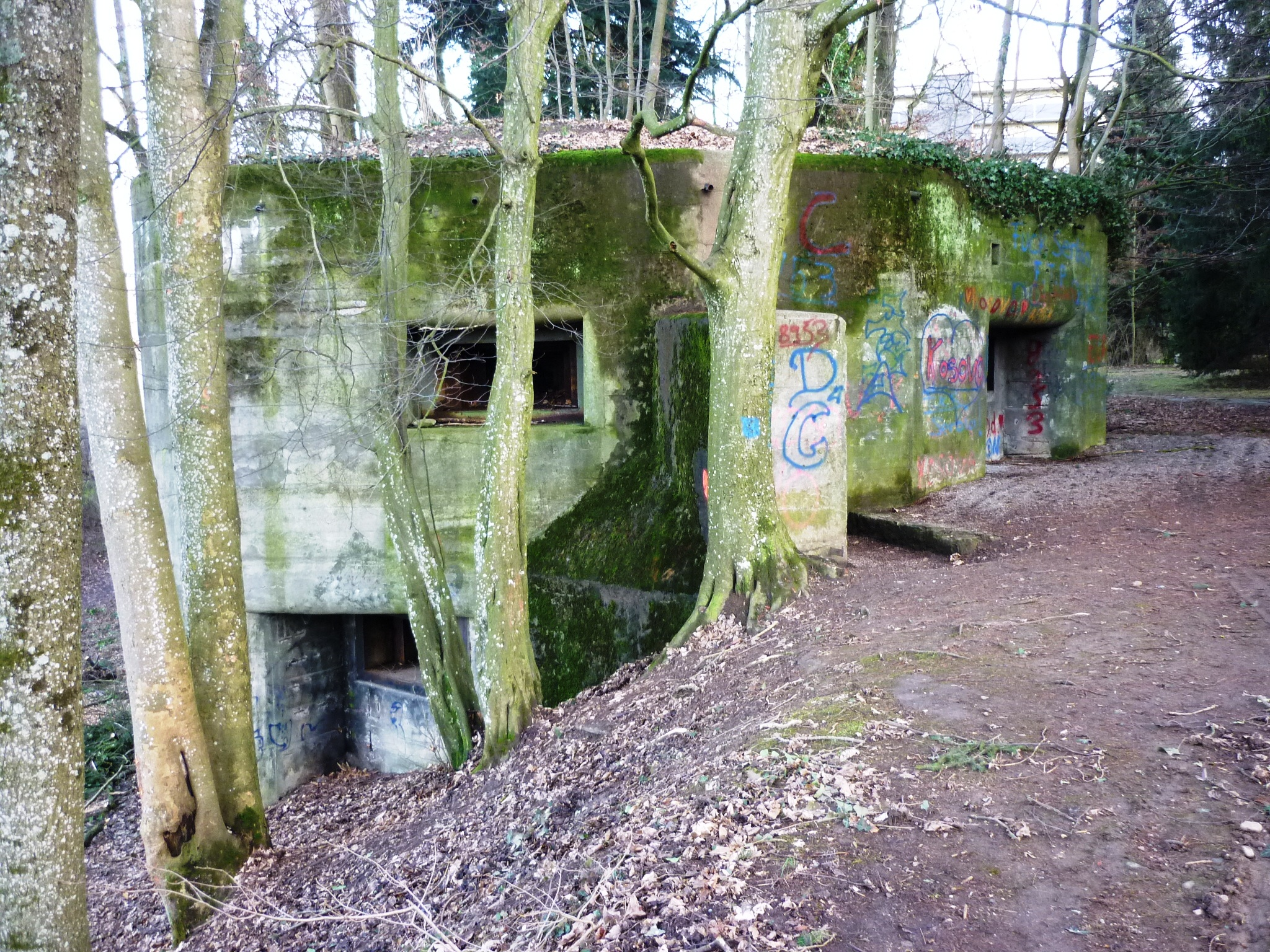
Dreistöckiger Bunker Vogelau für zwei Tankbüchsen und fünf Maschinengewehre, Dietikon
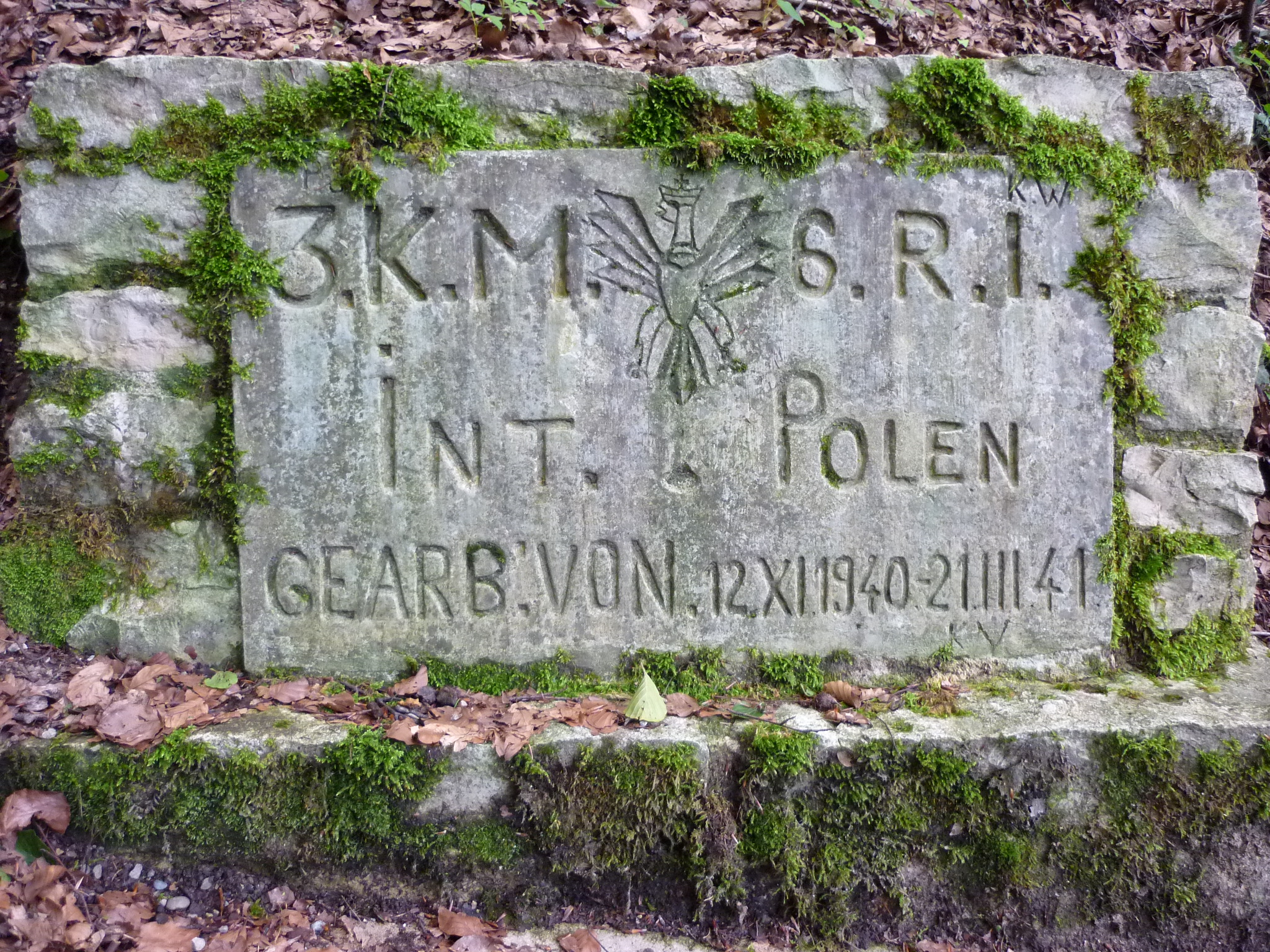
Bergdietikon: Polenweg beim Egelsee

### Urdorf – Uetliberg
Der drei Kilometer breite Abschnitt der 6. Division zwischen Uetliberg, Sperrstelle Waldegg und Urdorfer Senke (Sperrstelle Urdorf) bestand aus einem tiefgestaffelten System von Wechselstellungen, das an der Limmat begann und hinter der Reppisch aufhörte. Es gab keine verbunkerten Waffenstellungen, dafür aber Truppenunterstände. Nur durch die offene Urdorfer Senke verlief eine Tanksperre mit 18 betonierten Waffenständen.
Am Uetliberg gab es über 100 beschusssichere Unterstände und Kavernen, die vor einem gegnerischen Artillerieeinsatz oder Fliegerangriff geschützt hätten. Das Uetliberggebiet wurde zur militärischen Sperrzone erklärt und geheim gehalten. Die Verteidiger mussten durch den Schutz der Unterstände kampffähig bleiben, da unmittelbar nach einem Artilleriebeschuss mit feindlichen Infanterieangriffen zu rechnen war. Die Sappeurkompanie II/6 der 6. Division unter Hauptmann Kollbrunner beschäftigte zeitweise über 10'000 Soldaten, die unter der Leitung eines Sappeursoldaten als Bauführer im Tag und Nacht Baueinsatz waren.
Die Sperren auf der Waldegg umgrenzten ein Zielgebiet für einen konzentrierten Artillerieeinsatz. 18 Batterien im Raum Ringlikon, Birmensdorf, Stallikon und Oberlunkofen konnten ihr Feuer in diesen Käfig leiten, aber auch bis nach Zürich, Wallisellen, Rümlang, Dielsdorf, zu den Lägern wirken.

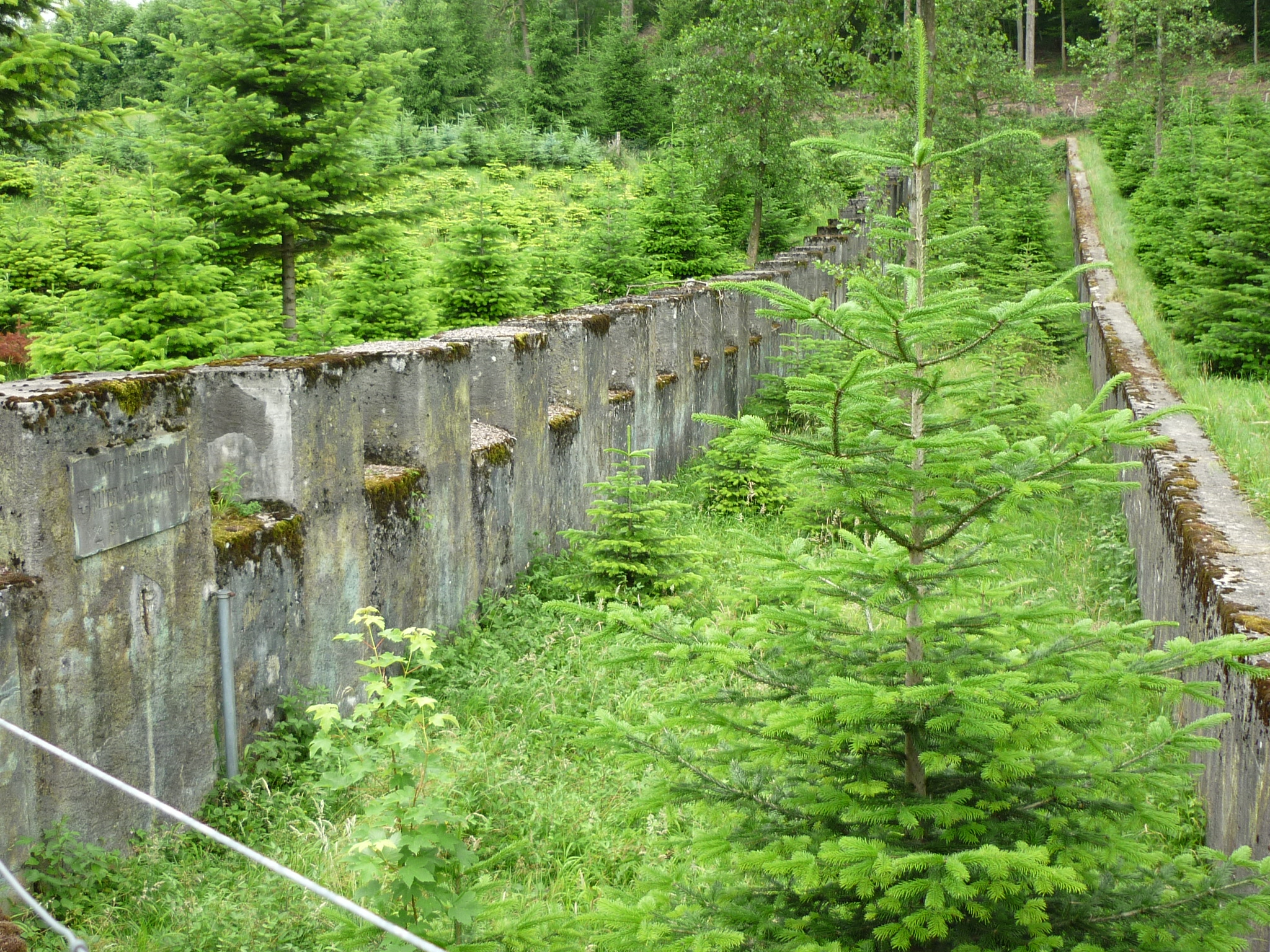
Panzergraben Uitikon-Waldegg
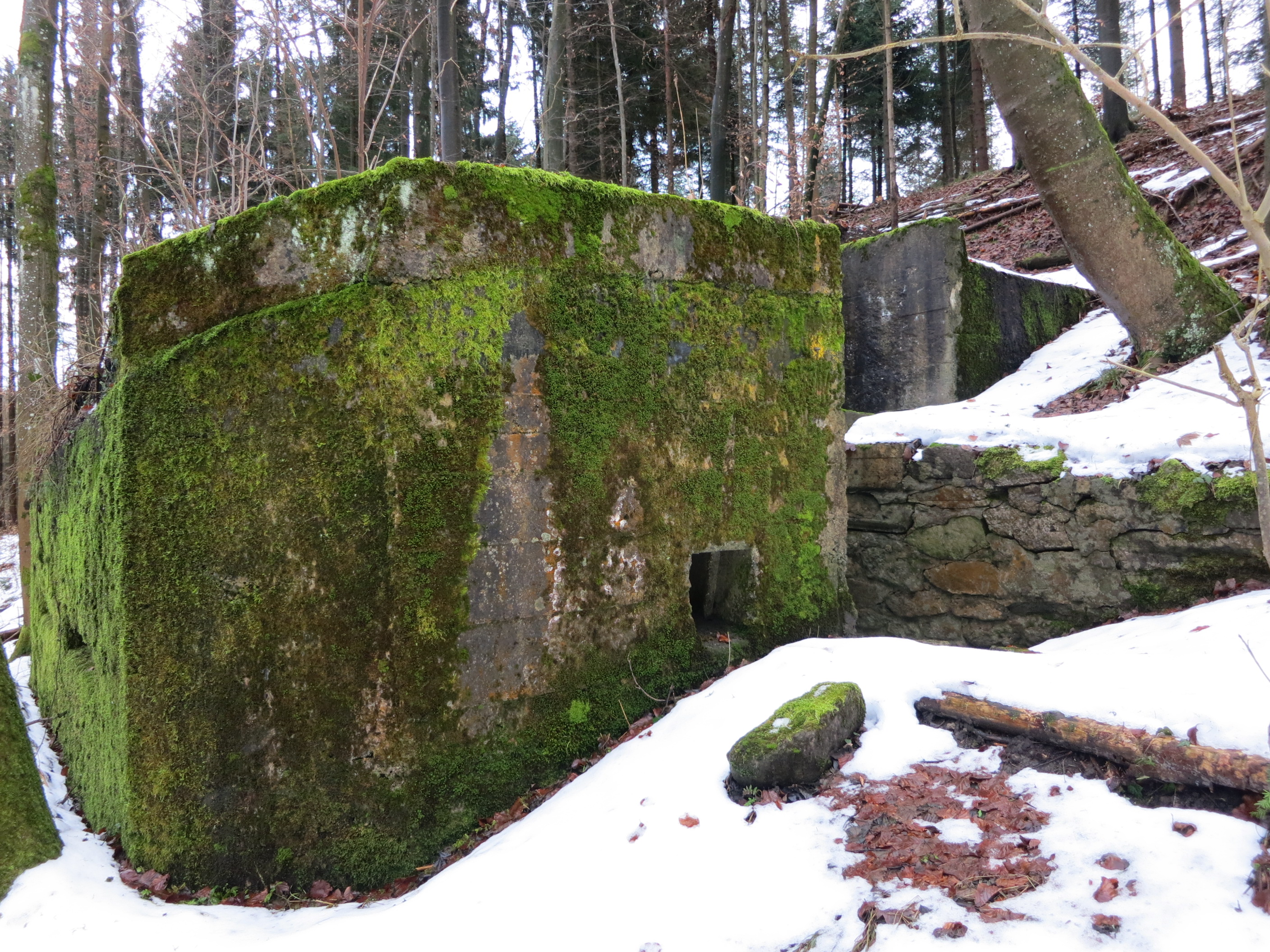
Kleinunterstand „Brille“ für Bat KP, 1940
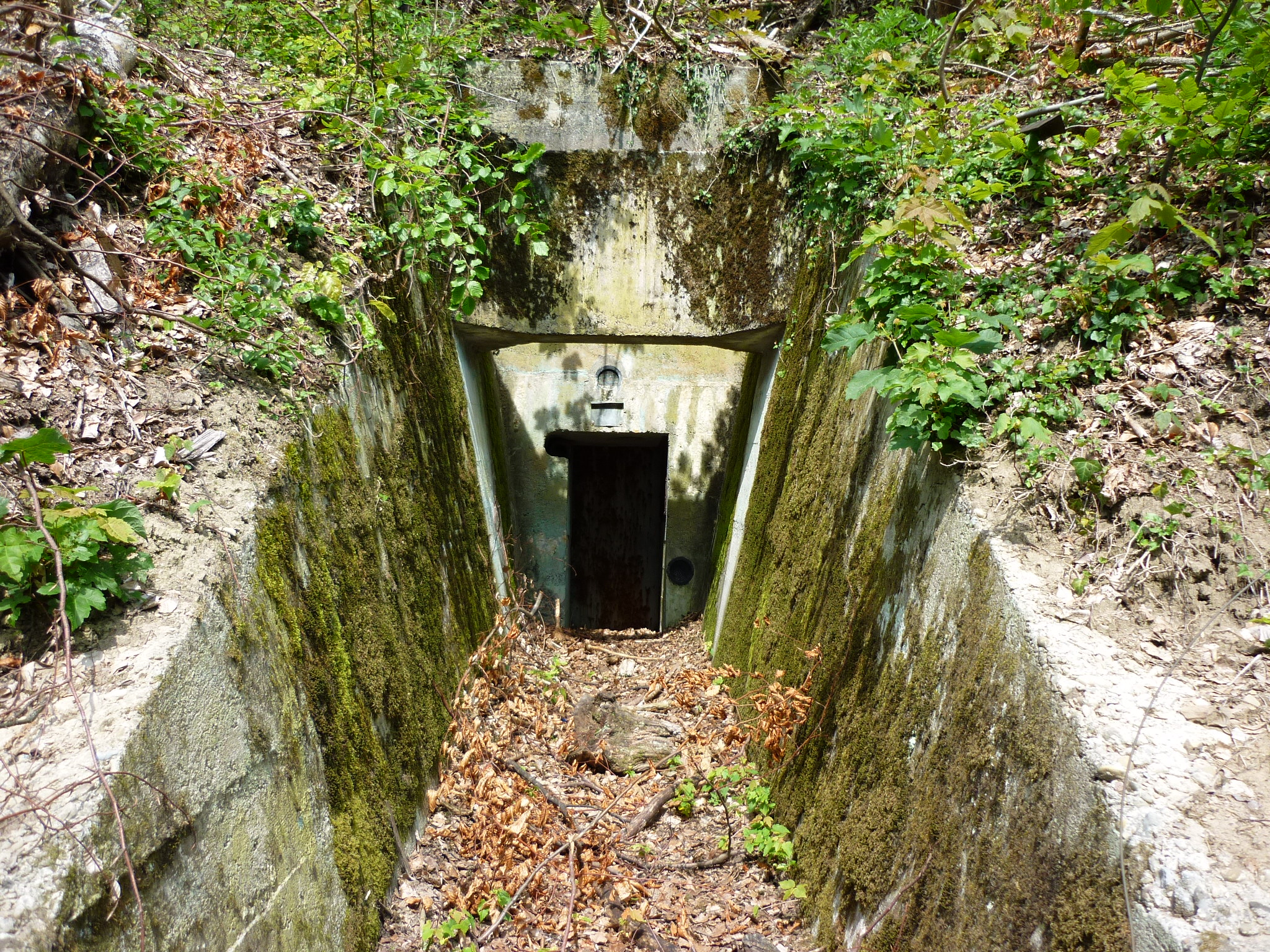
Sandsteinkaverne als Mannschaftsunterkunft, Buechhoger, Uitikon
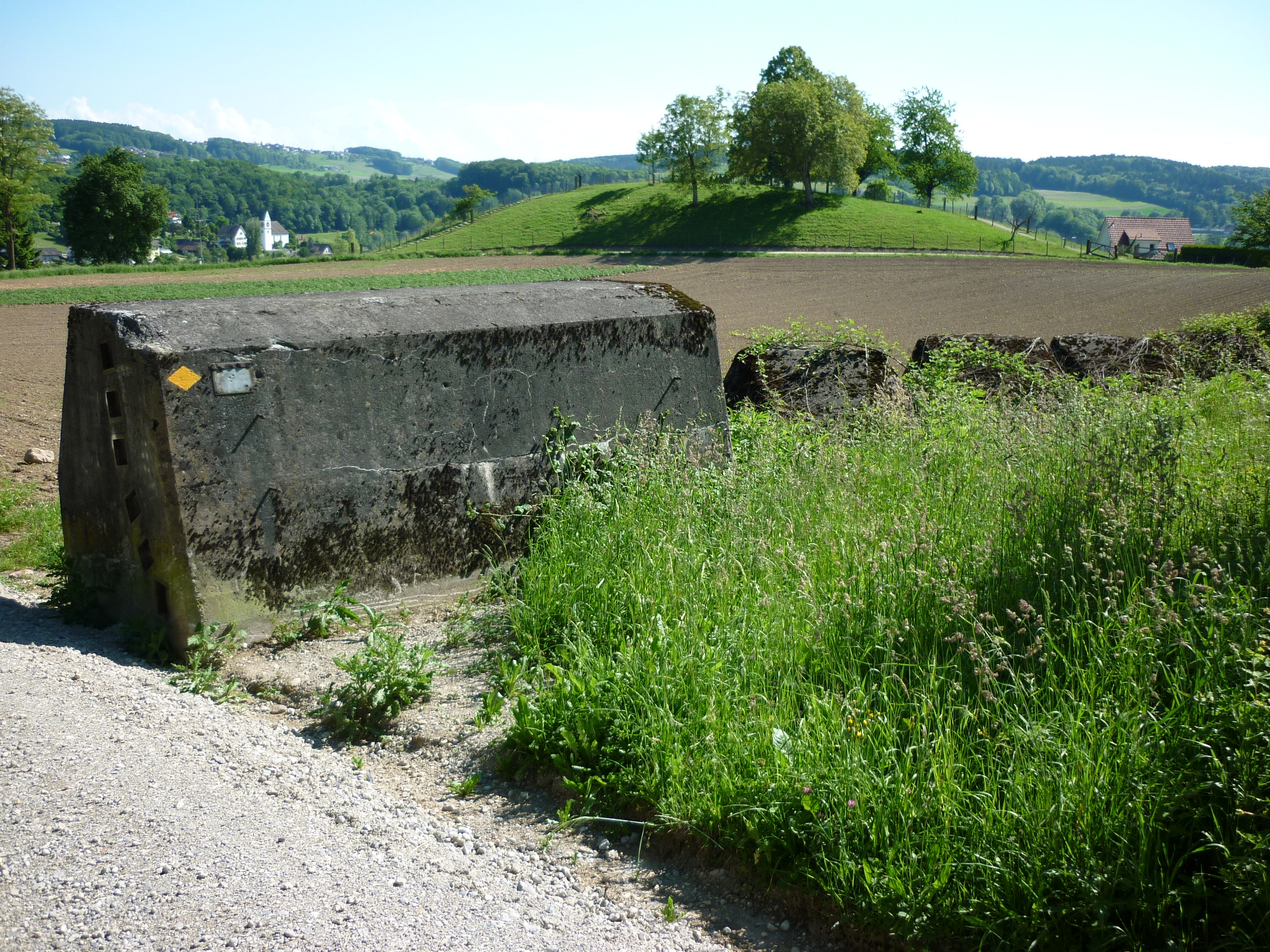
Panzersperre Birmensdorf

### Zürcher Abschnitt
Der Zürcher Abschnitt der Limmatstellung wurde unter der Leitung der 6. Division, des Stadtkommandos Zürich, der Gruppe Dietikon und des Baubüros Kyburg erstellt. Die Stadt Zürich wurde nicht zur offenen Stadt erklärt, sondern sollte verteidigt werden. Während zehn Monaten bereitete man sich darauf vor, zur Hauptkampflinie bei einem deutschen Angriff zu werden.
In den vorgeschobenen Stützpunkten Altstetten, Dietikon und Schlieren, sowie in Uitikon-Waldegg (Uetliberg) und der Urdorfer Senke, der Stadt Zürich und in Wollishofen (Sperrstelle Wollishofen-Sihltal) entstanden ab 1938 nach neuesten militärischen Kriterien betonierte Waffenstellungen, Bunkeranlagen, Sprengobjekte und Geländepanzerhindernisse, in den bewaldeten Anhöhen südlich der Limmat grub man mehrere Artilleriestellungen (Geschützstände, Mannschaftsunterstände). Die zur Rundumverteidigung verstärkten Stützpunkte, in Altstetten hiessen sie Dachsleren, Kappeli und Panama, wurden zur Panzerbekämpfung im Vorfeld der Stadt Zürich errichtet.

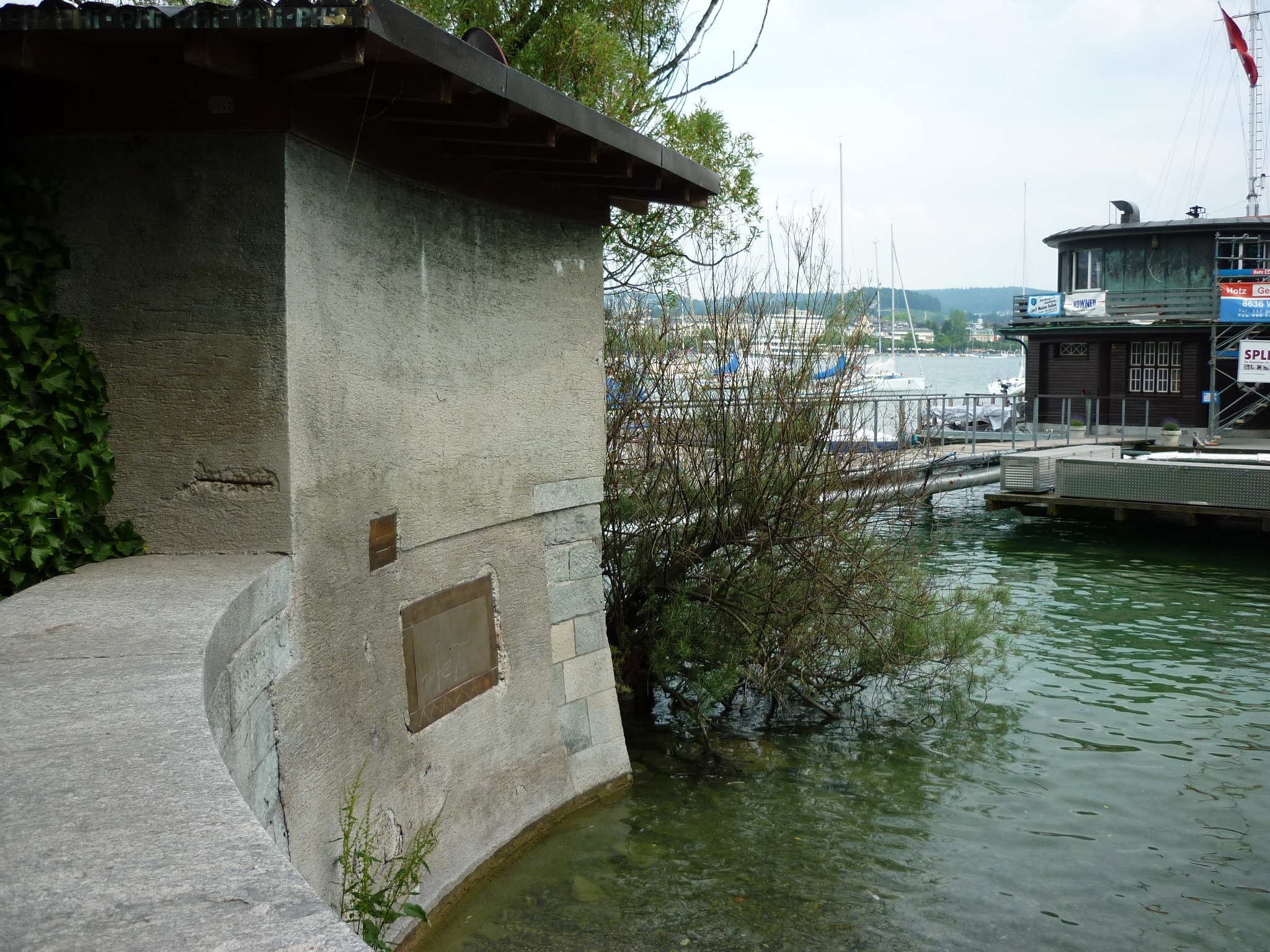
Bunker beim Hafen Enge, Stadt Zürich
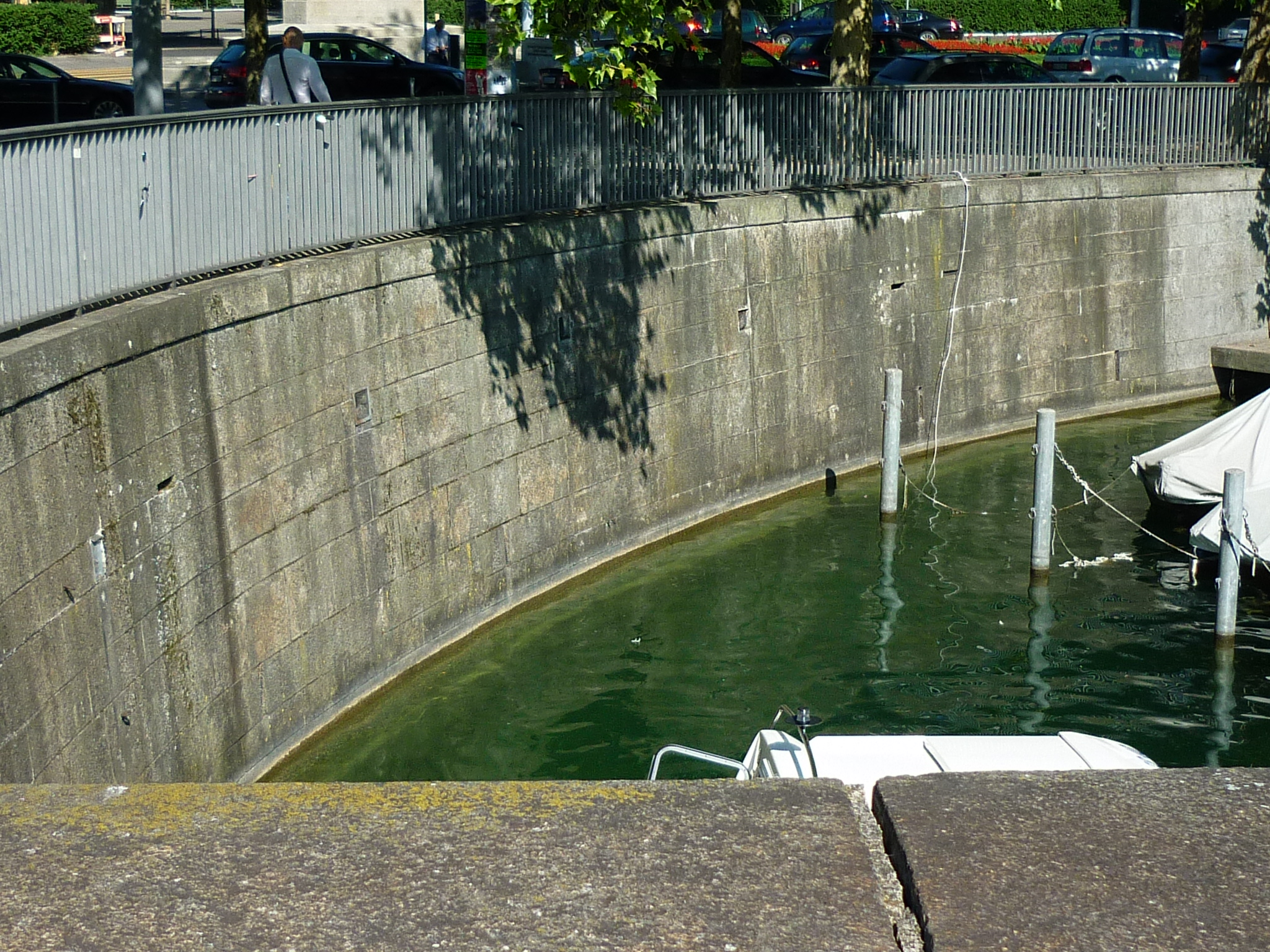
Bunker bei der Quaibrücke, Stadt Zürich
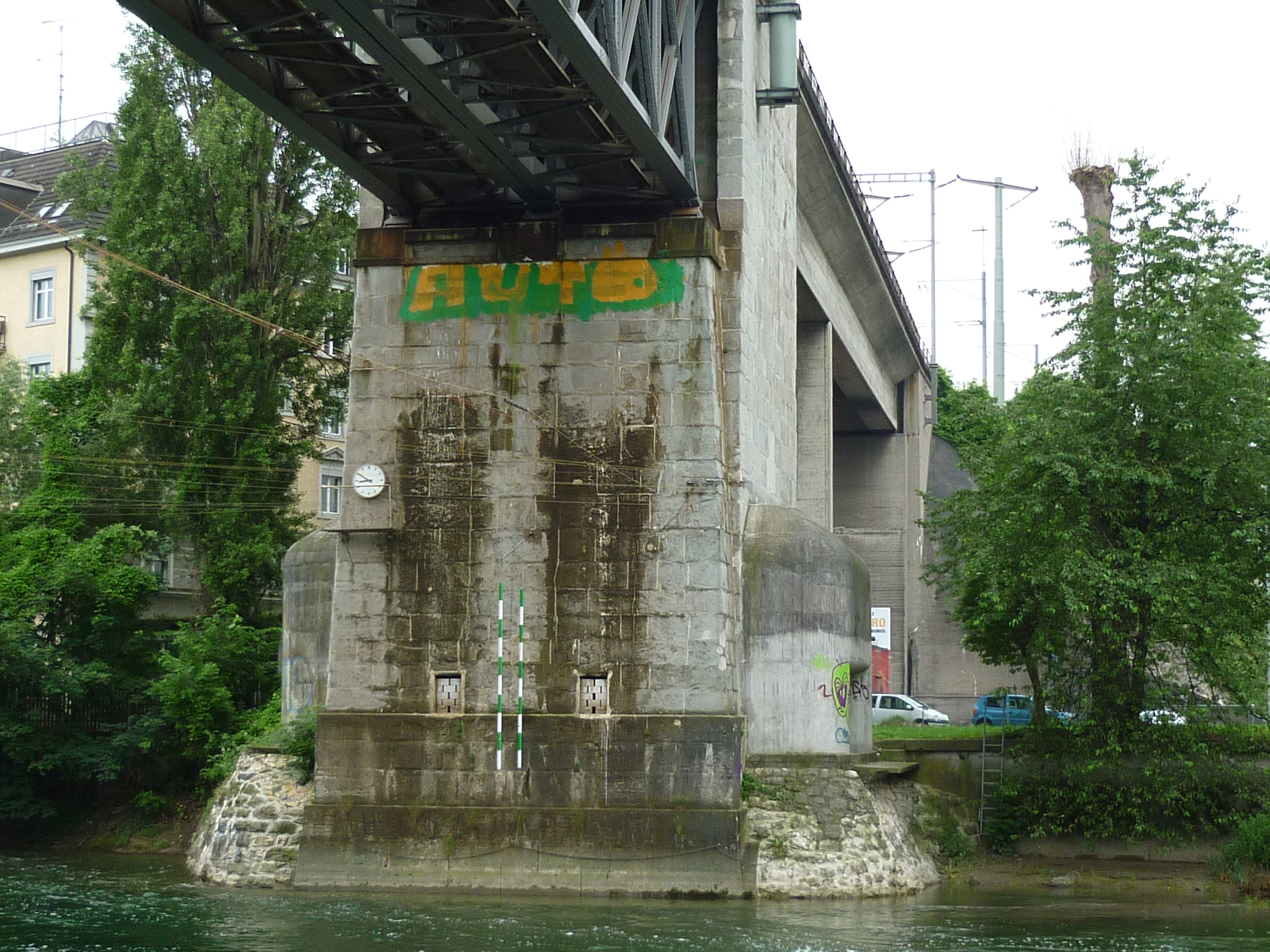
Der einzige erhaltene Bunker in der Stadt Zürich, der nach den Standardbauplänen des Bureaus für Befestigungs-Bauten (BBB) erstellt wurde
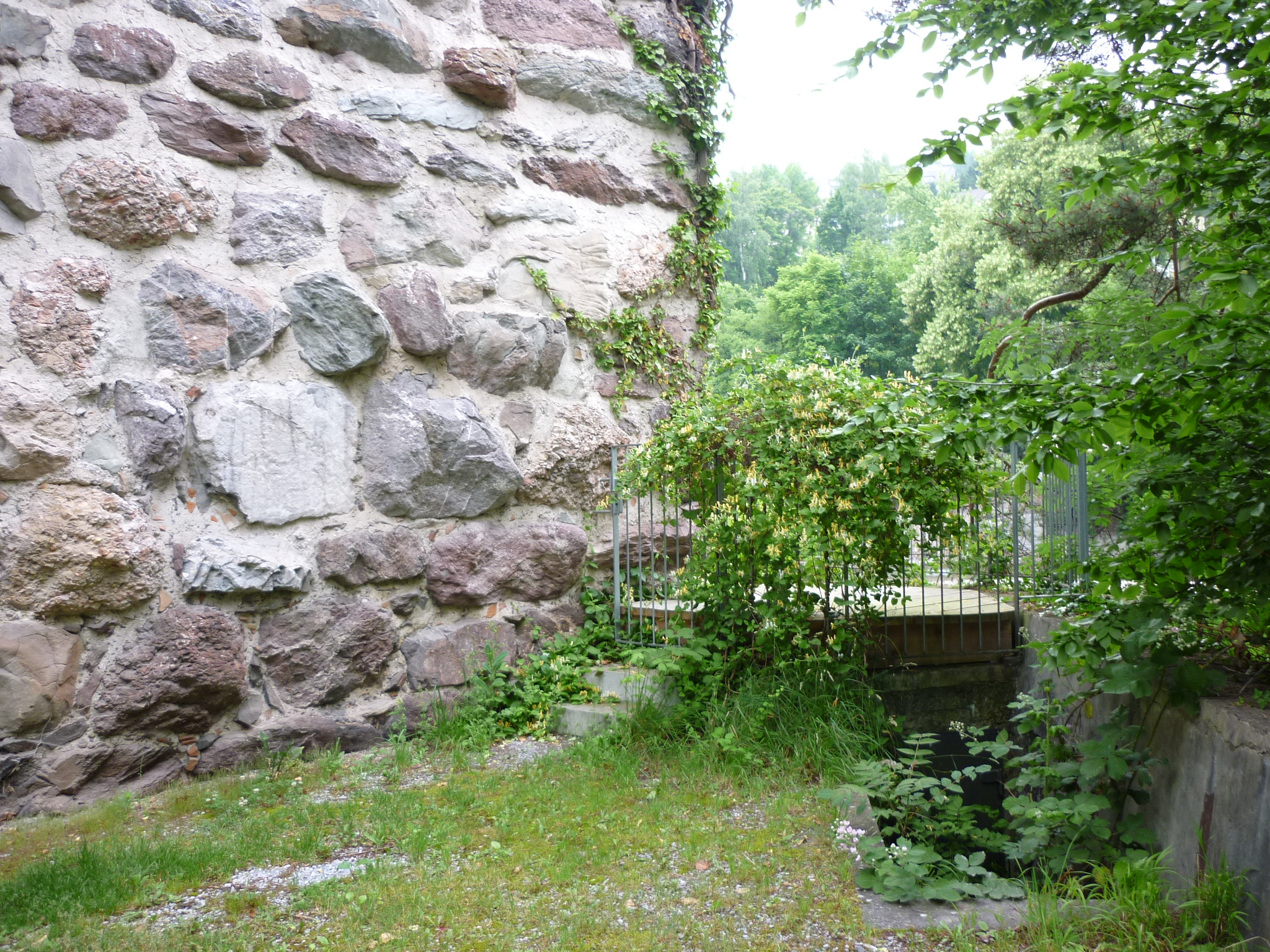
Eingang zum Beobachtungsbunker Hardturm an der Limmat. Der Hardturm gehörte im 14. Jahrhundert zur Verteidigungslinie Letzi der Stadt Zürich

1944 wurden die rückwärtigen Stellungen mit Tanksperren (Stützpunkte Birmensdorf, Rochadeachse Reppischtal) und Unterständen (Adliswil, Birmensdorf und Reppischtal) verstärkt.

### Linthebene
Die Linthebene war in fast allen deutschen Operationsplanungen das Ziel mechanisierter Verbände oder Luftlandetruppen, weil sie den Zugang in das Becken von Schwyz und Richtung Gotthard ermöglichte. Sie spielte deshalb im Dispositiv der Armee eine bedeutende Rolle, zuerst als Teil der Limmatstellung und ab Juli 1940 als Teil der neuen Zentralraumstellung (Reduit). Als wichtigste Verteidigungsstellungen wurden die Felsenwerke Infanteriefestung Grynau und Benkner Büchel sowie die Linthstauanlagen zur Überflutung der Linthebene gebaut. Zur Verteidigung des Reduitzuganges ins Glarnerland wurde ab 1941 die Sperrstelle Näfels errichtet.

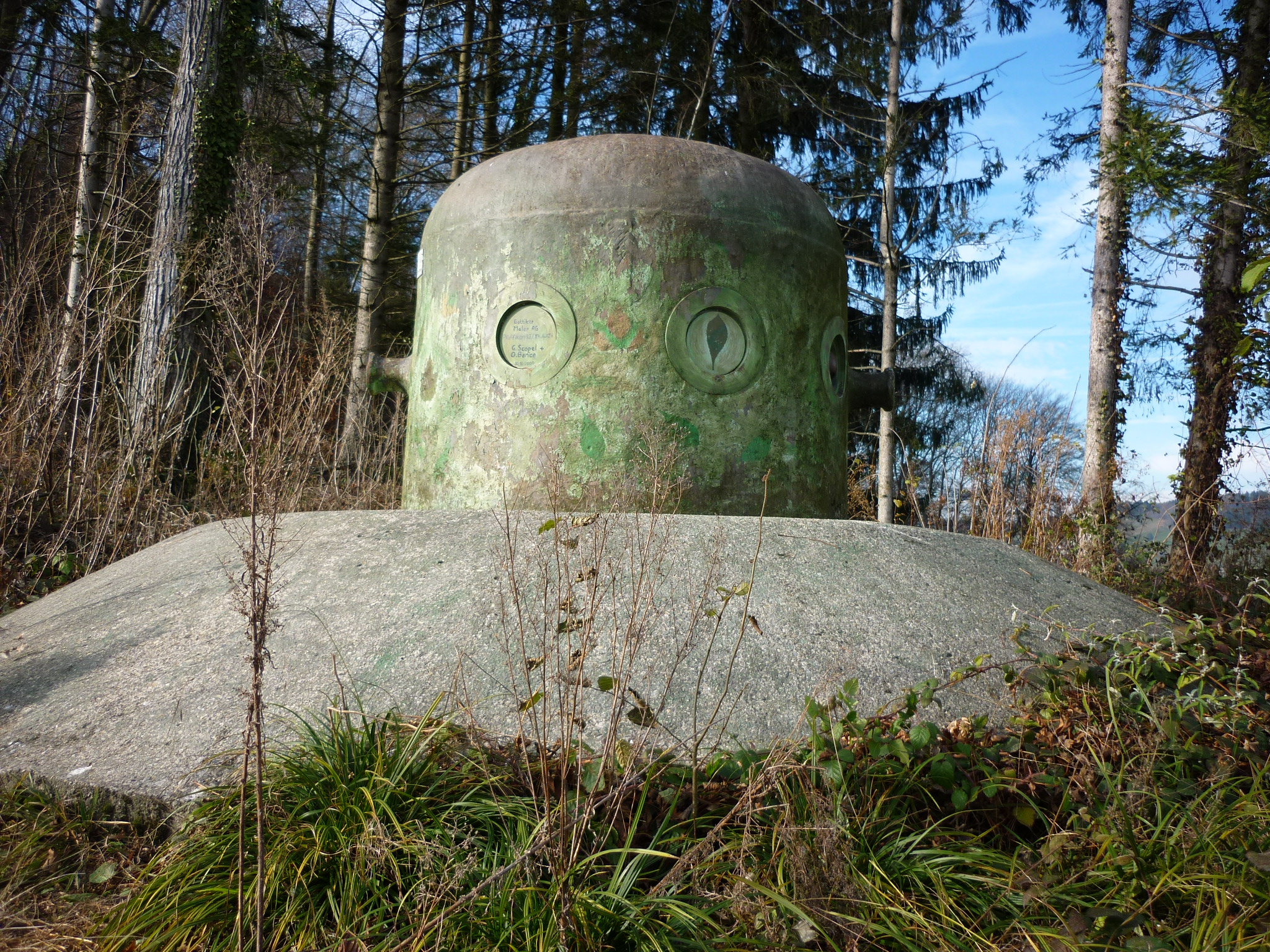
Artilleriebeobachtungs-Panzerturm A mit fünf Kugellaffettenscharten
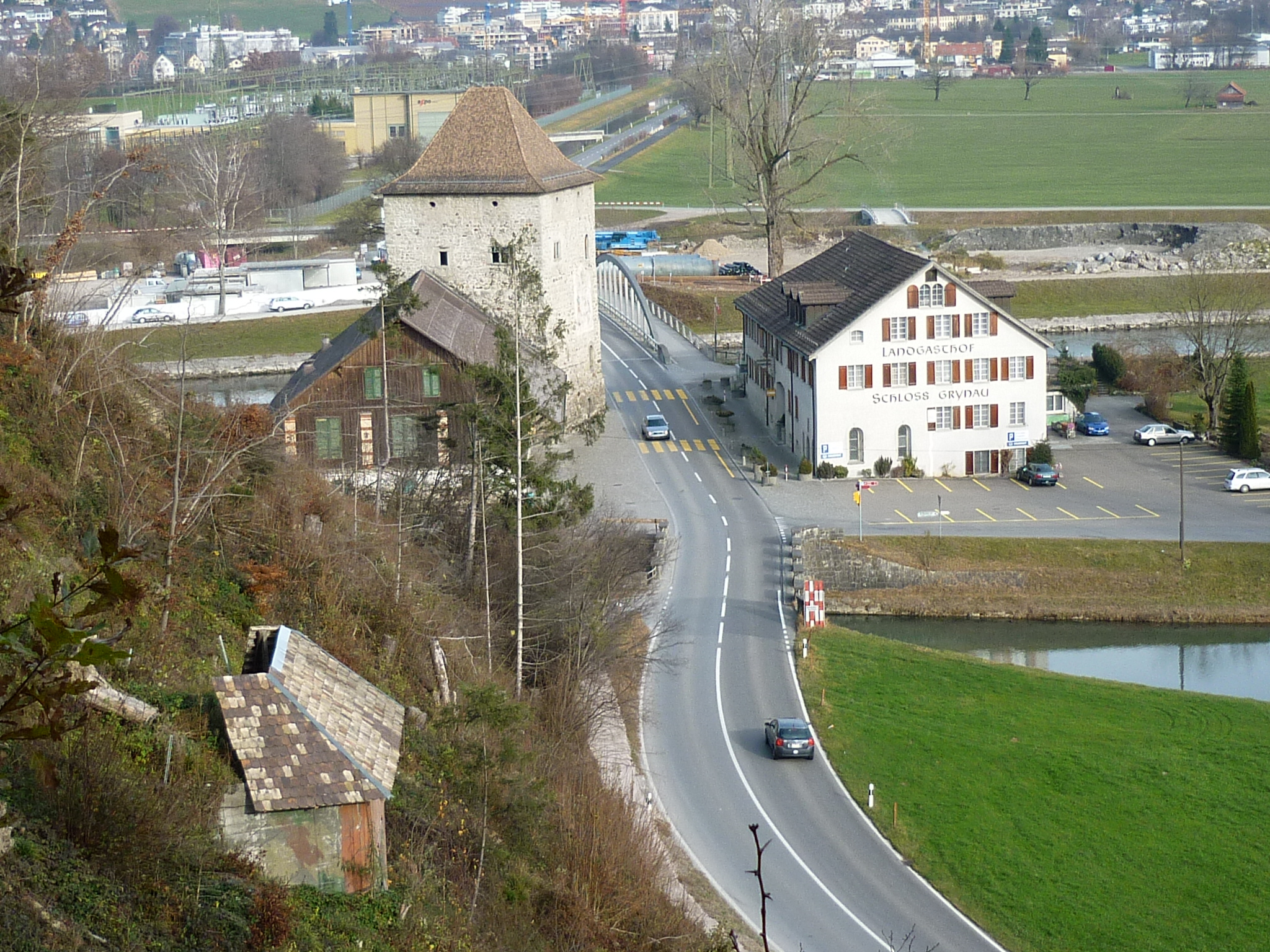
Die Festung Grynau verteidigt den Linthübergang beim Schloss Grynau (Maschinengewehrbunker links)
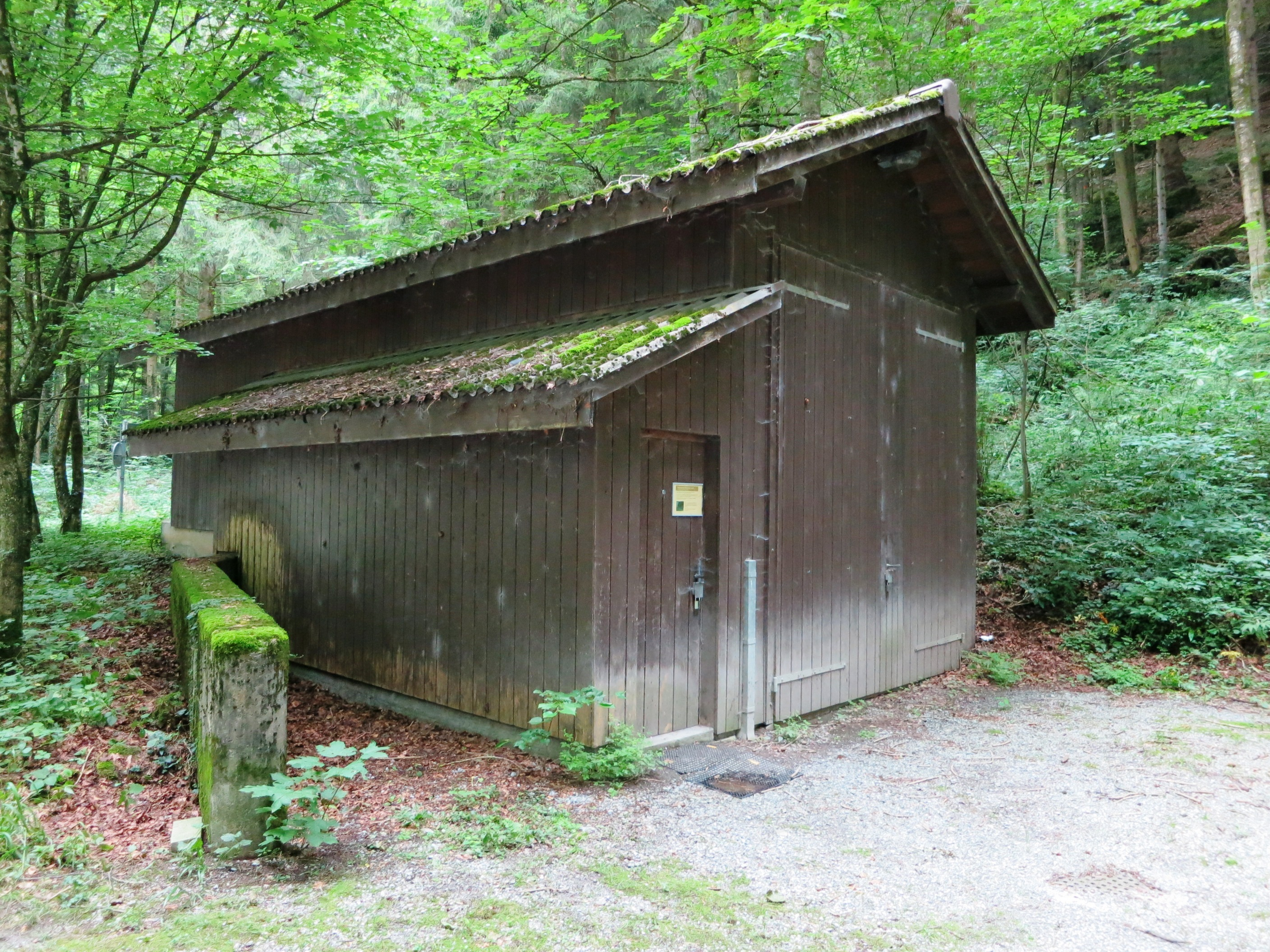
Infanteriewerk Mösliflue, Benkner Büchel
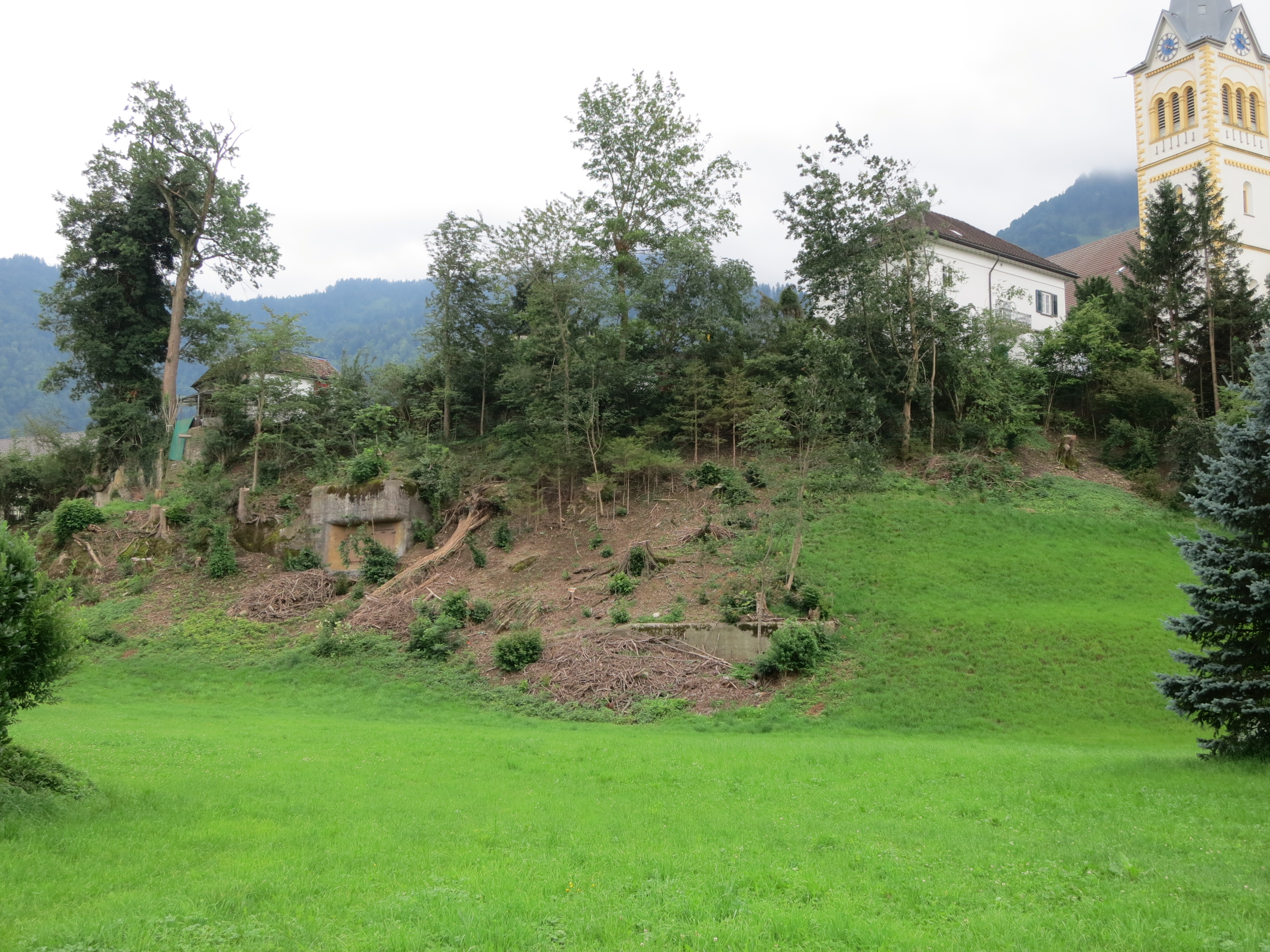
Infanteriewerk Burg, Reichenburg
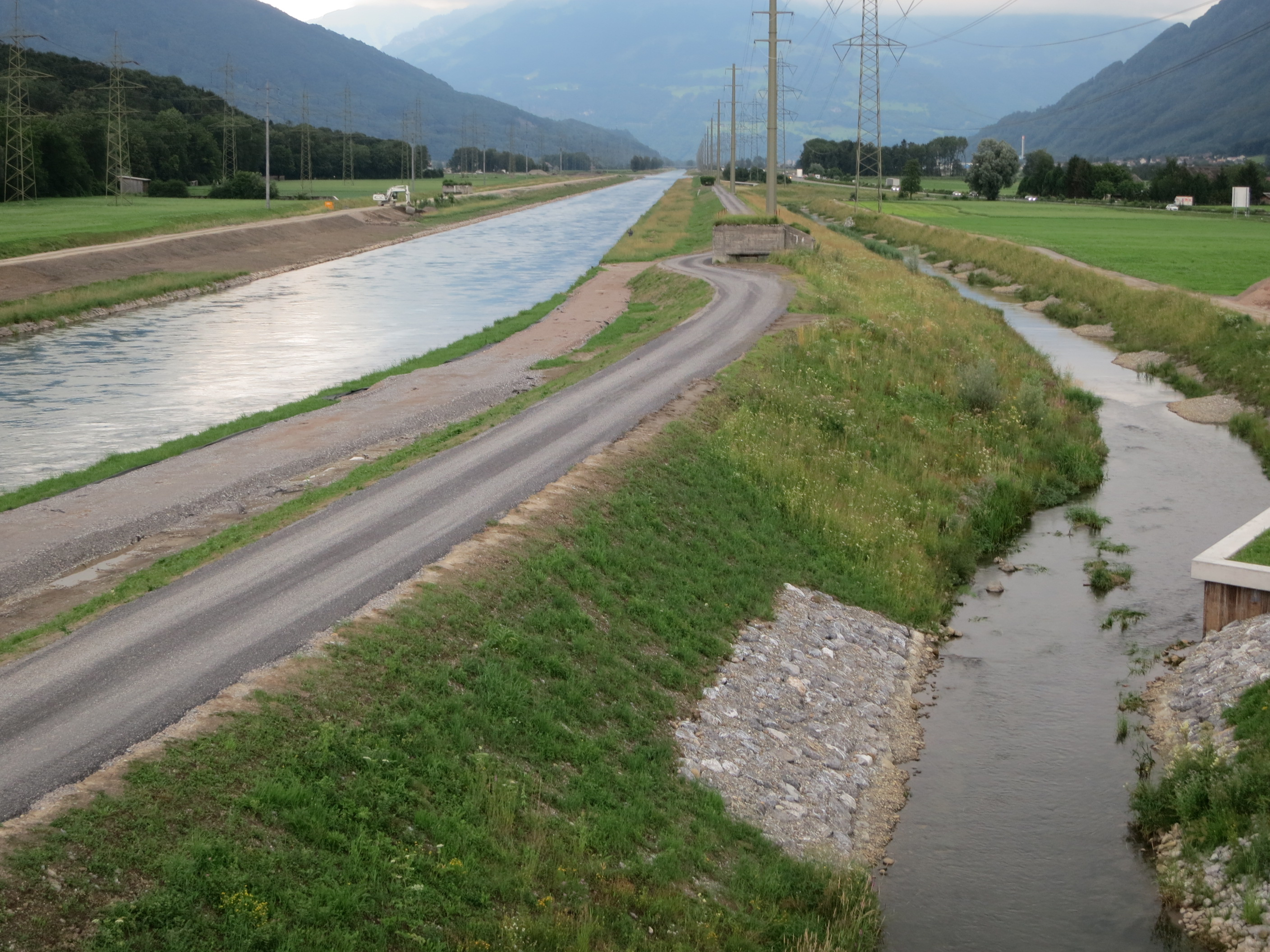
Bunker entlang der Linth (Richtung Walensee), Benkner Büchel links
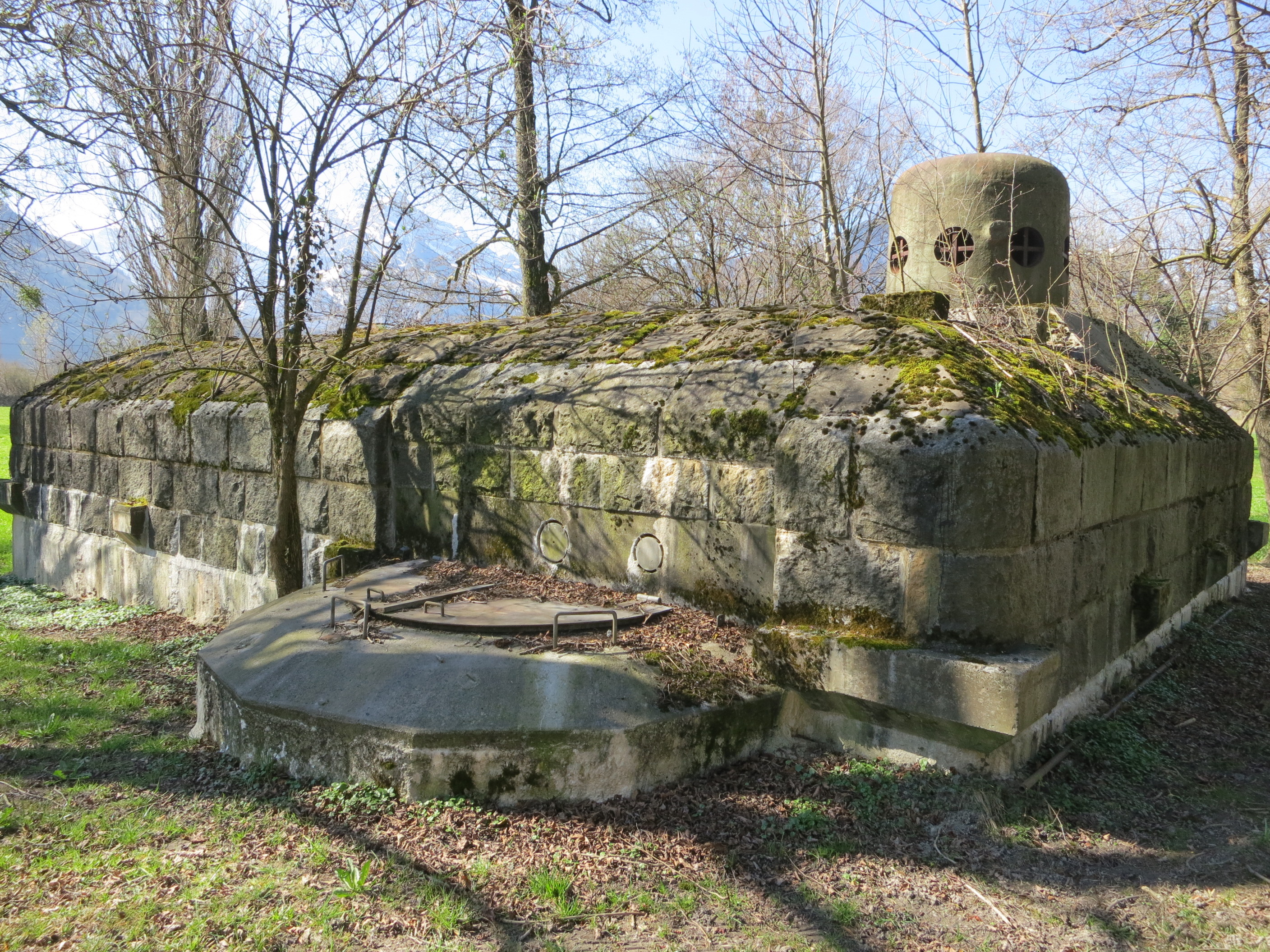
Blockhaus mit Beobachtungskuppel im Gäsi, Walensee

### Artilleriestellungen
Die zur Limmatstellung gehörenden Artilleriestellungen befanden sich hauptsächlich im Reusstal, um das Birrfeld und im Raum Bruggerberg–Bözberg. Die Geschützstände in der Hauptstellung wurden mit betonierten oder mit Rundholz ausgekleideten Ständen befestigt.
Auf die mutmassliche Einbruchsachse im Engnis der Aare beim Wasserschloss der Schweiz konnte eine einmalige Artilleriekonzentration von 84 Geschützen wirken. Ein weiterer konzentrierter Artillerieeinsatz war für die Sperrstelle Waldegg (Zürich) geplant, wo 18 Batterien mit 72 Rohren in grösstenteils offenen Feldartilleriestellungen im Raum Ringlikon (Brand), Birmensdorf (Haslen, Maas, Ramerenwald, Risi, Egg, Schüren, Löffler), Bonstetten (Hörglen), Oberlunkhofen (Matteried) und Bremgarten (Hegnau) in einer lockeren, schachbrettartigen Form und gut getarnt aufgestellt, ihr Feuer in den «Käfig» der Sperrstelle Waldegg leiten konnten.

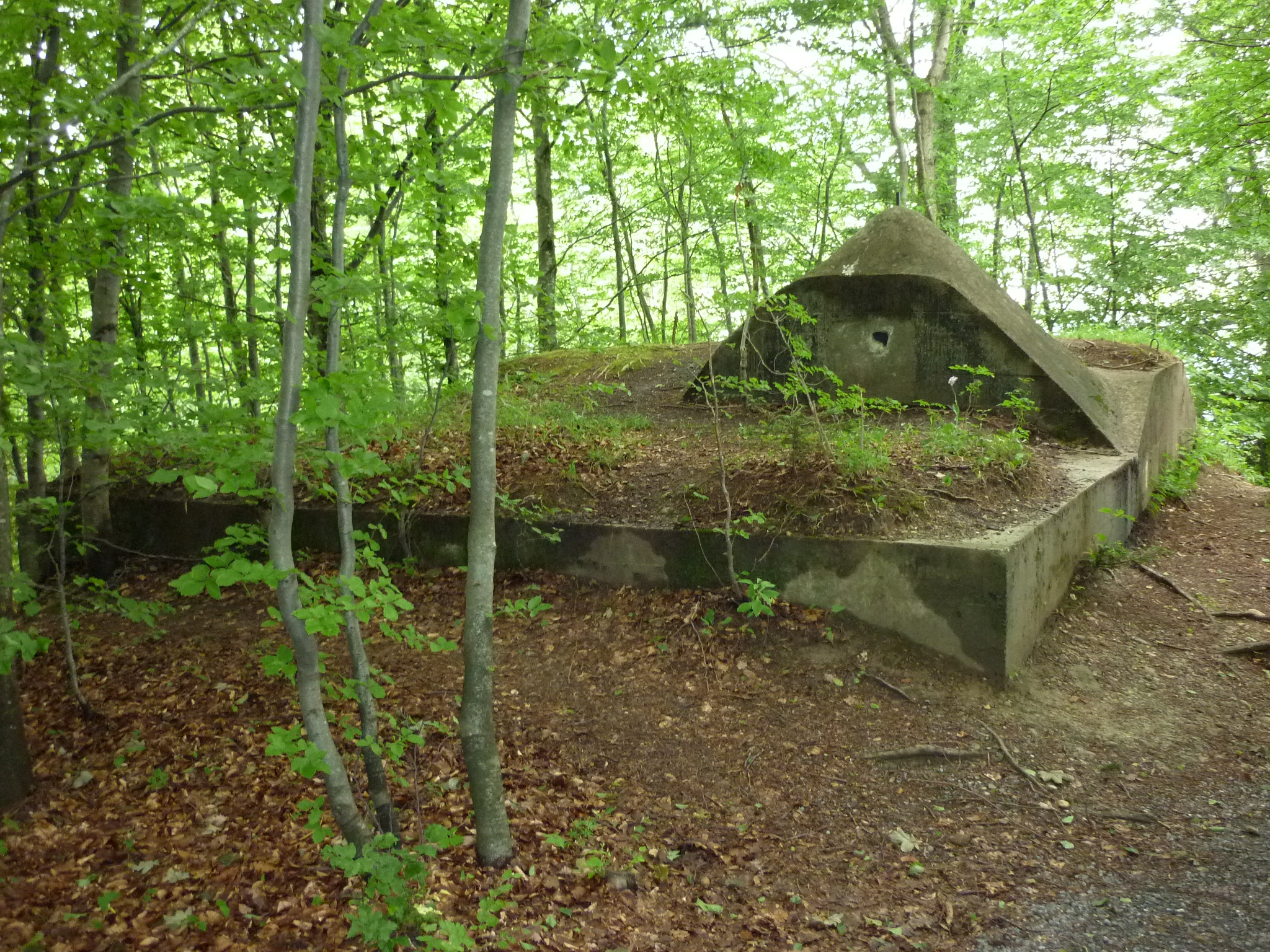
Artillerie-Beobachtungsbunker, Batterie 134, Uetliberg
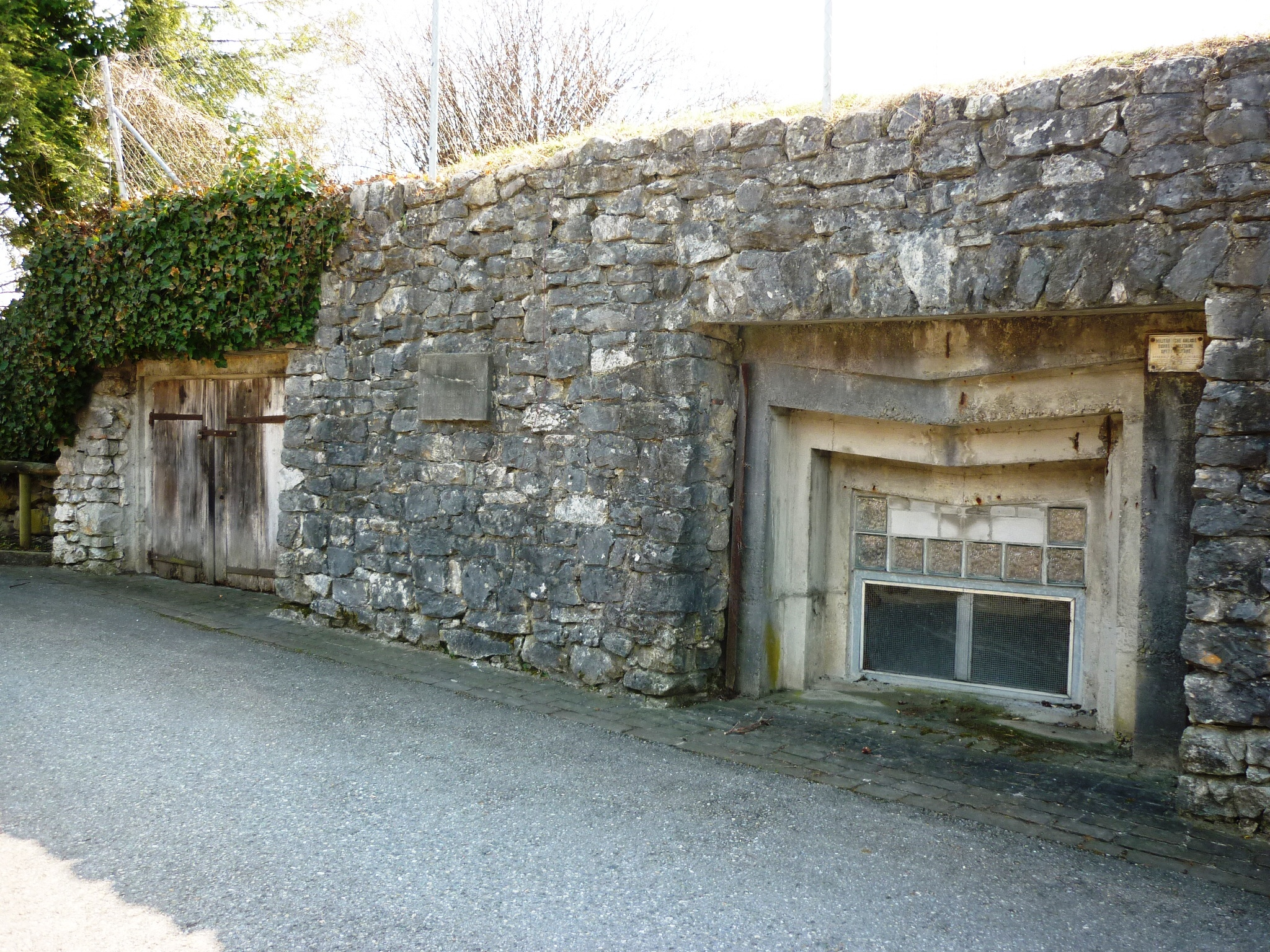
Oberrohrdorf Buacher: Batteriestellung mit vier Geschützständen. Durch das Tor links wurde die 7.5 cm Feldkanone in die Kaverne gefahren.
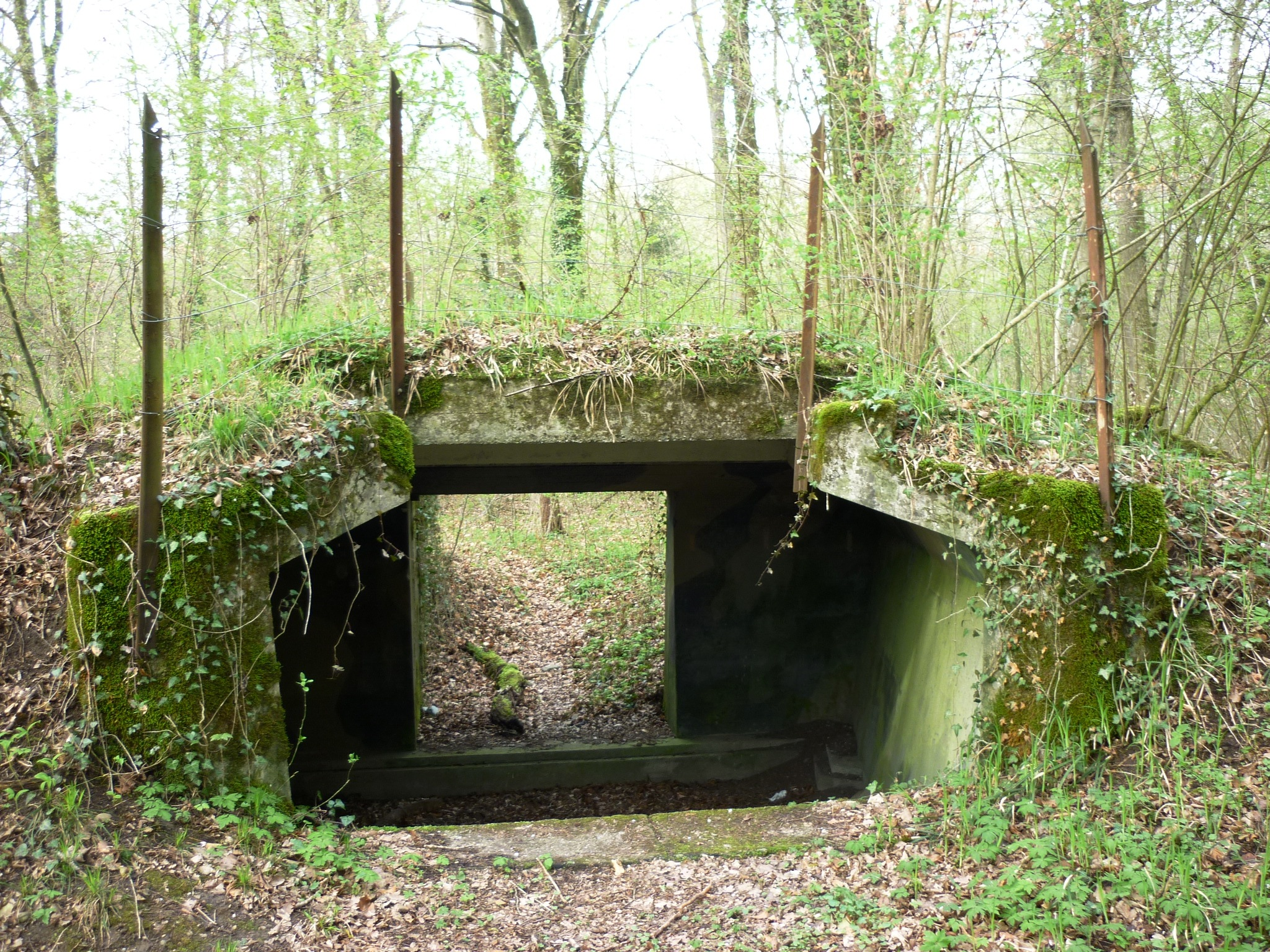
Geschützstand für mobile 7.5 cm Feldkanone zur Verhinderung feindlicher Übersetzaktionen über die Limmat. Standort Hegnau südlich der Reuss bei Bremgarten AG
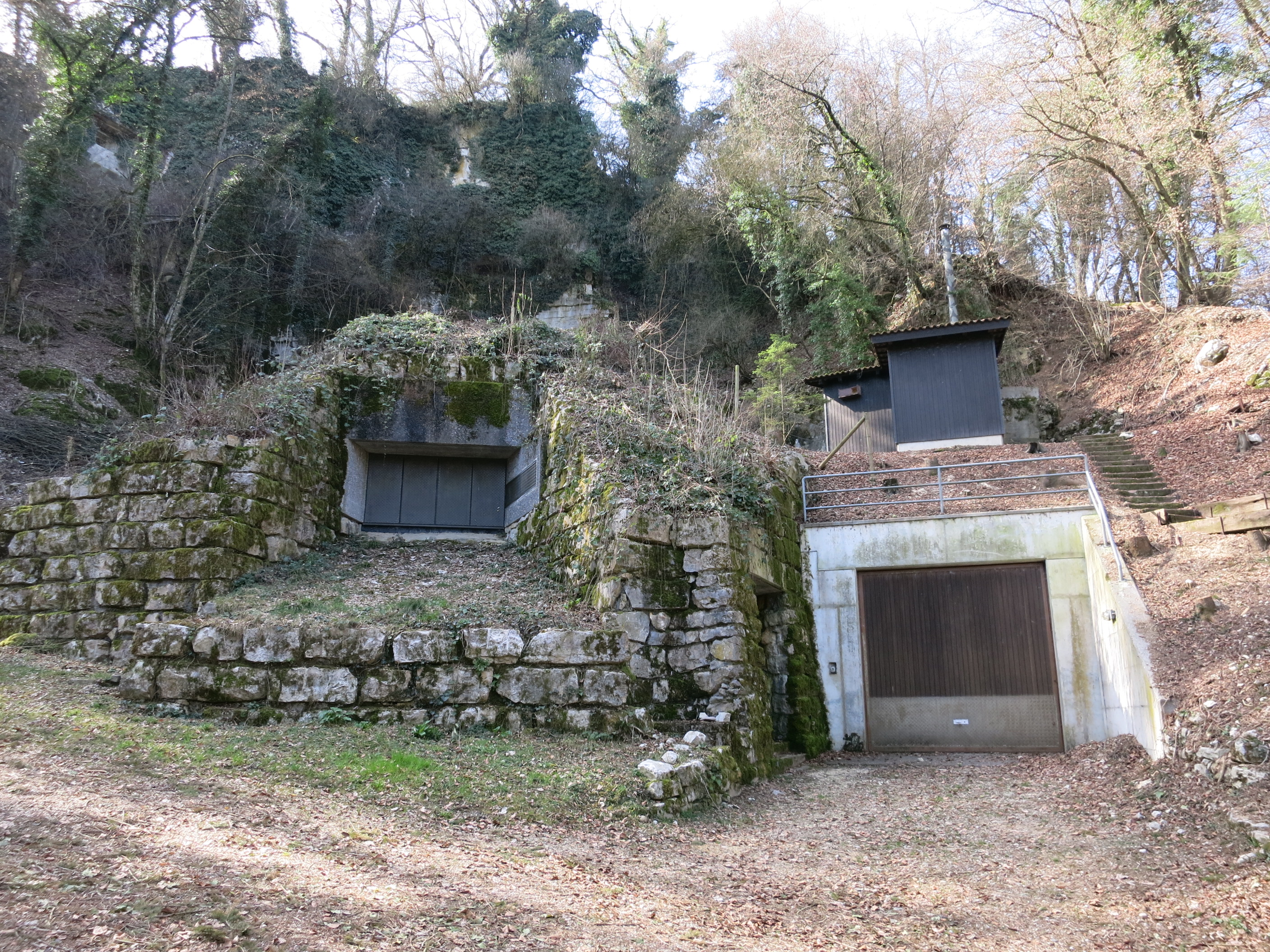
Artilleriewerk Rein (A 3840) mit Centi Bunker (A 3829)
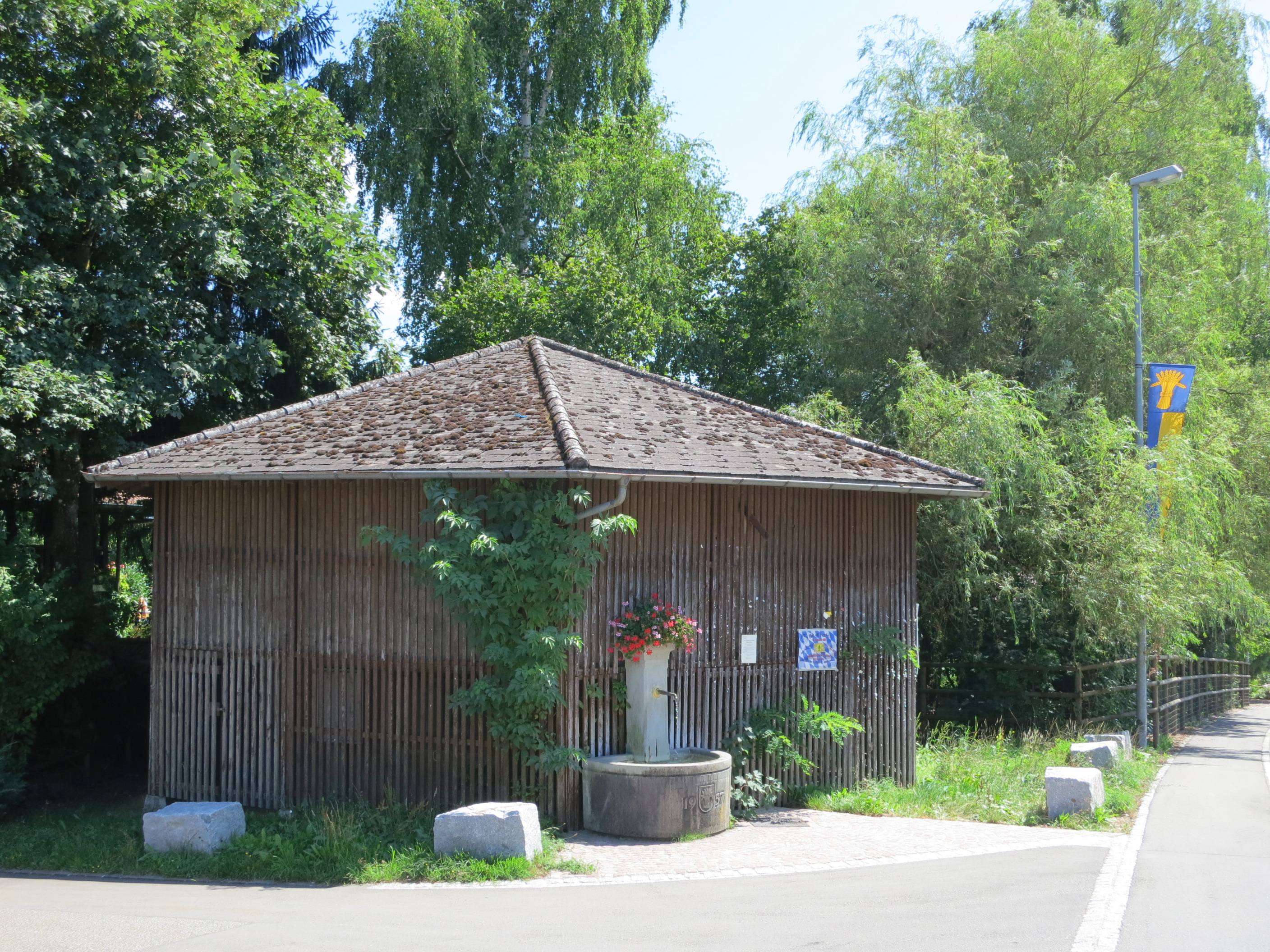
Notausgang AW Rein mit Bunker
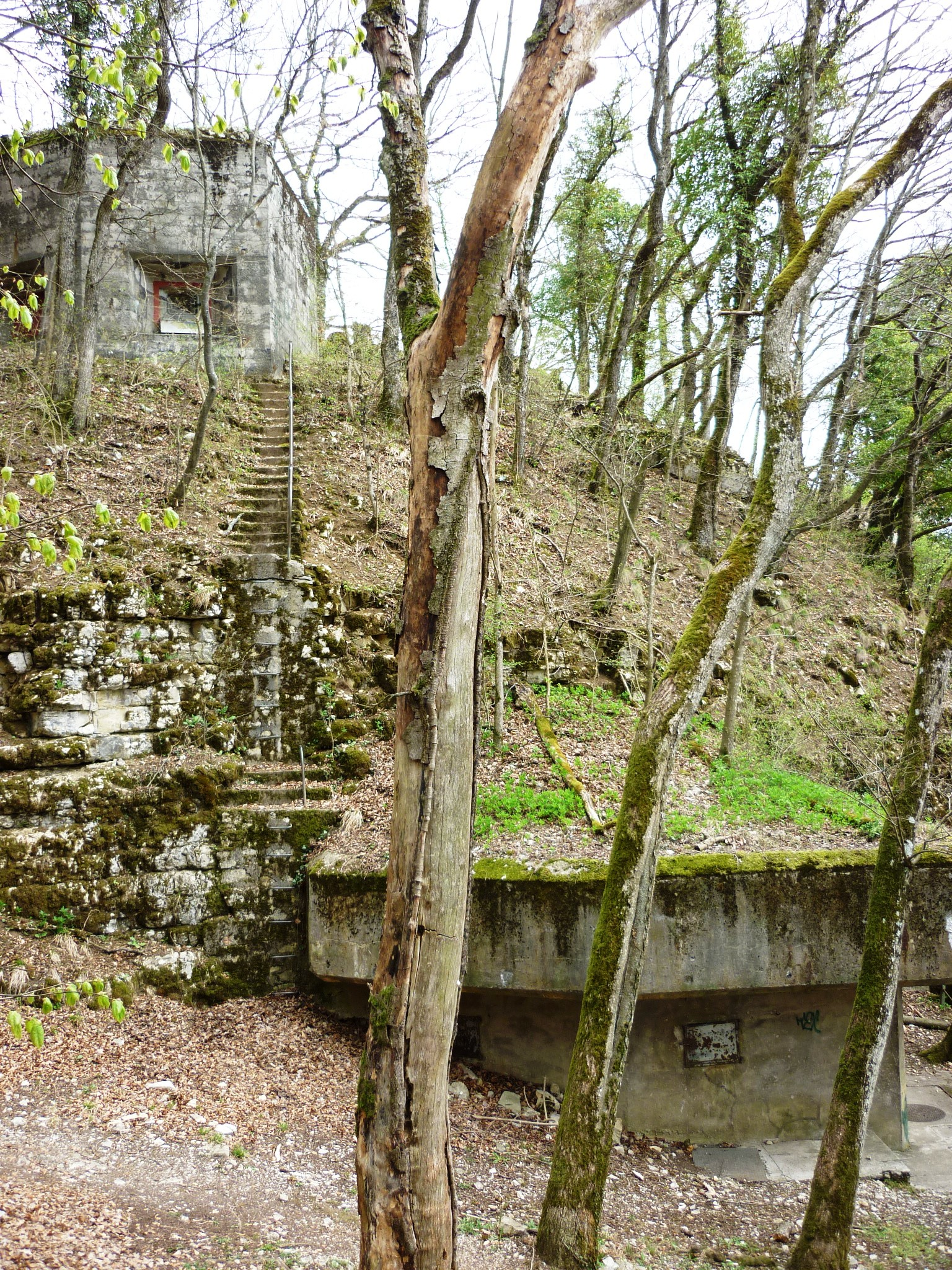
Artilleriewerk Besserstein, Geissberg
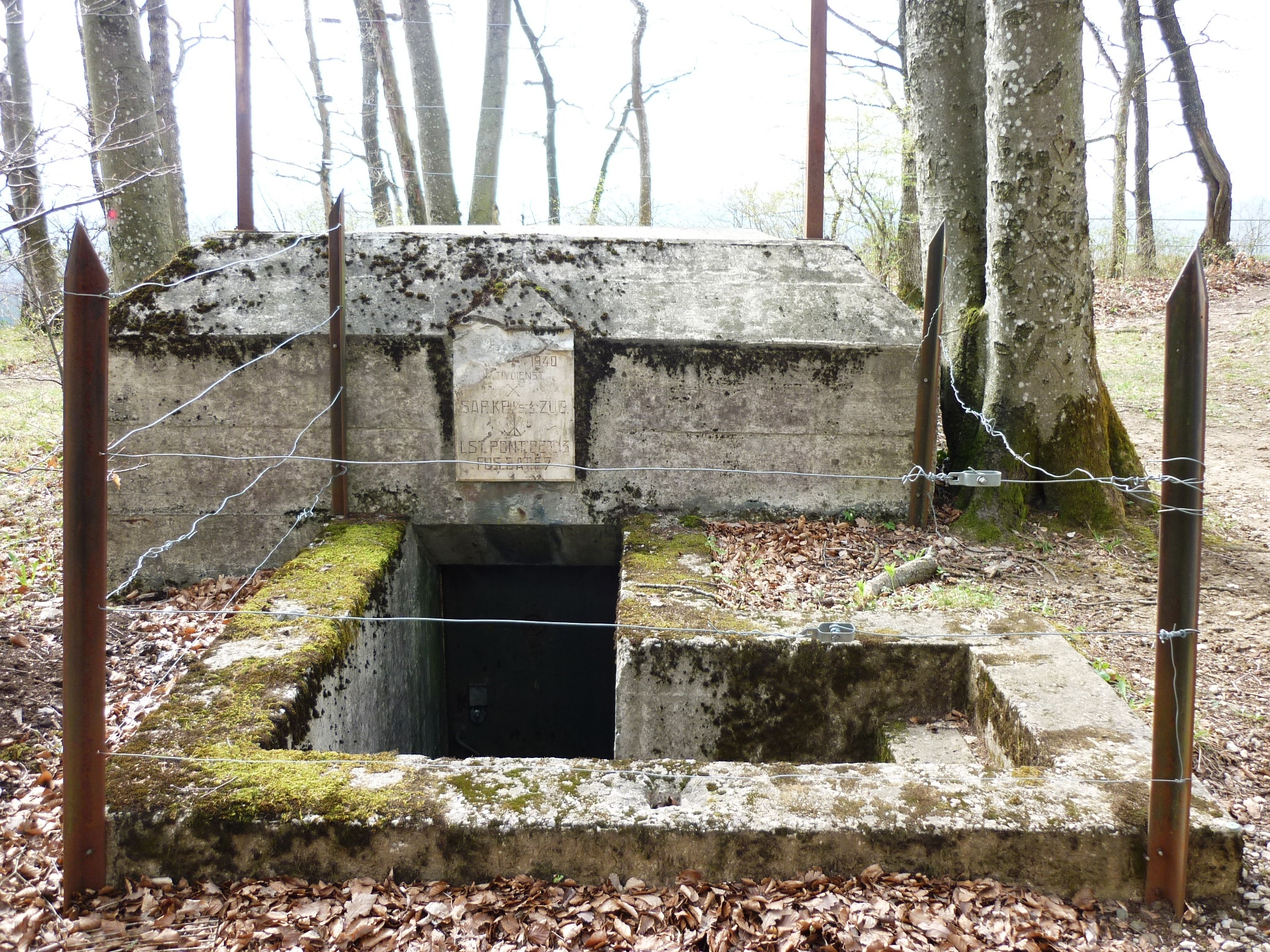
Artilleriewerk Geissberg Chameren

## Befestigungsbau im Verzögerungsraum
Der Verzögerungsraum nördlich der Limmat wurde nur punktuell befestigt. Ein Beispiel ist der Stützpunkt Regensberg zwischen Lägern und Glatt.
- Mg-Bunker A 5291 Friedhof Regensberg ⊙

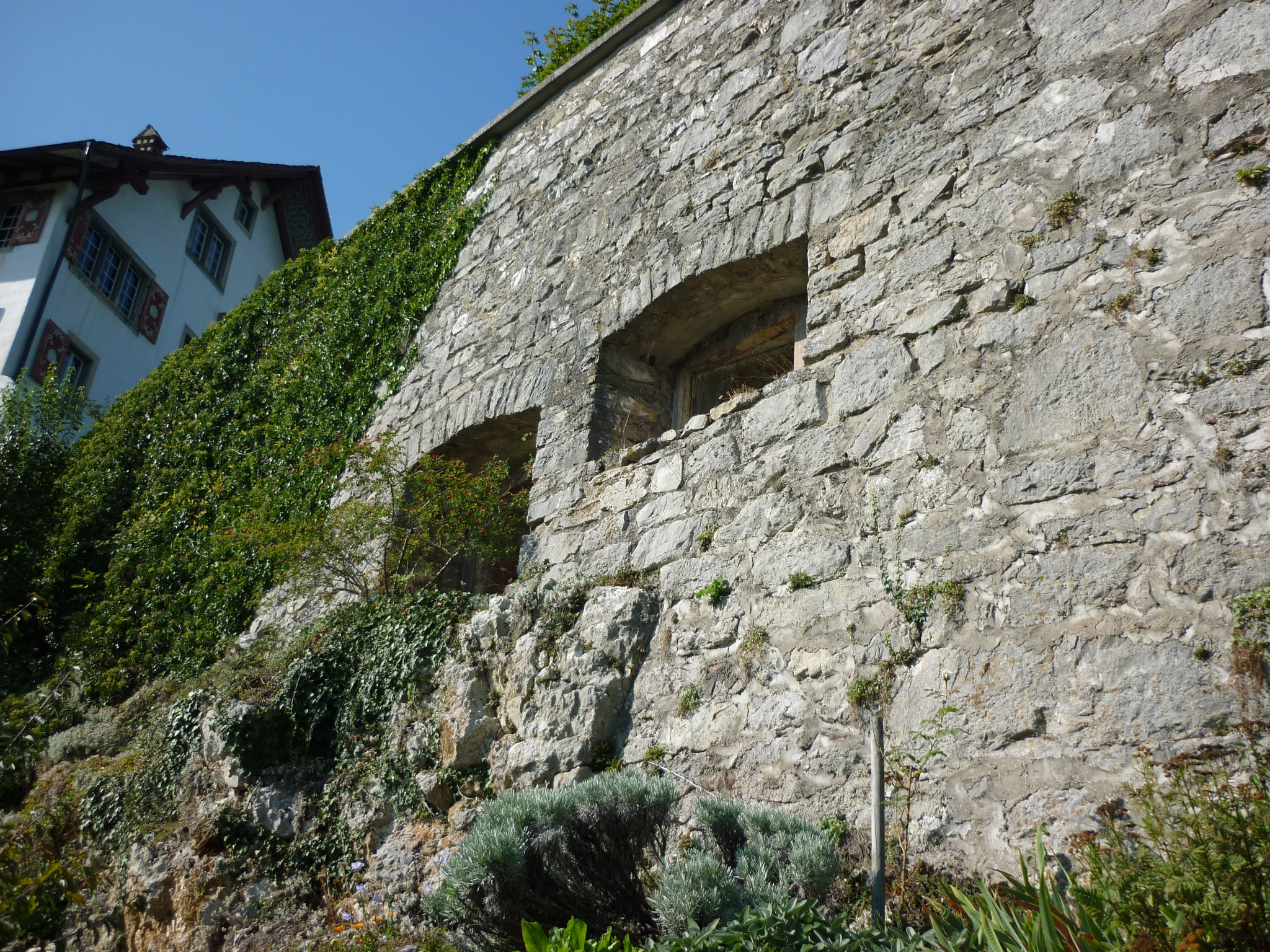
Maschinengewehr- und Beobachtungsbunker A 5291 hinter der historischen Stadtmauer von Regensberg
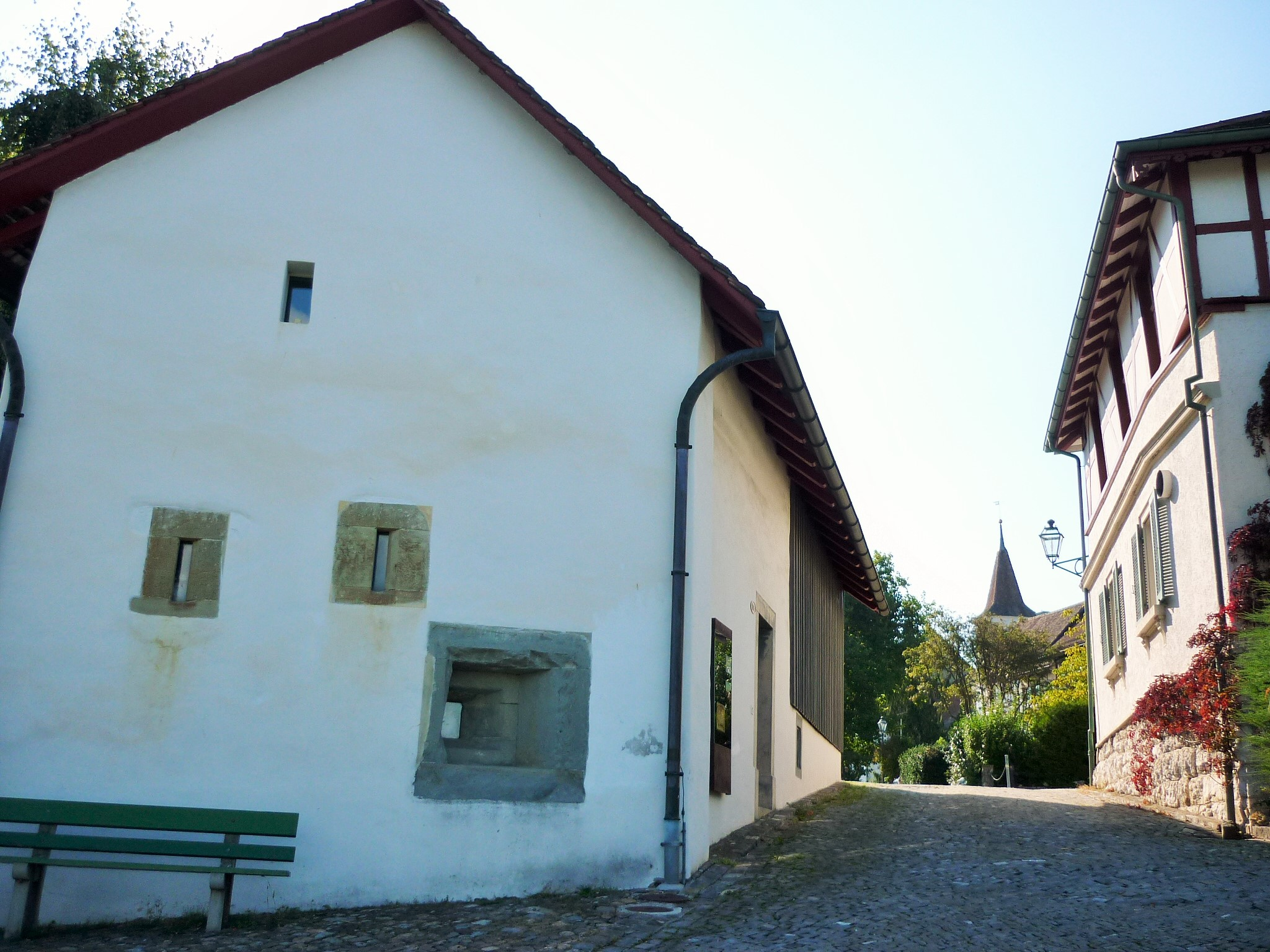
Mittelalterliche und neuzeitliche Scharten in Regensberg

### Bezirke Bülach und Dielsdorf
Im Zürcher Unterland wurden ab 1935 drei gestaffelte Verteidigungsgürtel als Teil des Verzögerungsraumes von nicht in den Aktivdienst eingerückten Unterländern gebaut. Gleichzeitig wurden Verkehrswege für die Sprengung vorbereitet, so etwa die Strassen- und die Eisenbahnbrücke von Eglisau. Der erste Gürtel befand sich direkt am Rhein und bestand aus zahlreichen Bunkern zwischen Kaiserstuhl, Eglisau und der Tössegg. Der zweite Gürtel wurde im Landesinnern auf der Höhe Siglistorf-Weiach-Glattfelden mit Bunkern und Panzersperren angelegt, wie zum Beispiel bei der Sperrstelle Seglingen. Zum dritten Gürtel auf der Höhe Stadlerberg–Bülach und östlich davon gehörten die Sperrstelle Stadel mit schweren Geschützen und Panzersperren sowie das mittelalterliche Städtchen Regensberg mit Maschinengewehrständen. Im Raum Baden und Dietikon war schwere Artillerie stationiert.

## Beurteilung der Limmatstellung durch die Wehrmacht
Eine deutsche Aufmarschstudie vom 4. Oktober 1940 beurteilte die Stärke der Limmatstellung wie folgt: 

„Die der alten deutschen Reichsgrenze gegenüberliegende Verteidigungszone Basel-Bodensee-Sargans ist stellenweise tief gegliedert und durch ein rückwärtiges zweites Stellungssystem – in geschickter Anlehnung an die Bodengestaltung und Geländehindernisse – verstärkt. Die räumliche Ausdehnung ist so gross, dass es einem frontalen Angreifer nach Überwinden der ersten Verteidigungszone zu völlig neuem Aufmarsch unter schwierigen Verhältnissen zwingt. Die vorgelagerten Hindernisse der Aare, Limmat, des Zürichsees, des Walensees bis zum obern Rheintal geben diesem Stellungssystem grosse natürliche Stärke, die zweifellos durch den Ausbau gesteigert worden ist.“

## Ausstellungen
- Die Ortgeschichtliche Kommission des Quartiervereins Aussersihl-Hard zeigte die Ausstellung Limmatfront – Stadt im Kriegszustand. Ausstellung zur Limmatstellung 1939–1940 im Baugeschichtlichen Archiv der Stadt Zürich im Haus «zum unteren Rech» am Zürcher Neumarkt, vom 4. Dezember 2008 bis am 3. April 2009. Unter Leitung des «Stadtkommandos» bereitete sich Zürich während zehn Monaten darauf vor, zur Hauptkampflinie bei einem deutschen Angriff zu werden.

- Vom 17. November 2018 bis 28. Februar 2019 wird im Museum Bellerive die bauliche Ausgestaltung der Limmatstellung unter dem Titel «111 Bunker: Entdecke das verborgene Zürich!» thematisiert. Die Stadt Zürich war 1939 als «obstacle absolu» in die erste Armeestellung einbezogen, dem Stadtkommando Zürich unterstellt und mit der Festung Uetliberg links der Limmat befestigt worden. Gleichzeitig fand rund um das Seebecken die Schweizerische Landesausstellung 1939 statt, die von der Geistigen Landesverteidigung geprägt war.[10][11]

## Vereine für die Festungswerke der Limmatstellung
- Die Militärhistorische Gesellschaft des Kantons Zürich ist heute (2018) Besitzerin von zehn kleineren und grösseren Anlagen der Limmatstellung. Der Verein Festungswerke der Limmat ist zuständig für die regelmässige Kontrolle und den Unterhalt dieser Festungsanlagen und führt auf Anfrage Führungen für Gruppen durch.[12]
- Der 1982 gegründete Verein Militär- und Festungsmuseum Full-Reuenthal besitzt rund 100 militärhistorische Anlagen im Kanton Aargau. Die militärhistorischen Zeitzeugen werden für die Nachwelt im originalen oder originalgetreuen Zustand erhalten und für die Öffentlichkeit zugänglich gemacht.
- Der 2013 gegründete Bunkerverein Magden betreibt und unterhält militärhistorische Anlagen als Zeitdokument und fördert das öffentliche Interesse.[13]